# Église Notre-Dame de Saint-Clair-sur-Epte
L'église Notre-Dame, est une église catholique paroissiale située à Saint-Clair-sur-Epte, en France. Édifié sur un sanctuaire carolingien du IXe siècle, son chœur avec abside en cul-de-four est le principal chœur roman de la fin du XIe siècle conservé dans le Val-d'Oise. La décoration des trois fenêtres du chevet et les arcatures plaquées qui agrémentent le soubassement sont tout à fait remarquables, et le profil surbaissé des arcs-doubleaux intermédiaires est hors du commun. Le transept est seulement partiellement roman et l'on y voit encore l'entrée de l'ancienne absidiole nord. Le clocher central qui s'élève au-dessus de la croisée du transept remonte également à la fin du XIe siècle, mais son architecture sans recherche n'atteint pas le niveau de la plupart des autres clochers romans du Vexin français et des environs. Il se distingue cependant par sa flèche en charpente du XVIe siècle à la silhouette inhabituelle. La nef également romane a été rebâtie dans le style gothique primitif après le milieu du XIIe siècle, mais la façade avec ses deux portails romans qui se superposent (dont le plus grand bouché) subsiste de la période romane. Le mur haut de la nef avec quatre fenêtres décorées différemment et une corniche d'un type unique, ainsi que l'élévation nord de la nef et ses voûtes sont les principaux apports de la campagne du troisième quart du XIIe siècle qui se sont conservés. Comme le révèle facilement l'examen extérieur où les élévations nord et sud n'ont rien en commun, un nouveau vaisseau sud a été édifié à la fin du XVe siècle à l'emplacement du bas-côté sud et du croisillon sud. Soigneusement construite, cette partie de l'église n'a toutefois qu'une seule particularité : les grandes arcades vers la nef ont été obtenues en abattant les murs entre les supports de la voûte de la nef, qui ensuite ont été retaillés côté sud afin de s'adapter au style gothique flamboyant du nouveau collatéral. C'est en même temps la seule partie homogène de l'édifice, contrairement à l'étroit bas-côté nord probablement ajouté postérieurement à la construction de la nef, vers 1130. Ses travées ont été voûtées successivement d'ouest en est et illustrent l'évolution du voûtement d'ogives à la fin de la période romane et au début de la période gothique. L'on y voit l'une des plus anciennes voûtes d'ogives du département, celle de la première travée datable d'autour de 1130. Le caractère authentique du chœur ayant longtemps été dissimulé par des boiseries et des contreforts aveuglant les fenêtres, la valeur archéologique de l'église n'a été reconnue que tardivement, et elle a été classée monument historique en 1938 seulement. Bien que révélant toujours un peu plus ses richesses au gré des campagnes de restauration successives, les spécialistes de l'architecture ignorent généralement l'église Notre-Dame de Saint-Clair-sur-Epte dans leurs publications, et elle demeure méconnue. Longtemps église de pèlerinage pour la dépouille de saint Clair qu'elle abrite, elle ne voit plus que très occasionnellement des célébrations eucharistiques alors qu'elle est enfin restaurée. Le pèlerinage annuel reste populaire; il a toujours lieu le 16 juillet. après la messe, à 21 h.Les reliques de saint Clair et de son compagnon saint Cyrin sont amenées en procession jusqu'à la fontaine miraculeuse et à l'ermitage où selon la légende ils ont eu la tête tranchée en 884. Un grand bûcher est allumé avec les torches enflammées par les processionnaires, au chant de "Saint Clair admirable, sois nous secourable".

## Localisation
L'église est située dans le département français du Val-d'Oise, sur la commune de Saint-Clair-sur-Epte, à droite de la mairie, place Rollon. Elle est bâtie sur une terrasse à flanc de coteau et domine l'ancienne route de Paris à Rouen, l'actuelle RD 14 contournant désormais le village par une déviation. La façade principale orientée vers le village est la façade septentrionale, et l'église est en partie enclavée dans la ferme du prieuré.

## Historique

### Les origines

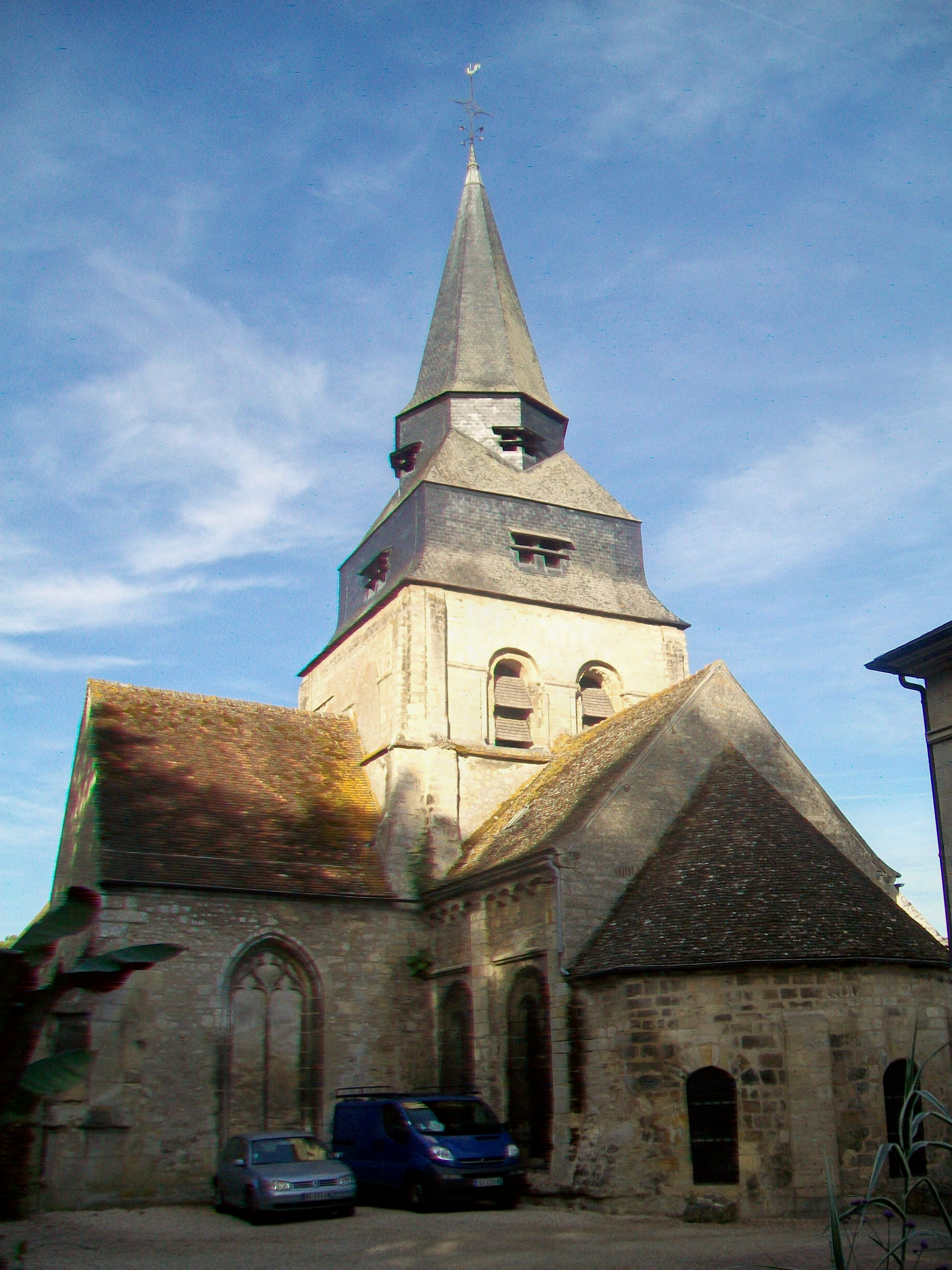
Vue sur le chevet depuis le nord-est, avec l'abside et le croisillon sud.

Jusqu'au Xe ou au début du XIe siècle, le village porte le nom de Vulcassum, qui fait probablement allusion au peuple gaulois des Véliocasses qui ont aussi donné leur nom au Vexin, mais une tradition locale assez perspicace fait le rapprochement avec un supposé temple gallo-romain dédié à Vulcain. L'église aurait été construite à l'emplacement même de ce temple, comme c'est effectivement souvent le cas des premiers sanctuaires chrétiens. La fouille archéologique sous et autour du chœur de l'église actuelle menées entre le 6 décembre 1958 et janvier 1959 n'ont pas mis au jour les moindres vestiges d'un temple païen, mais les substructions d'une église carolingienne à moins de deux mètres de profondeur. Son abside se situait sous la seconde travée du chœur roman, et le sanctuaire carolingien était presque moitié moins large que le vaisseau actuel. Le mobilier de la fouille comportait aussi quelques objets romains et des sarcophages mérovingiens. Malheureusement les fouilles sont restées assez sommaires et l'on ne peut procéder à une datation plus précise de la première église du village que de la faire remonter au IXe siècle,. Or, une charte de donation en faveur du prieuré de Vulcassum signée par l'archevêque de Rouen en 841 à Saint-Denis prouve qu'une église doit exister au plus tard à cette date, qu'elle soit achevée ou encore en construction.
Le 4 novembre 884, saint Clair est assassiné par des tueurs à gages originaires de Buhy dans son ermitage tout près du bourg de Vulcassum. Il prend sa tête entre ses mains, la plonge dans l'eau de la fontaine, puis se rend à son oratoire. De là, il gagne l'église et se couche à gauche de l'autel, désignant ainsi la place qu'il souhaite pour sa sépulture. Quoi que l'on puisse penser de la plausibilité de la céphalophorie, l'on peut retenir que l'église doit exister à cette date. C'est l'une des rares églises à rester indemne après les invasions vikings qui sévissent dans la région peu de temps après le martyre de saint Clair. Le traité de Saint-Clair-sur-Epte est conclu en 911 sur les reliques de saint Clair, ce qui démontre effectivement que l'église existe à cette époque, car c'est dans l'église que les reliques sont conservées. L'église est alors dédiée à Notre-Dame et l'est toujours restée : elle n'a en réalité jamais été consacrée à saint Clair. C'est en raison du culte pour ce saint et du pèlerinage qui se développent rapidement que l'usage populaire en fait l'église Saint-Clair. Une tradition orale locale veut que le bas-côté nord de la nef remonterait à l'époque de saint Clair et donc au IXe siècle. Mais si cette partie est effectivement d'origine romane, tous ses composants ont été remaniés, et tout au plus la partie inférieure du mur extérieur remonte réellement à la période romane, en l'occurrence au dernier quart du XIe siècle. Il n'y a pas de concordance avec le plan de l'église carolingienne découverte pendant l'hiver 1958-1959, et dont la ligne de l'abside est matérialisé au sol par une bande en cuivre.

### État des recherches

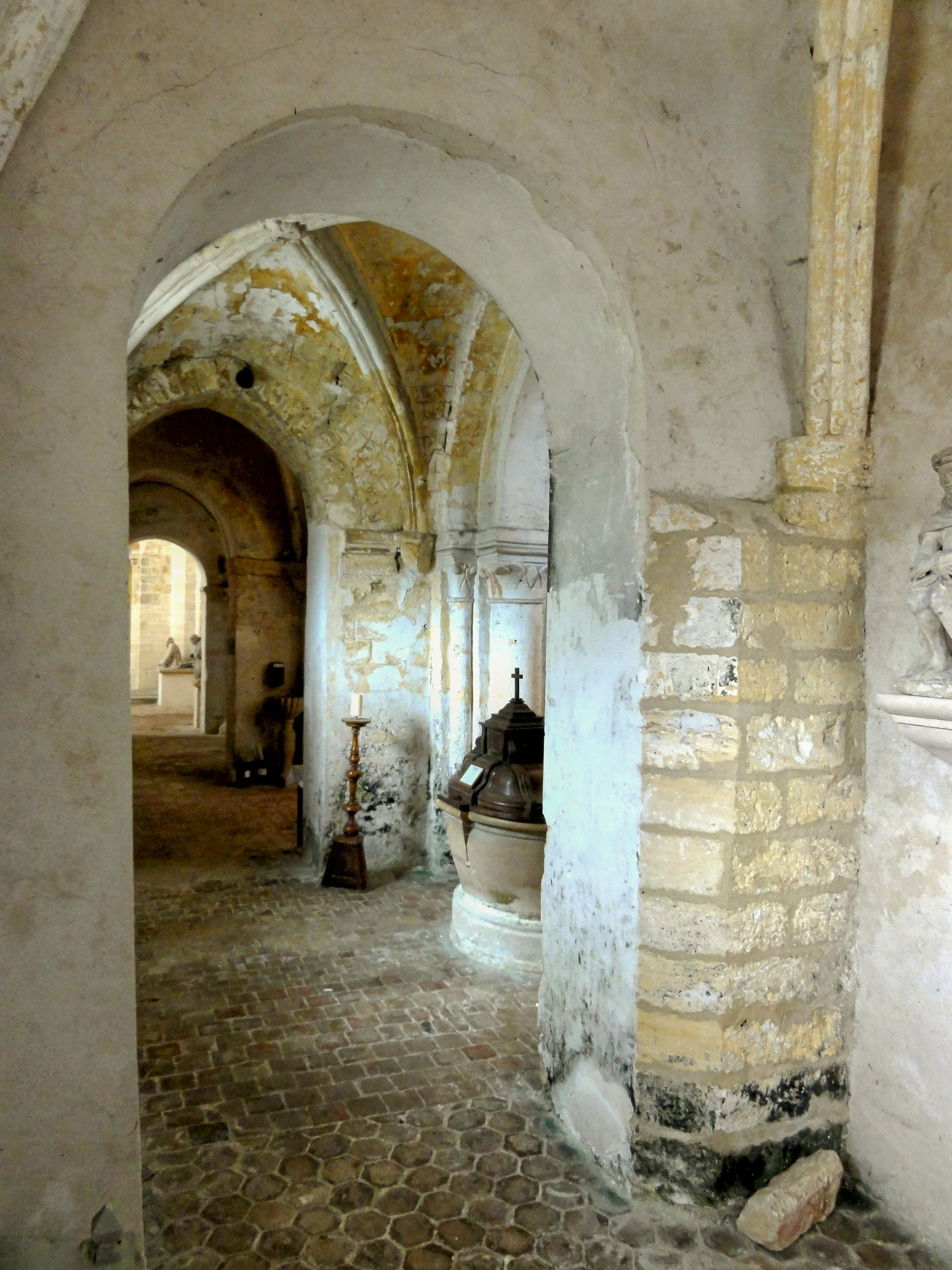
Les connaissances sur le bas-côté nord restent approximatives ; ici, la 1ère travée.

Comme c'est la règle pour les églises médiévales de la région, les documents anciens relatifs à la paroisse et au prieuré ne fournissent aucun indice relatif à la construction de l'édifice. L'analyse archéologique et les rapprochements avec des églises présentant des caractéristiques analogues constituent donc les uniques moyens pour dater les différentes parties et comprendre l'évolution des structures bâties. En l'occurrence, aucun spécialiste de renom n'a encore publié une étude sur l'église Notre-Dame de Saint-Clair-sur-Epte. Plus que la moitié des églises du Vexin français sont dans le même cas. Mais ici, il est particulièrement frappant que l'église n'est mentionnée dans pratiquement aucune étude collective (à l'exception de son portail occidental), et qu'aucun auteur n'établit donc de comparaison entre une autre église et celle de Saint-Clair.
En 1977, le dernier curé de Saint-Clair-sur-Epte, G. van Laethem, publie un ouvrage sur l'histoire de la commune, mais contrairement à ce que suggère l'un des sous-titres, l'église est complètement négligée et présentée sur seulement trois pages. Fin 1982, l'architecte en chef des monuments historiques qui a coordonné les travaux de restauration de la fin des années 1970 et le début des années 1980, Pierre-André Lablaude, consacre une obscure publication à l'église, destinée au grand public. L'architecte n'utilise malheureusement pas ses grandes connaissances pour étudier l'édifice et se borne à reprendre des lieux communs. En 1988, deux publications paraissent simultanément. L'une est un ouvrage de divulgation et résulte d'années de patientes recherches du médecin à la retraite Bernard Duhamel. Il écrit donc en tant qu'amateur éclairé, mais c'est le meilleur connaisseur des églises du Vexin de son époque et la pertinence de ses courts portraits est remarquable. Concernant Saint-Clair, il préfère de rester prudent sur la datation de certains éléments. L'autre publication est un mémoire de maîtrise de l'historienne d'art Isabelle Legland-Lhomel, qui certes est chercheuse professionnelle, mais débutante en termes d'architecture religieuse. Certaines hypothèses ne sont pas fondées sur des arguments et certaines comparaisons sont inadéquates. En conclusion, beaucoup de questions restent donc ouvertes et une certaine réserve reste de mise face aux énoncés formulés. La place de l'église Notre-Dame de Saint-Clair-sur-Epte dans l'architecture religieuse du nord de l'Île-de-France et du Vexin reste à déterminer,,.

### Les campagnes de construction de l'église

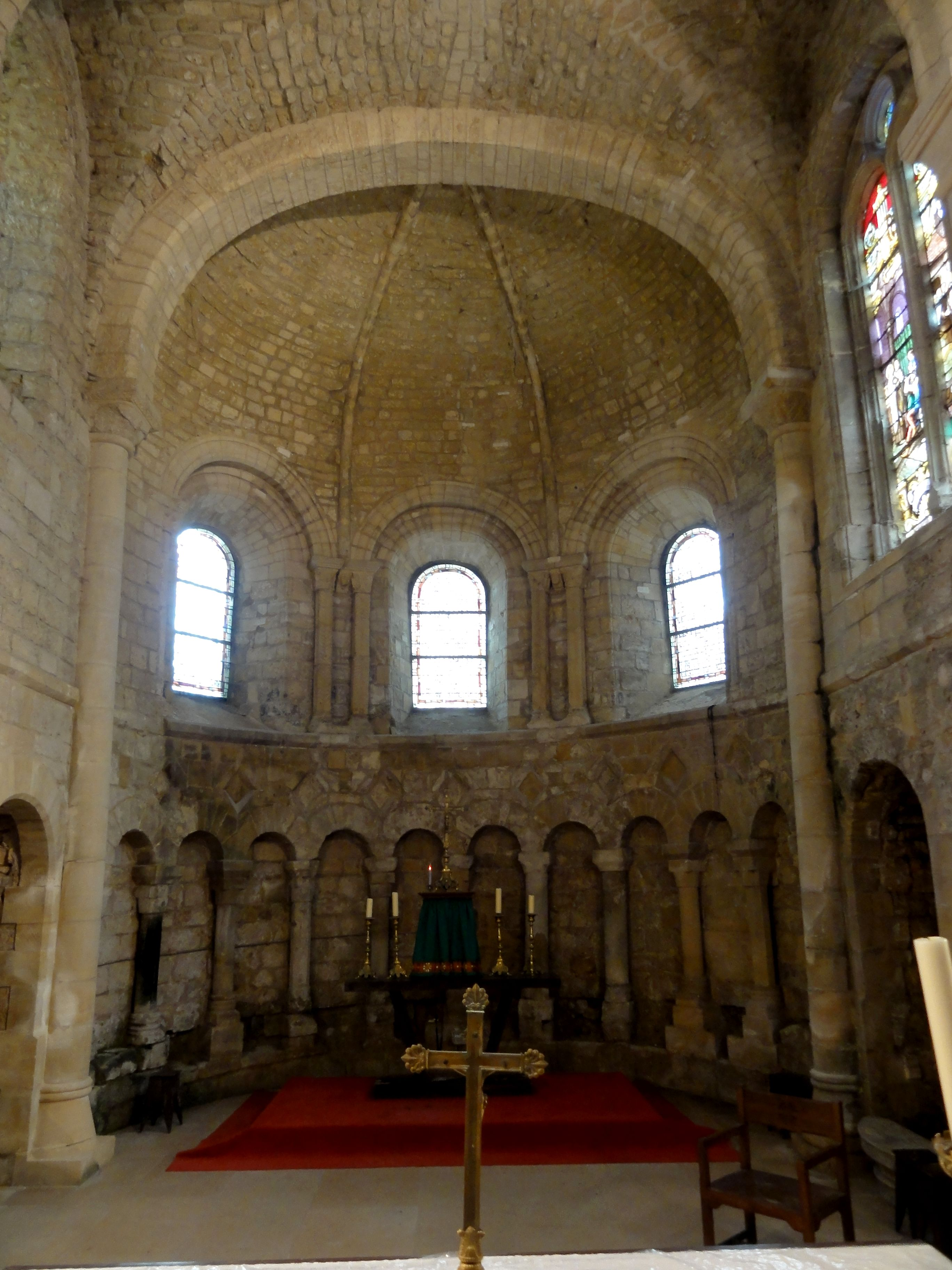
Abside en cul-de-four de la fin du XIe siècle.

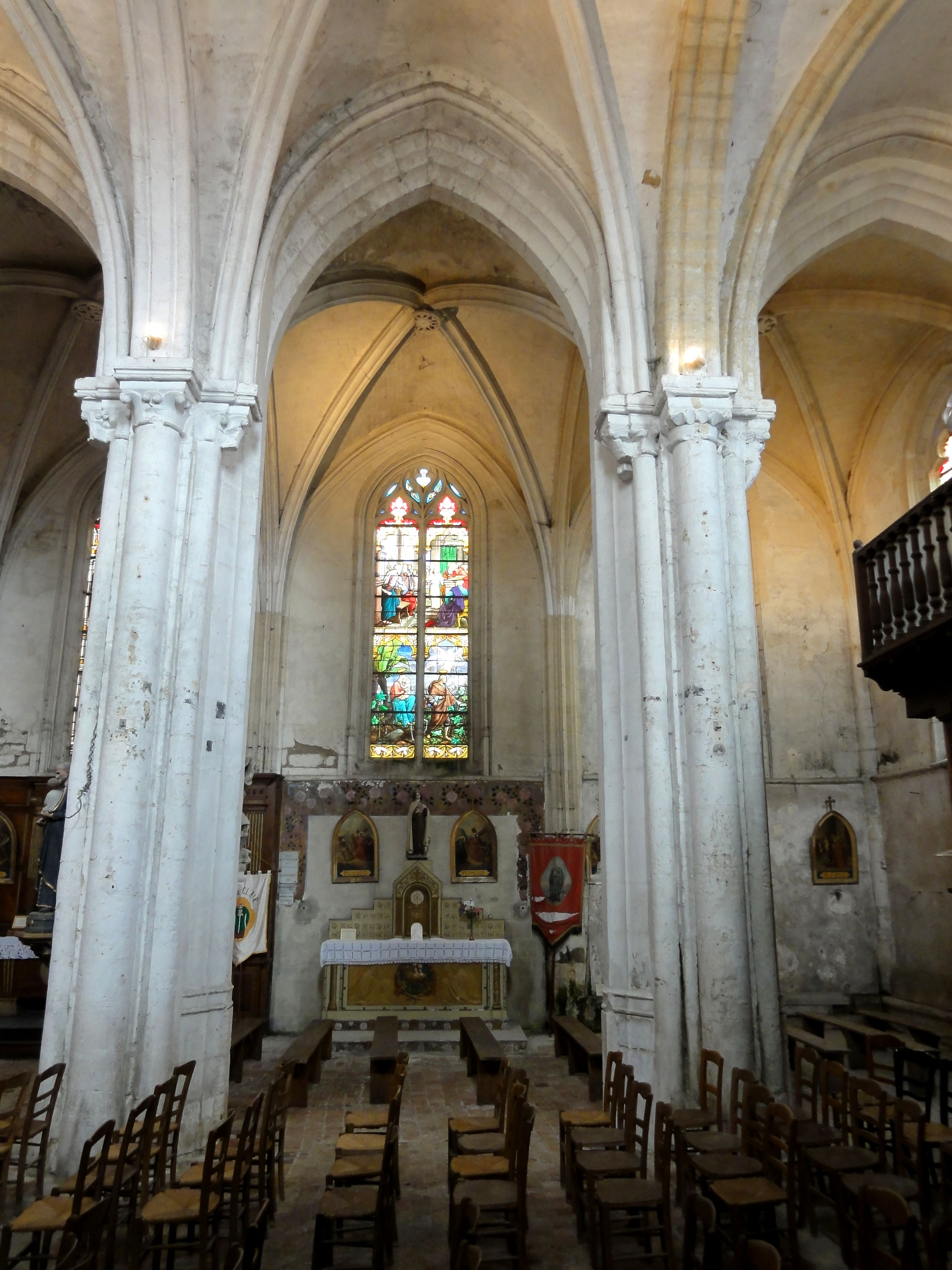
Nef, 2e grande arcade du sud avec les supports de la fin du XIIe siècle.

En l'absence de références pour la datation du chœur de l'église, qui est sa partie la plus ancienne mais aussi celle qui suscite le plus d'interrogations, il convient de se tenir au chœur de l'église Saint-Josse de Parnes à 5 km de Saint-Clair, et qui présente une étonnante similitude avec celui de l'église Notre-Dame. Parnes est l'un des rares cas où l'on dispose d'une clé de datation fiable : Orderic Vital (1075-1143) écrit que l'ancienne église est démolie puis entièrement reconstruite à partir de 1089. Le chœur de Parnes est mieux conservé que celui de Saint-Clair, et sa sculpture est un peu plus grossière. Il est probable que la construction du chœur de Saint-Clair commence après 1090, mais il n'est pas établi laquelle des deux églises influença l'autre, et l'on peut donc faire remonter la construction un peu plus tôt. Le transept fait partie d'une même campagne de travaux ou est bâti immédiatement après le chœur, comme l'ont dévoilé la pile nord-ouest de la croisée du transept retrouvée dans la pile gothique de la seconde moitié du XIIe siècle, et l'arcade vers l'ancienne absidiole nord également redécouverte. Par ailleurs, les fondations de l'absidiole sud ont été découvertes par hasard en 1983.
Une nef est construite par la suite, mais seule la façade occidentale et la partie basse du mur gouttereau nord en restent. Isabelle Legland-Lhomel pense que le bas-côté date du XIe siècle, ce qui suggère un rythme de construction très soutenu étant donné la date du chœur. En même temps, elle ne procède pas aux démonstrations nécessaires à une datation. Elle est également persuadée que des voûtes d'arêtes ont précédé les voûtes d'ogives, sans fournir la moindre explication. En tout cas, les travées du bas-côté nord sont voûtées successivement d'ouest en est, entre le second et le troisième quart du XIIe siècle. Il faut envisager l'hypothèse que le bas-côté nord est d'une trentaine d'années plus jeune que la nef, comme il sera démontré plus tard.
En 1180, l'église de Saint-Clair est incendiée par les Anglais : des traces en demeurent toujours visibles sur la pile nord-ouest de la croisée et au sud du chœur. C'est sans doute à cette occasion que la nef est rebâtie dans le style gothique primitif, à moins que les travaux avaient déjà commencé avant l'incendie. Les grandes arcades de la deuxième, troisième et quatrième travée sont remaniées, ce qui n'implique pas obligatoirement qu'elles étaient auparavant à l'image de la première grande arcade, qui paraît plutôt percée dans un mur préexistant. Les murs gouttereaux de la nef sont bâtis à neuf, et la nef est voûtée d'ogives. Les deux piles occidentales de la croisée du transept sont rebâties autour des piles romanes. Le voûtement de la croisée n'intervient pas avant la première moitié du XIIIe siècle. Une extension est entreprise au cours de ce même siècle, portant sur le rajout d'une travée devant le croisillon nord. Isabelle Legland-Lhomel omet d'étudier le croisillon nord et ne le mentionne pratiquement pas, mais les analogies avec les éléments de la croisée datant du début du XIIIe siècle n'échappent pas à Bernard Duhamel. Dans une brochure De nefs en clochers, les services archéologiques départementaux se font induire en erreur par l'information que la chapelle Saint-Clair-et-Saint-Cyrin est aménagée au nord du croisillon en 1882 à l'emplacement d'une sacristie, et datent donc la chapelle de 1882. Le portail du bas-côté nord est quant à lui datable du XIVe siècle, mais ses chapiteaux ont été supprimés lors d'une restauration du XIXe siècle et les bases sont érodées, ce qui rend vaine toute tentative d'analyse plus approfondie,.
La guerre de Cent ans apporte son lot de destructions, et nécessite des reconstructions à la fin du XVe siècle ou au tout début du XVIe siècle. Elles sont en même temps motivées par l'afflux de pèlerins venant contempler les reliques de Clair du Beauvaisis. Concrètement, l'ancien bas-côté sud est remplacé par un nouveau collatéral de style flamboyant, de la même hauteur sous plafond que la nef. Pour le faire communiquer avec cette dernière, les grandes arcades et les murs hauts sont démolis jusqu'à hauteur des formerets, mais les piliers du XIIe siècle sont conservés. Ils sont retaillés du côté sud afin d'harmoniser avec le style flamboyant du collatéral. Le croisillon sud est remplacé par une nouvelle travée du même style. L'ensemble du nouveau vaisseau sud est affecté au service paroissial, tandis que le chœur roman et la nef sont réservés aux moines du prieuré et aux pèlerins, avec lesquels les moines partagent volontiers leur partie de l'église pour bénéficier des offrandes, qui échappent ainsi à la paroisse. À la suite de l'extension de l'église, le clocher reçoit le grand beffroi en charpente et recouvert d'ardoise que l'on lui connaît aujourd'hui. Finalement, plus tard dans le XVIe siècle, le croisillon nord est remis au goût de l'époque par le percement de deux nouvelles fenêtres, au nord et à l'est, dont le remplage est de style Renaissance. Le prieuré à l'ouest de l'église est rebâti à la même époque,.
À partir de la fin du XVIe siècle, n'interviennent plus que des modifications mineures le plus souvent discutables : soustraction de la première travée du bas-côté nord pour la convertir en sacristie ; pose de volumineux contreforts devant les baies de l'abside, insuffisamment fondés et donc peu utiles ; percement de deux fenêtres plus grandes dans le mur sud du chœur ; reconstruction des voûtes d'arêtes de ses travées droites ; revêtement du chœur par des boiseries et installation d'un grand retable baroque en 1681, faisant disparaître toute trace d'architecture romane ; transformation de la seconde travée du croisillon sud et bouchage de la baie orientale au XVIIIe siècle ; bouchage du portail occidental peu avant la Révolution française parce que les paroissiens se plaignent que les animaux sur la cour du prieuré entrent dans l'église pendant les offices ; percement de fenêtres en anse de panier dans le mur nord du bas-côté nord pour sa transformation en mairie en 1793.

### La restauration de l'église

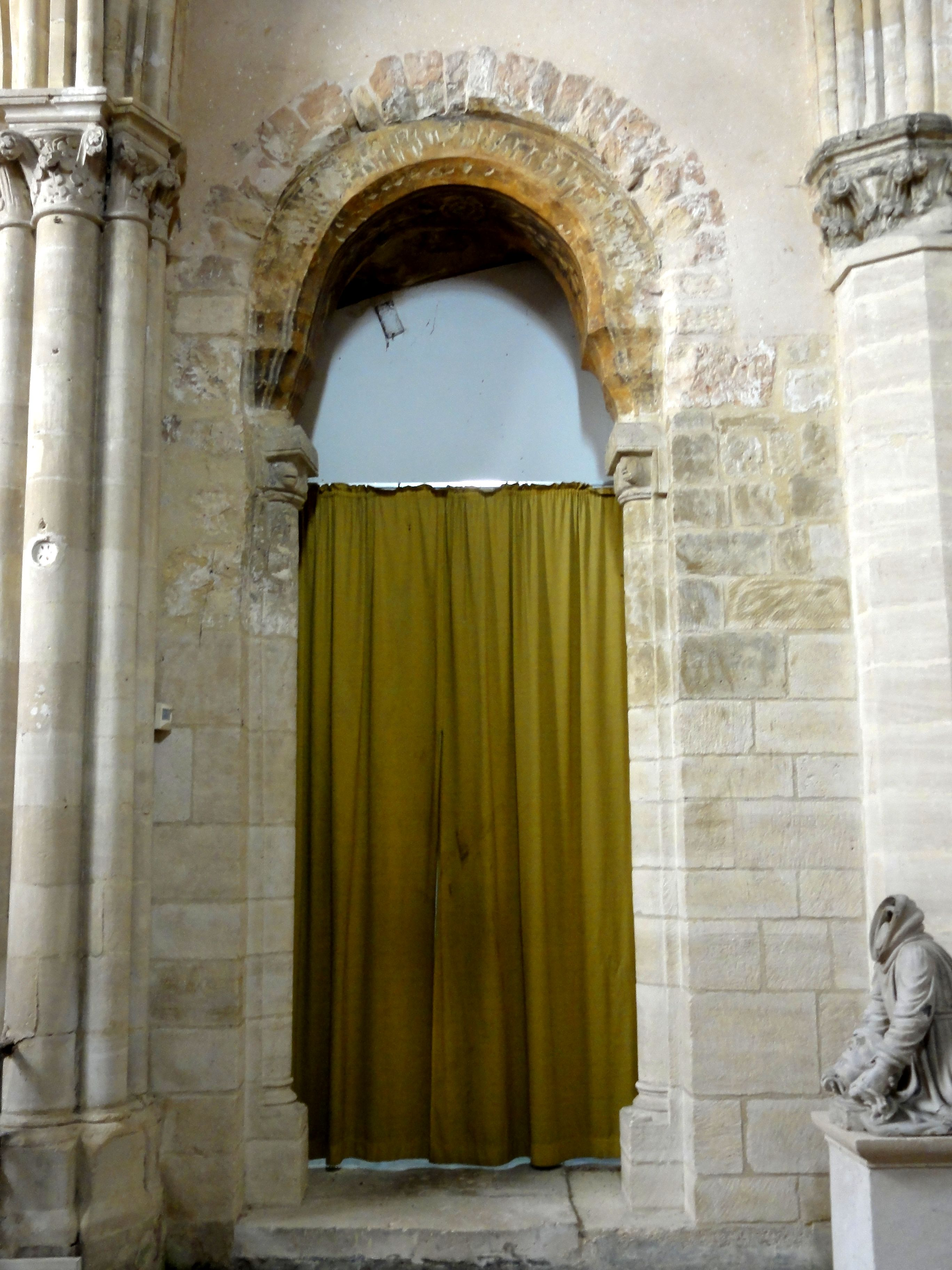
Arcade vers l'absidiole nord disparue, restaurée en 1983.

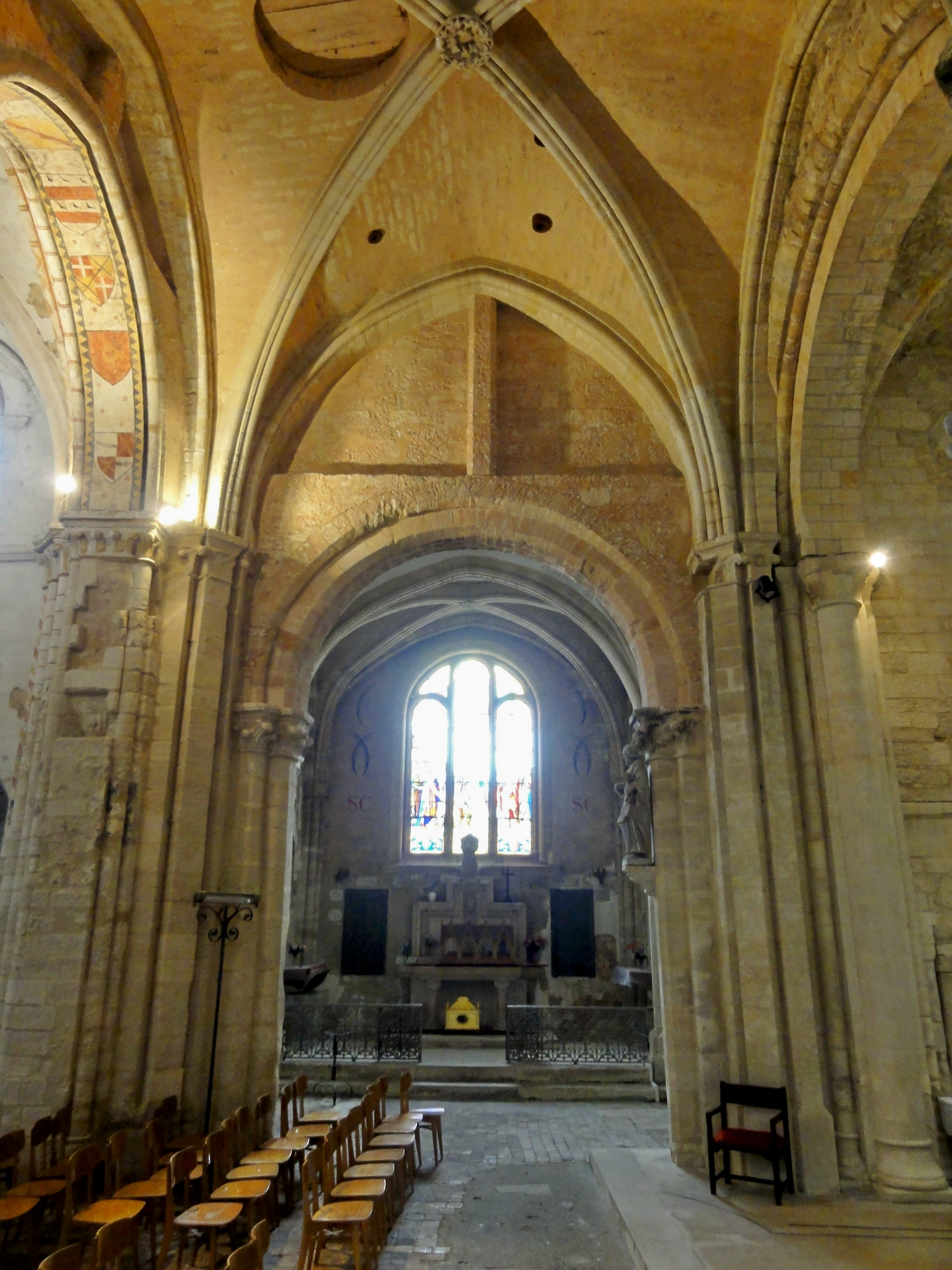
Croisée, vue vers le nord : à gauche la pile nord-ouest dans laquelle un chapiteau roman a été mis au jour.

En 1836, l'escalier desservant le portail nord est rebâti. En 1882, le croisillon nord est réhabilité afin de devenir la chapelle Saint-Clair-et-Saint-Cyrin à l'intention des pèlerins. Puisque cette partie de l'église servait jusque-là de sacristie, la partie de la sacristie située dans l'angle du croisillon nord et du chœur est agrandie en 1884. Cette opération permet également de réintégrer la première travée du bas-côté nord dans l'église, sachant que c'était la première sacristie. Un grand retable d'autel provenant de l'ancienne école normale de Versailles est installé dans le croisillon sud en 1884 également, ce qui entraîne le bouchage de sa fenêtre orientale. La valeur archéologique de l'église n'est pas encore reconnue à cette époque, ce qui n'est guère étonnant puisque les éléments romans sont pratiquement tous dissimulés à la vue. La restauration de l'église en 1913 n'est donc pas encore menée en concertation avec les Monuments historiques. L'édifice est finalement classé au titre des monuments historiques assez tardivement par arrêté du 2 juin 1938. La survenue de la Seconde Guerre mondiale retarde toutefois le début de la campagne de restauration qui découle du classement. Comme étape préliminaire, le chœur est libéré de ses boiseries en 1948. Derrière, les arcatures aveugles romanes oubliées pendant près de trois siècles ont bien souffert de l'humidité et du confinement derrière les boiseries, sans compter les dégâts occasionnés pendant la pose de celles-ci.
La restauration proprement dite ne démarre qu'en 1953 et se réduit aux travaux les plus indispensables pour un minimum de mise en valeur et pour la pérennisation du monument. Les baies de la partie droite du chœur sont remis en état. Dans la nef, les voûtes, doubleaux et piliers de la nef sont consolidés par injection de ciment et autres procédés. Le sol est arasé au niveau primitif et le dallage refait. En 1956, la maçonnerie de la dernière travée de la nef est reprise, ainsi que les deux piles orientales de la croisée et sa voûte. La réfection du dallage se poursuit dans le chœur. Ses murs et voûtes sont entièrement décapés, sans distinction entre les badigeons modernes et l'enduit roman, ce qui fait disparaître toute trace de peintures murales sans la moindre analyse préalable. En 1959, une troisième campagne de travaux se concentre d'abord sur le vaisseau sud et le versant sud de la nef, avec restauration des contreforts, de la charpente et de la couverture. Puis, l'intérieur du chœur est mis en valeur ; sur la plupart des colonnettes des arcatures aveugles, au moins la base, le fût ou le chapiteau est remplacé,.
Rien n'est entrepris pendant les années 1960. En vue de travaux de consolidation des façades et voûtes du chœur, du transept et du bas-côté nord, l'architecte en chef des monuments historiques Jean-Claude-Ivan Yarmola fait effectuer des sondages au pourtour de l'église. Le drainage autour du chevet s'avère urgent en 1979. Dans la même année, une violente tempête endommage la flèche et provoque l'infiltration d'eaux pluviales. La flèche est réparée entre 1980 et 1982 ; malgré la pourriture qui a gagné des parties de la charpente, celle-ci peut être sauvée grâce à des armatures internes en fibre de verre et des injections de résine synthétique. Comme aboutissement de la réparation, le coq du clocher est remplacé dans le cadre d'une cérémonie en date du 19 septembre 1982. Le drainage et l'assainissement de l'abside sont effectués en 1981, ses fondations sont reprises et ses murs rejointoyés. À ce moment, les budgets manquent pour effectuer tous les travaux souhaitables, et les contreforts du XVIe siècle obturent toujours les baies romanes de l'abside. Sous la direction de Pierre-André Lablaude, des sondages sont exécutés en 1983 pour retrouver les fondations des contreforts plats romans, qui sont ensuite reconstitués et les contreforts modernes supprimés. En 1983, des sondages ont lieu à l'intérieur de l'église pour retrouver les enduits peints, et l'arcade reliant l'ancienne absidiole sud au chœur est redécouverte, ainsi que celle reliant le croisillon nord à l'ancienne absidiole nord. En 1988, la pile nord-ouest et la voûte de la croisée sont restaurées.

### L'histoire de la paroisse et du prieuré
Hormis la mention du prieuré dans une charte de l'archevêque de Rouen de 841 (qui du reste s'est perdue), l'épisode du martyre de saint Clair en 884 et le traité de Saint-Clair-sur-Epte appelé encore Vulcassum en 911, l'on ignore tout de l'histoire du village, de la paroisse et du prieuré pendant les premiers siècles. Les différents guerres et conflits secouant la région ont évidemment des répercussions sur la vie locale que l'on est dans l'incapacité de préciser. Le renommage du village en Saint-Clair-sur-Epte (Sanctus Clarus ad Eptam) reflète l'importance du culte pour ce saint. Bien que la ville de Rouen soit entourée par le duché de Normandie ennemi, l'archidiaconé du Vexin français dont fait partie Saint-Clair-sur-Epte continue de dépendre de l'archidiocèse de Rouen après le traité de Saint-Clair et pendant tout l'Ancien Régime. Saint-Clair-sur-Epte se situe plus particulièrement dans le doyenné de Magny-en-Vexin. L'archevêque de Rouen confirme à l'abbaye Saint-Denis la possession de l'église par une charte de 1157, qui contient également la plus ancienne mention explicite de l'église. Le prieur de Saint-Clair est nommé par l'abbé de Saint-Denis et présente à la cure. En 1198, une bulle pontificale confirme la possession de l'église par l'abbaye Saint-Denis. En 1212, Robert de Chaumont est le premier seigneur connu du lieu : l'on ignore comment il est entré en possession du village. La seigneurie de Saint-Clair est partagée entre lui et le prieuré, et une troisième partie appartient aux deux seigneurs en commun. Robert entre en conflit avec l'abbaye en revendiquant le patronage de la cure, mais y renonce finalement en juillet 1212. Un accord entre les deux seigneurs conclu en 1221 contient la première mention explicite du prieuré dans un document conservé dans les archives. Jusqu'en 1261, des conflits entre le seigneur et le prieuré restent fréquents en raison du partage de la seigneurie, les droits des uns et des autres n'étant pas toujours clairement délimités. Plusieurs arbitrages ont lieu, mais leurs termes ne sont jamais longtemps respectés. Une fois le fils et successeur de Robert, Jean, et sa femme Aelis sont même convoqués à Pontoise par le roi Louis IX.

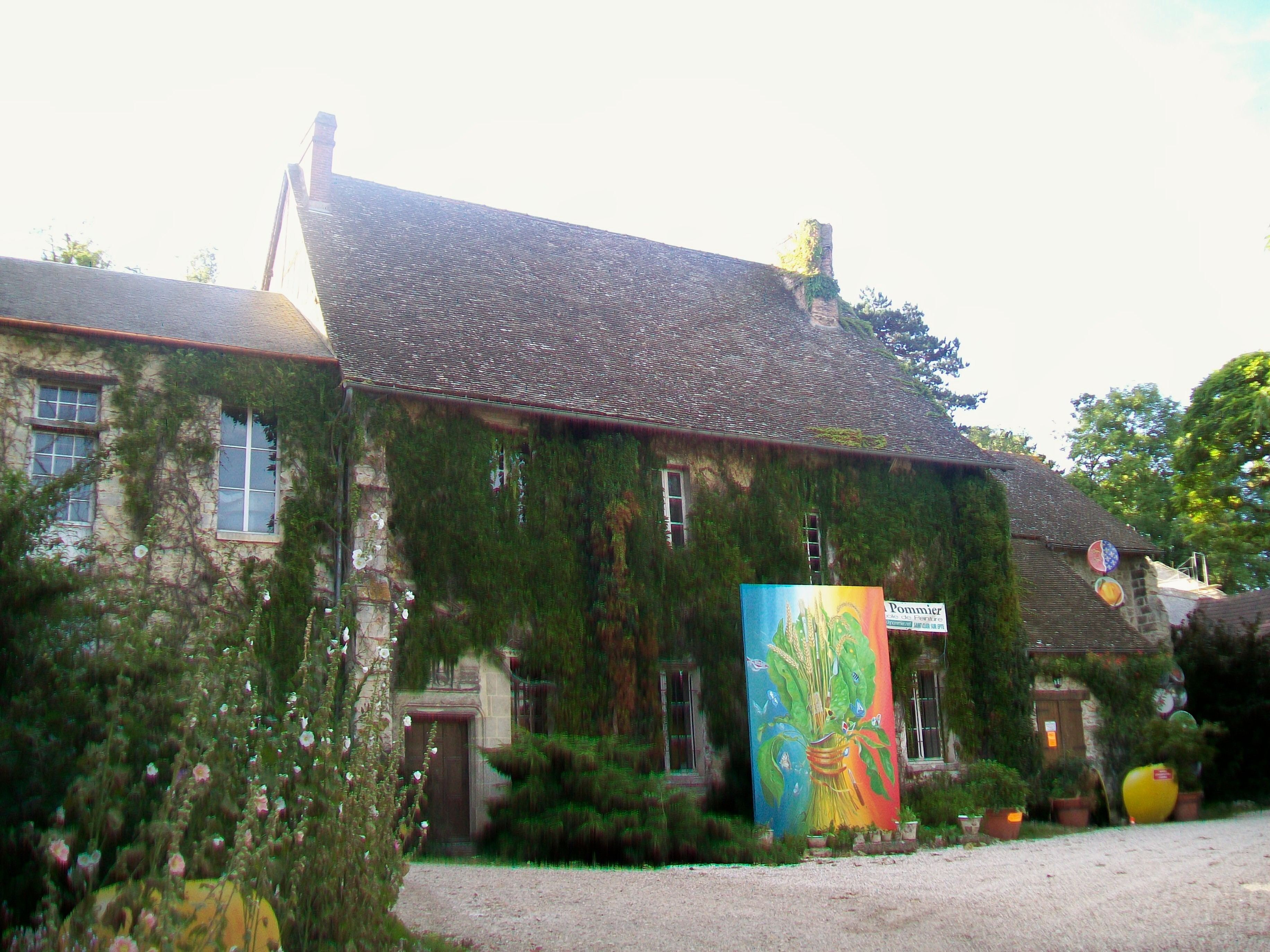
Ancien prieuré, place Rollon.

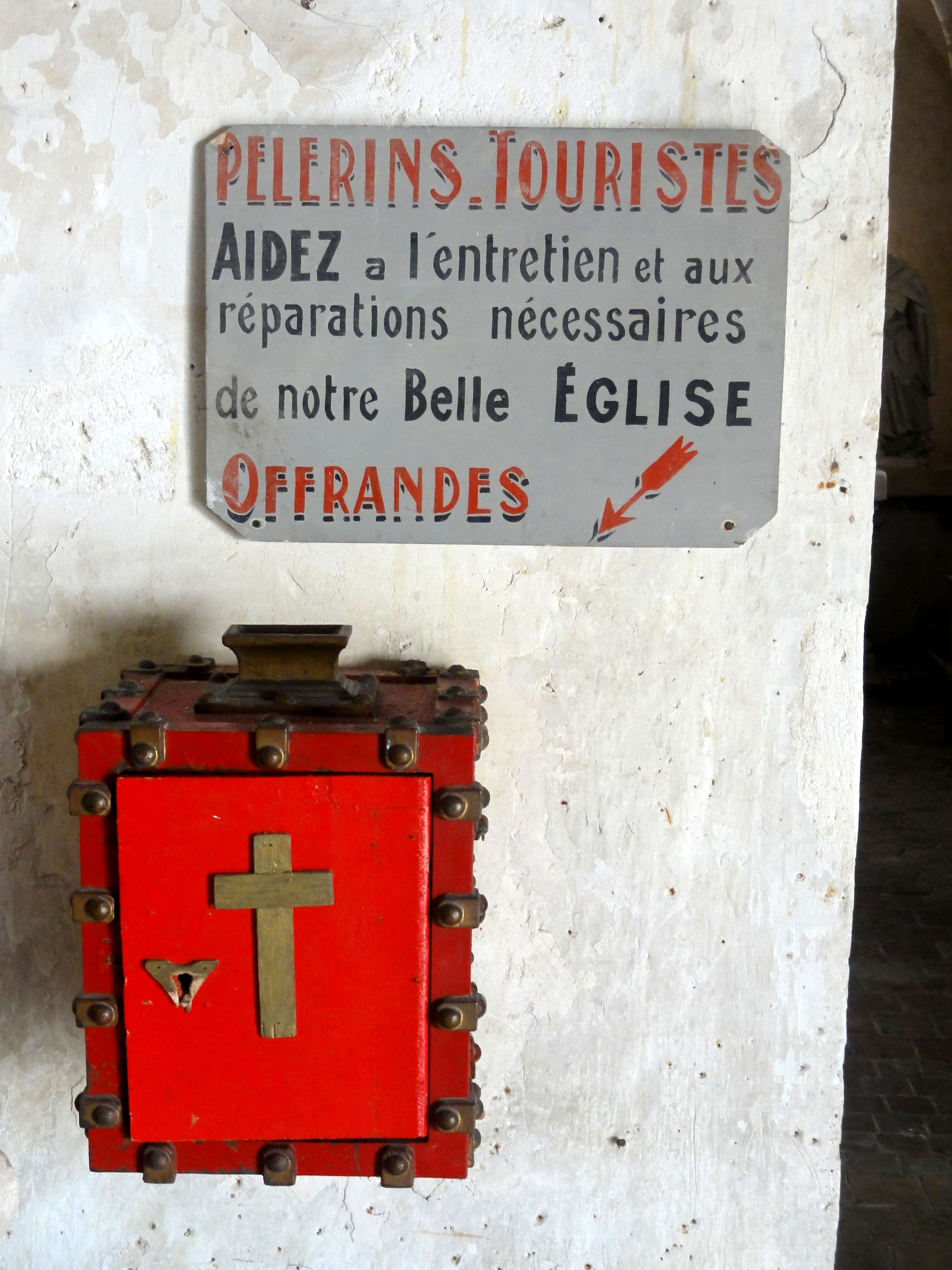
Ce tronc ne recueillera plus d'offrandes : l'église est fermée en permanence.

Sur le XIVe siècle, les archives restent à peu près muettes. En 1410, les reliques de saint Clair alors conservées au sein du prieuré sont transférées dans l'église par l'abbé de Saint-Denis, Philippe de Villette. Cette translation est possible grâce au financement d'une magnifique châsse dorée financée par le frère Jean de Fauquenberg, originaire d'Abbeville, sur ses propres deniers. En 1491, le pape Alexandre VI confirme les donations faites au prieuré de Saint-Clair. Au XVIIe siècle, ce ne sont plus les différends entre le seigneur et le prieur qui ponctuent le quotidien, mais des quérelles entre le prieur et le curé. Le prieur veut se réserver certains privilèges lors des célébrations importantes au cours de l'année, en insistant sur sa qualité de curé primitif de Saint-Clair. En raison du partage de l'église entre paroisse et prieuré, un rôle défini est attribué à chacun des deux prélats, et souvent, des questions de prestige entrent en jeu, car selon les cas, l'un ou l'autre doit officier comme diacre pour l'autre ou se prévaloir de sa permission. En 1662, un rapport de visite donne lieu à une ordonnance du doyen de Magny que le prieur et le curé disent leurs messes successivement et non plus en même temps. La visite de l'archevêque de Rouen François Roussel en date du 15 septembre 1675 modifie profondément l'organisation de la vie religieuse dans l'église. Roussel estime qu'il serait plus judicieux que la paroisse puisse bénéficier de l'autel du chœur et que les habitants puissent s'installer dans la nef pendant les messes, et que le prieuré célèbre ses offices dans le collatéral sud. Le prieur ne s'oppose pas contre cet échange. La châsse de saint Clair est en effet également transféré dans le collatéral sud, ou plus précisément dans le croisillon sud qui devient à ce moment la chapelle Saint-Clair : de cette façon, les revenus engendrés par le pèlerinage reviennent toujours au prieuré. En 1686, la paroisse compte environ 600 communiants, ce qui justifie amplement la réorganisation de 1675. Le curé déplore bien entendu que le prieur s'attribue la possession des reliques et monopolise toutes les offrandes qui y sont liées. Mais le prieur réplique que les curés n'ont jamais eu la garde des reliques de saint Clair.
À la fin du XVIIe siècle ou au début du XVIIIe siècle, Louis XIV enlève lee prieuré à l'abbaye Saint-Denis et le donne à l'abbaye de Bourgueil en récompense de la perte du prieuré Saint-Saturnin de Chevreuse, qui n'existe depuis longtemps plus que sur le papier. En 1706, le prieur refuse de participer aux frais de réparation du clocher sous prétexte qu'il ne se situe pas dans la chapelle Saint-Clair que le prieuré occupe depuis 1675. Il avance également que les habitants ne l'auraient jamais sollicité pour des réparations du clocher depuis cette date. L'exigüité de la sacristie est déplorée. En 1715, le grand vicaire de Pontoise et le doyen signent un acte dans la sacristie, ce qui permet de conclure qu'elle est à cette date aménagée dans le croisillon nord. En 1781, le confessionnal du curé est installé près du portail occidental donnant sur la cour du prieuré, et le curé est habilité de verrouiller ce portail quand il se sent incommodé. La porte en question est murée un peu plus tard à la suite des plaintes des paroissiens : puisqu'elle serait continuellement ouverte, les bestiaux pénètrent dans l'église même pendant l'office divin. L'on n'envisage pas de fermer la porte à clé... Le prieuré n'est plus qu'un simple bénéfice. Ses bâtiments sont loués comme ferme, et même le prieur ne réside plus à Saint-Clair. La Révolution engendre la suppression officielle du prieuré et la vente de ses biens, ainsi que du presbytère, en 1793.
Depuis le début des années 1980, il n'y a plus de prêtre résident à Saint-Clair-sur-Epte. La paroisse appartient aujourd'hui au secteur paroissial Vexin-Ouest, dont le siège est à Magny-en-Vexin. Le territoire de cette paroisse correspond au doyenné de Magny-en-Vexin, et le curé est en même temps le doyen. Mais cette fonction a perdu son sens puisque lui et son vicaire sont les seuls prêtres en fonction dans le secteur. De messes quasi quotidiennes du temps du père G. van Laethem pendant les années 1970, l'église passe à des messes très occasionnelles certains dimanches de l'année. Alors que des pèlerins viennent encore pour vénérer les reliques de saint Clair pendant les années 1970, ils ne trouvent plus que des portes closes à partir des années 1980. En même temps, la restauration de l'église s'achève. Elle cesse en même temps de jouer un rôle dans la vie du village, et saint Clair est petit à petit oublié.

## Description

### Aperçu général

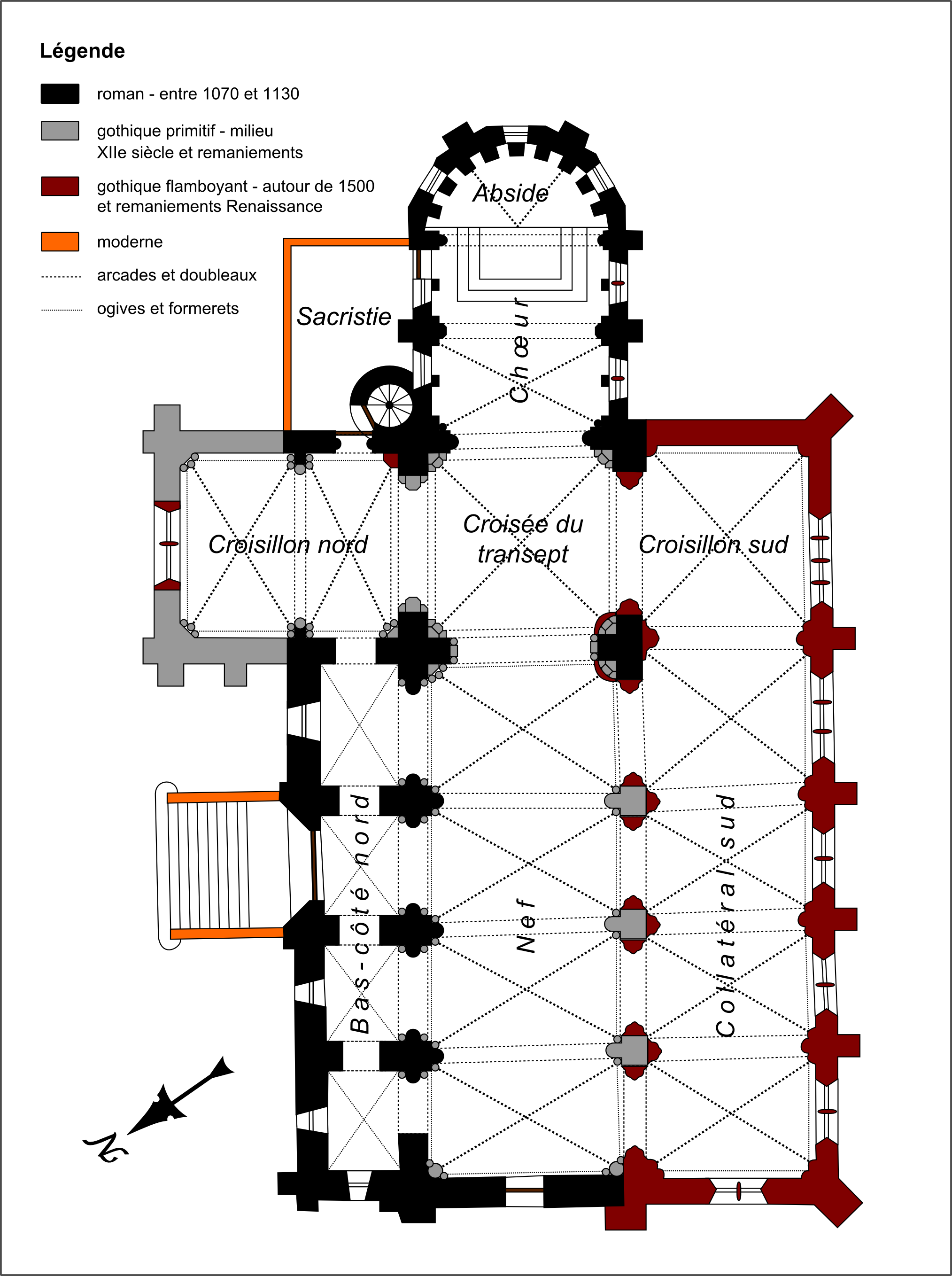
Plan de l'église.

Irrégulièrement orientée nord-est - sud-ouest, l'église Notre-Dame répond globalement à un plan cruciforme, mais présente des élévations différentes au nord (côté village) et au sud. L'édifice se compose d'une nef de quatre travées barlongues ; d'un étroit bas-côté nord avec le portail principal dans sa troisième travée ; d'un collatéral sud plus large et plus élevé ; d'un transept largement saillant au nord, mais s'alignant sur le collatéral au sud ; d'un clocher central se dressant au-dessus de la croisée du transept ; et d'un chœur de trois courtes travées, dont la dernière correspond à l'abside en cul-de-four. Le croisillon sud a été reconstruit en même temps avec le collatéral sud à la limite des XVe et XVIe siècles, et ces deux parties parfaitement homogènes sont de style gothique flamboyant.
Le croisillon nord est composé de deux travées successives, ce qui explique qu'il est plus long que son homologue au sud. La travée d'extrémité est la chapelle Saint-Clair-et-Saint-Cyrin aménagée en 1882. La première travée du croisillon nord, la croisée du transept, l'ensemble du chœur et le bas-côté nord sauf les grandes arcades et les voûtes sont de style roman et datent de la seconde moitié du XIe siècle. Les voûtes et les grandes arcades du nord sont contemporaines de la reconstruction de la nef pendant la seconde moitié du XIIe siècle. La nef est de style gothique primitif, sauf les grandes arcades du sud qui ont été refaites en même temps que le collatéral sud. Ainsi, l'église résulte de quatre périodes de construction qui sont toujours bien identifiables car elles ne s'enchevêtrent pas, si l'on excepte le croisillon nord où deux campagnes de construction séparées d'un siècle ont laissé leur empreinte. Des remaniements postérieurs à l'achèvement ayant porté atteinte à l'homogénéité des différentes parties concernent la croisée du transept et l'élévation sud du chœur, où deux grandes fenêtres ont été percées à la Renaissance. Les travées droites du chœur sont voûtées d'arêtes et l'abside est voûtée en cul-de-four ; tout le reste de l'église est voûté sur croisées d'ogives. L'entrée se fait par le portail du bas-côté nord, le portail occidental donnant sur l'ancien domaine du prieuré n'étant plus guère utilisé.

### Extérieur

#### Clocher

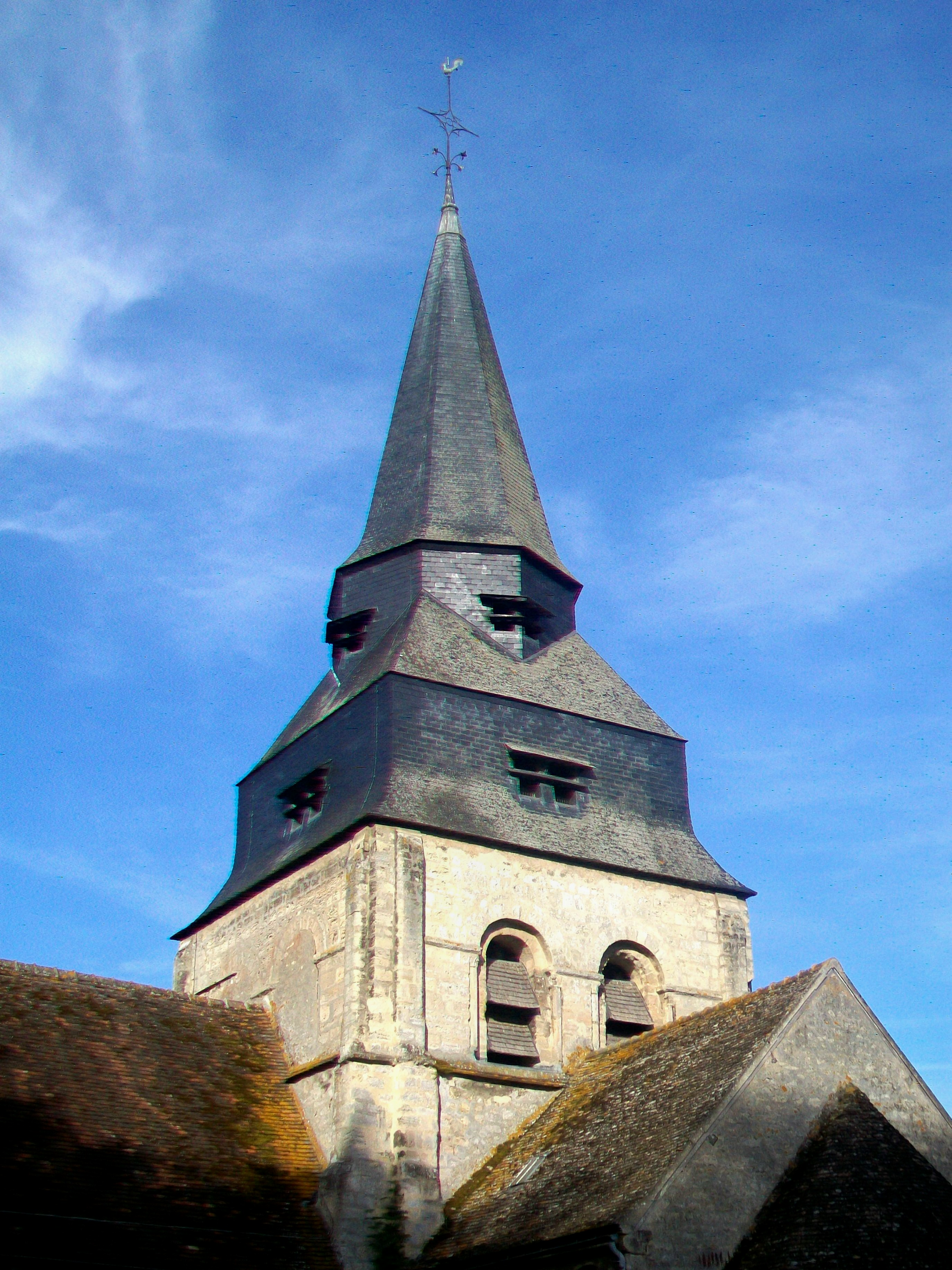
Clocher et flèche en charpente.

L'important diamètre du clocher carré de faible hauteur rend la silhouette de l'église particulière. Il est atypique parmi les clochers romans du Vexin français et de l'Oise qui se distinguent généralement par leurs proportions harmonieuses et leur élégance. L'étage de beffroi est en partie dissimulé derrière les rampants des toitures de la nef, du transept et du chœur. Il est épaulé par deux contreforts plats par angle, qui s'amenuisent légèrement au niveau du larmier sur lequel prennent appui les fenêtres, et qui s'amortissent en haut de l'étage par des glacis fortement inclinés. Chaque face de l'étage était initialement percée de deux baies en plein cintre, mais celles au-dessus du croisillon sud et de la nef sont bouchées. Du fait de la largeur des faces, les baies ne sont pas gémelées comme c'est la règle dans le Vexin français, mais séparées par de larges trumeaux. Les doubles rouleaux de leurs arcades ne sont pas moulurés. Le rang de claveaux extérieur repose sur deux colonnettes à chapiteaux sculptés de crochets ou volutes d'angle assez dégradés : l'état actuel ne permet plus une analyse exacte. Les tailloirs des chapiteaux sont de simples tablettes qui se prolongent sous la forme de bandeaux jusqu'aux contreforts. Les piédroits des baies proprement dites prennent un peu de recul par rapport aux colonnettes et ne sont pas décorés. Ainsi, l'architecture du clocher reste très sobre voire fade, ce qui peut étonner face à l'importance de l'église qui se traduit notamment par ses dimensions. Une datation précise s'avère problématique, et il faut se contenter d'indiquer une période assez large de 1089 à 1225 environ. À la période moderne, un second étage en charpente et revêtu d'ardoise a été posé sur l'étage de beffroi au moment de l'édification de la nouvelle flèche. Ce second étage est percé de deux petites baies abat-son rectangulaires par face et adopte la physionomie d'une mansarde. Le troisième étage est d'un diamètre plus réduit et de plan octogonal, et pour racheter pour l'œil le passage du plan carré vers le plan octogonal, le maître d'œuvre l'a fait émerger d'un toit pyramidal. La flèche proprement dite est donc octogonale et se dresse au sommet du troisième étage.

#### Chœur

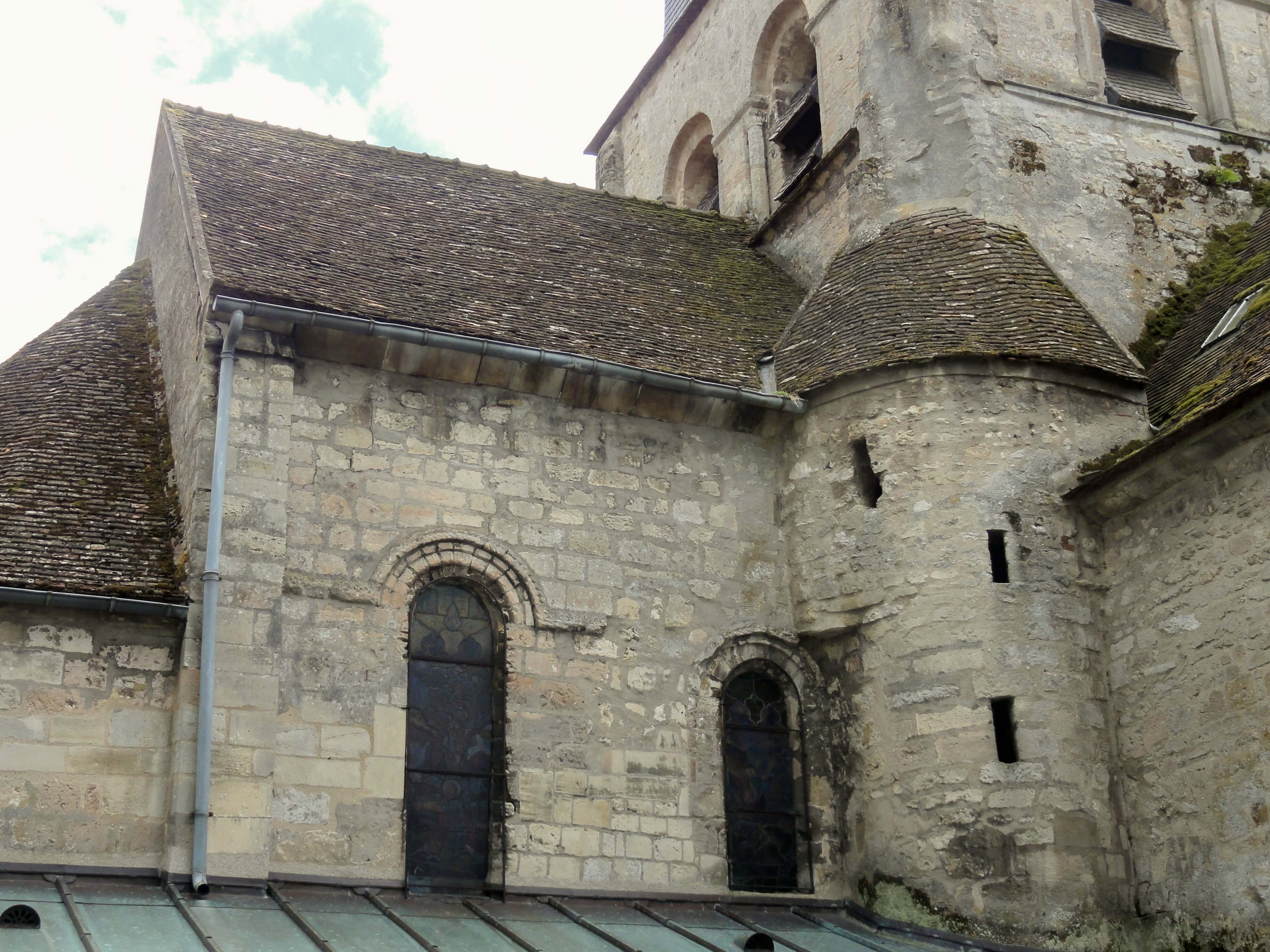
Chœur, partie droite côté nord.

Extérieurement, le chœur semble se composer de deux parties bien distinctes, à savoir un vaisseau de deux travées sans véritable caractère, et une abside moins élevée dont l'ancienneté peut difficilement se deviner à moins d'étudier attentivement sa forme. En réalité, ces deux parties sont parfaitement homogènes à l'intérieur et de même hauteur. Pour se faire une idée de l'apparence initiale de la partie droite du chœur, il faut faire la synthèse des deux élévations nord et sud. Ce n'est qu'au nord que les fenêtres sont authentiques. Celle de la première travée est moins haute en raison de la saillie de la partie supérieure de la tourelle d'escalier qui occupe l'angle entre le chœur et le croisillon nord. Les deux fenêtres sont en plein cintre et les claveaux de leur archivolte sont agrémentées d'une moulure torique. Un cordon torsadé surmonte l'archivolte et se poursuit au niveau des impostes, au moins en ce qui concerne la baie de la seconde travée. Il n'y a qu'un seul contrefort plat, tout à gauche, et aucune trace d'une corniche. Au sud, le mur est structuré verticalement par trois contreforts plats, et horizontalement par un bandeau moderne. Une corniche d'inspiration lombarde de quatre arcatures en cintre surbaissé par travée, retombant sur des consoles, couronne le mur. Fortement saillante, cette corniche affiche une forme précurseur de la corniche beauvaisine, qui verra se subdiviser les arcatures par deux petites arcatures chacune. Les fenêtres avec leur remplage Renaissance standard de deux formes en plein cintre surmontées par un soufflet simplifié apportent une rupture de style regrettable. Quant à l'abside, elle n'est pas tout à fait en hémicycle mais à sept pans, dont les deux premiers sont droits et plus courts que les autres. Sur les sept pans, trois seulement sont percés d'une fenêtre sans caractère : ici aussi, les réparations au fil des siècles n'ont pas respecté l'intégrité du monument. La baie de l'axe de l'abside est encadré par deux contreforts plats, qui s'appliquent contre les pans voisins, disposition qui se trouve également sur l'abside initialement romane de l'église Notre-Dame-de-l'Assomption d'Auvers-sur-Oise. Comme au sud, il n'y a pas de trace d'une corniche.

#### Élévations latérales

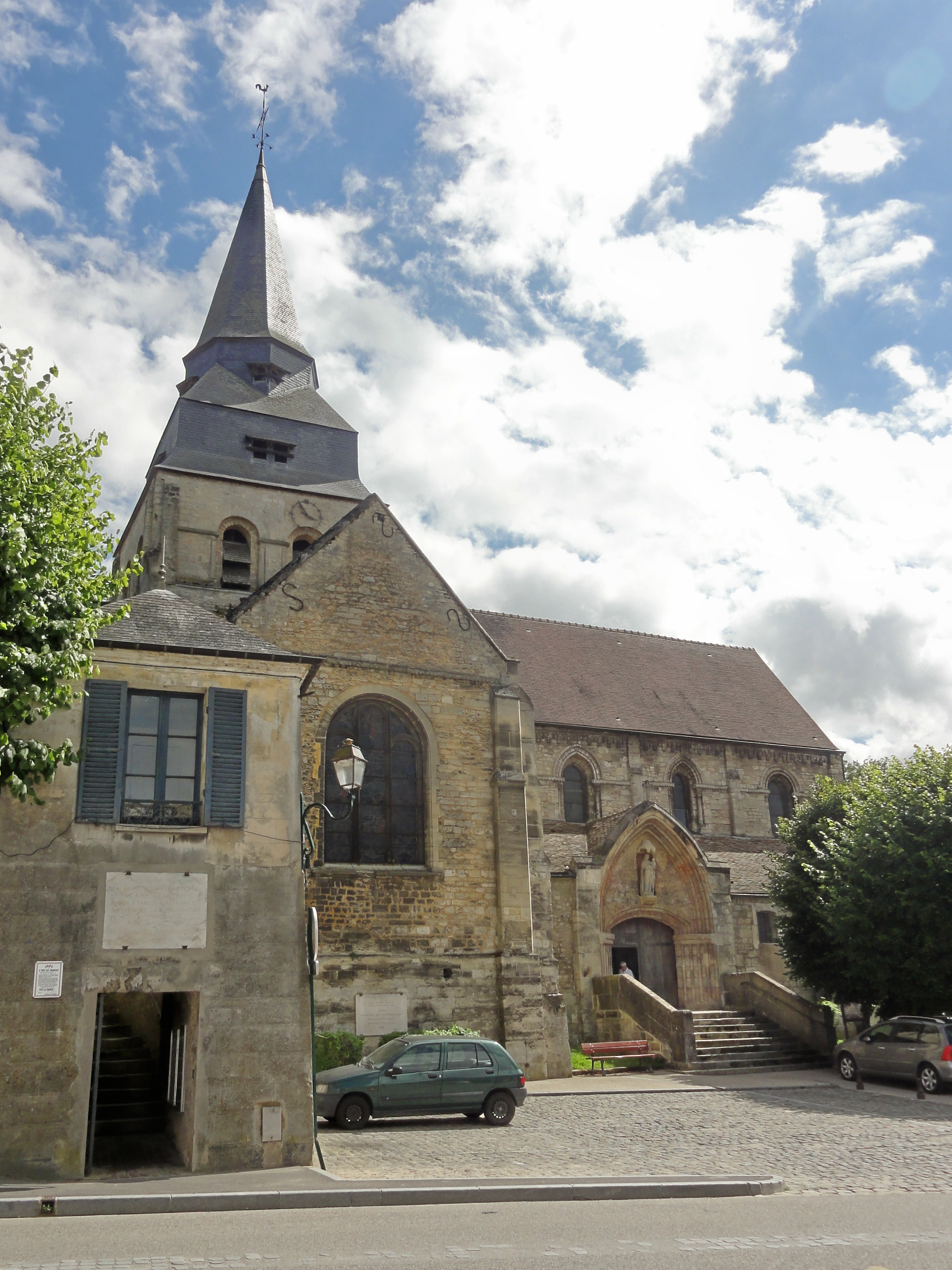
Élévation nord.

Le croisillon nord est sans intérêt. Son mur pignon a été remanié à la Renaissance, sans doute pendant la seconde moitié du XVIe siècle, comme l'indique la baie au remplage Renaissance de trois formes en plein cintre. Un cordon de billettes mal conservé qui court à la naissance du pignon semble être le dernier élément authentique. Le mur oriental montre une baie Renaissance bouchée dans la seconde travée, qui n'a pas laissé de trace à l'intérieur. Elle est à deux formes surmontées par un oculus, comme les deux baies au sud du chœur. Le dernier témoin de l'époque romane reste une baie en plein cintre sans décor au-dessus du toit en appentis du bas-côté nord, c'est-à-dire dans le mur occidental de la première travée du croisillon.
L'élévation nord de la nef est la seule partie de l'église où le style gothique primitif affleure à l'extérieur, puisque le bas-côté nord et le mur occidental restent romans. Des contreforts plats scandés par un court glacis fortement inclinés sur leur partie supérieure subdivisent les travées, et les contreforts d'angle sont par ailleurs également plats. La première travée possède une fenêtre en plein cintre, alors que les autres fenêtres sont en arc brisé et s'ouvrent sous une archivolte en tiers-point. Chaque fenêtre est décorée d'une archivolte extérieure agrémentée d'une moulure torique reposant sur deux colonnettes à chapiteaux, et un cordon de billettes au niveau des impostes relie les fenêtres aux contreforts. Il tient en même temps lieu de tailloir aux chapiteaux. L'archivolte de chaque fenêtre est surmontée d'un cordon d'un motif différent, mais pour les deux premières fenêtres, ces cordons ont été entièrement refaits lors d'une restauration. C'est un bandeau en forme de sourcil dans le premier cas et un bandeau avec une moulure concave dans le second. Au niveau de la troisième travée, l'on trouve des billettes arrondies, et au niveau de la dernière travée, des fleurs de violette, un motif encore bien roman. La nef conserve aussi une intéressante corniche, qui se compose d'éléments de deux arcatures plein cintre sous un tore continue, retombant au centre sur une forme ronde, et supportés par de petits consoles. Isabelle Legland-Lhomel reconnaît qu'il ne s'agit pas d'une corniche beauvaisine et n'a pas trouvé de semblables dans les environs. Sous la prémisse qu'il s'agit d'un dérivé de la corniche beauvaisine, elle procède à une datation basée sur l'évolution de la corniche beauvaisine, et monte ici une argumentation défectueuse. Celle-ci est également basée sur le constat qu'aucune corniche normande serait antérieure à 1160 ; or, l'on n'est pas en Normandie. Finalement l'argumentation n'aboutit pas sur une datation précise, et l'auteur se contente de suggérer implicitement une date avancée dans le XIIe siècle.

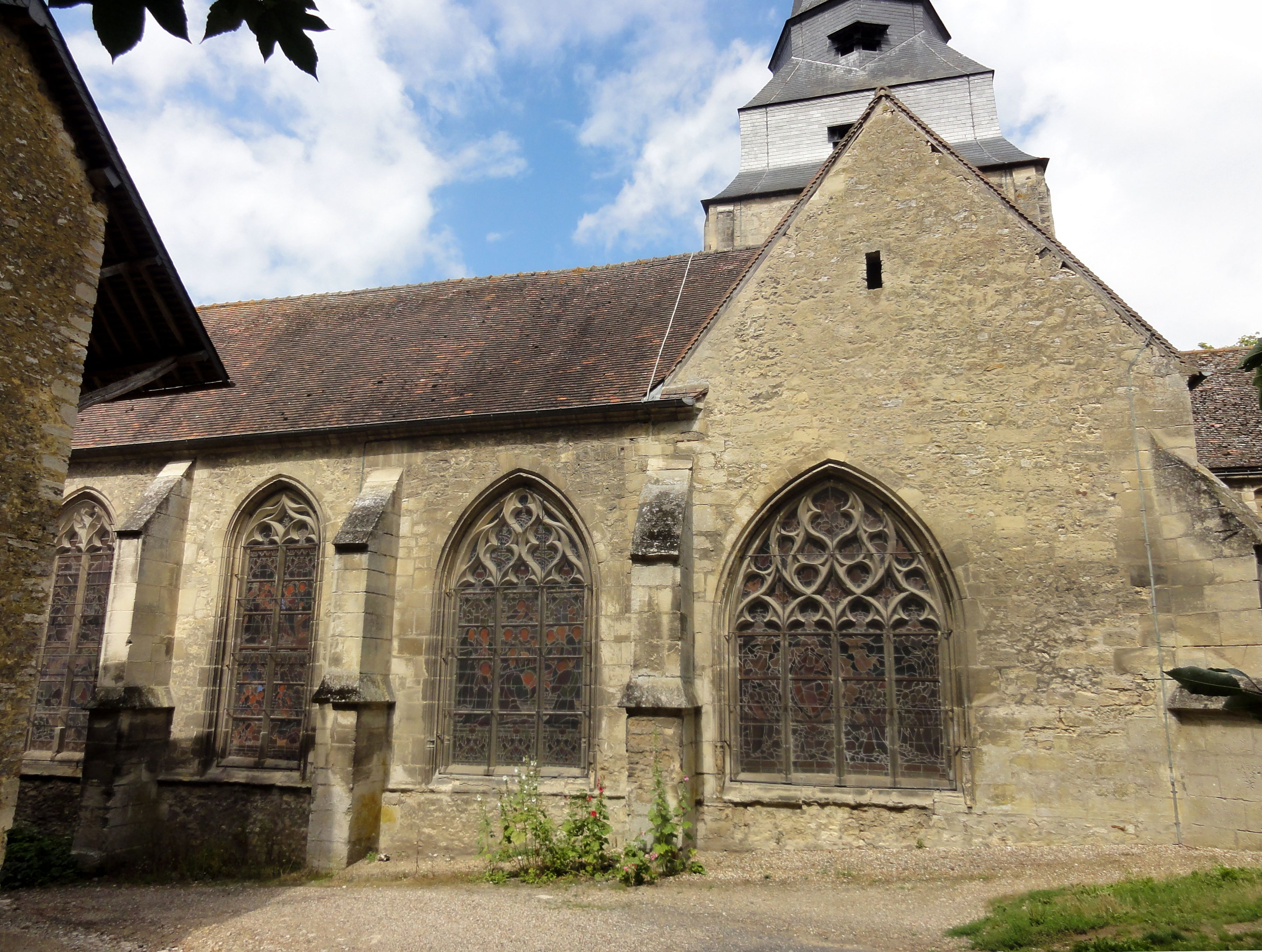
Élévation sud (sans la 1ère travée).

Le portail septentrional avec son triple archivolte est d'un âge incertain. Comme particularité, les deux gros boudins surmontant l'arc en anse de panier du portail se transforment également en colonnettes de part et d'autre de ce dernier, si bien que la porte est flanquée de cinq colonnettes de chaque côté. En lieu et place des chapiteaux, l'on trouve une console unique de chaque côté, de facture très simple. Le tympan comporte une niche abritant une statue de la Vierge à l'Enfant de la fin du XIIIe siècle (voir Mobilier). Le mur et les fenêtres du bas-côté nord ont été refaits en 1793 sans tenir compte du style d'origine, ce qui vaut notamment pour les petites fenêtres en anse de panier.
Les élévations du croisillon sud et du collatéral sud sont parfaitement alignées, mais le maître d'œuvre a conservé un pignon séparé côté sud pour le croisillon sud, alors qu'il a recouvert le collatéral d'un toit en bâtière parallèle à l'axe de la nef, avec un pignon du côté de la façade occidentale. La période de construction se lit dans les réseaux flamboyants des fenêtres, qui se compose de quatre formes aux têtes tréflées sur le croisillon sud ; de trois formes au niveau de la quatrième travée ; et de deux formes ailleurs. Une fenêtre à trois formes bouchée reste aussi visible sur le mur gouttereau est du croisillon, devant l'autel de la Vierge qui a motivé l'obturation. La partie supérieure des baies à trois et quatre forme est remplie de soufflets et mouchettes, alors que des accolades et des mouchettes doivent suffire sur les baies plus étroites.

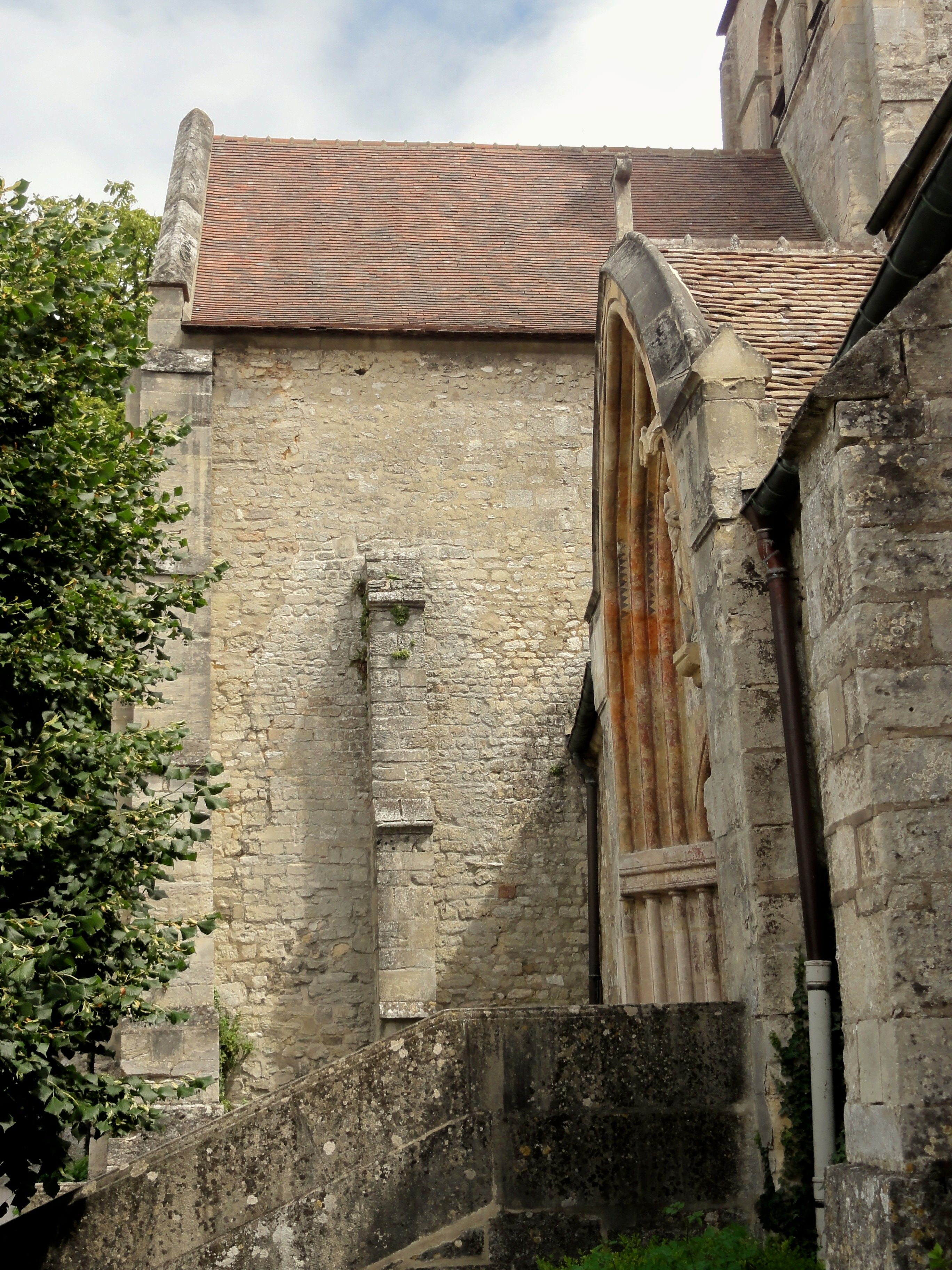
Croisillon nord, mur gouttereau ouest.
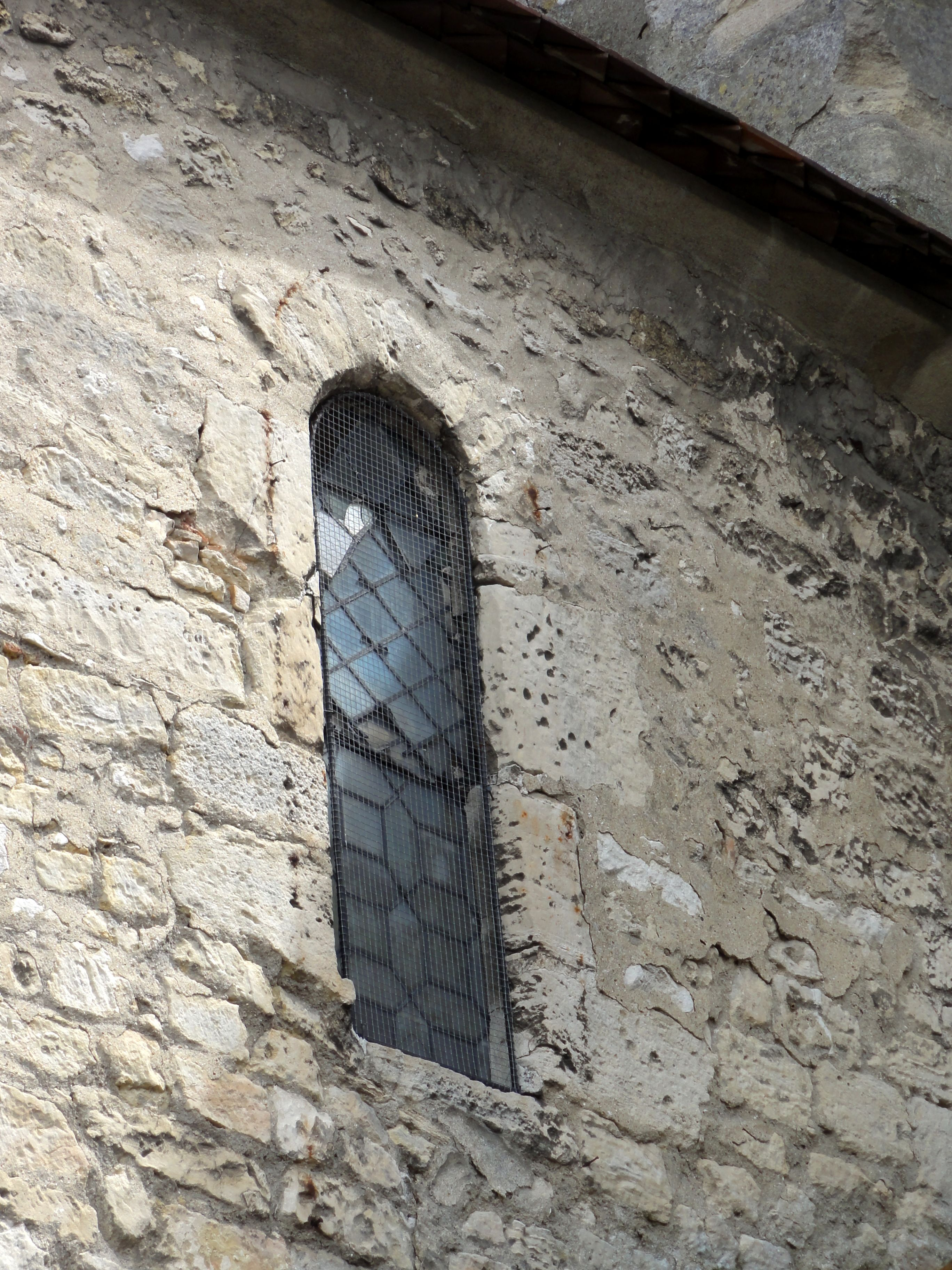
Fenêtre romane à l'ouest du croisillon nord.
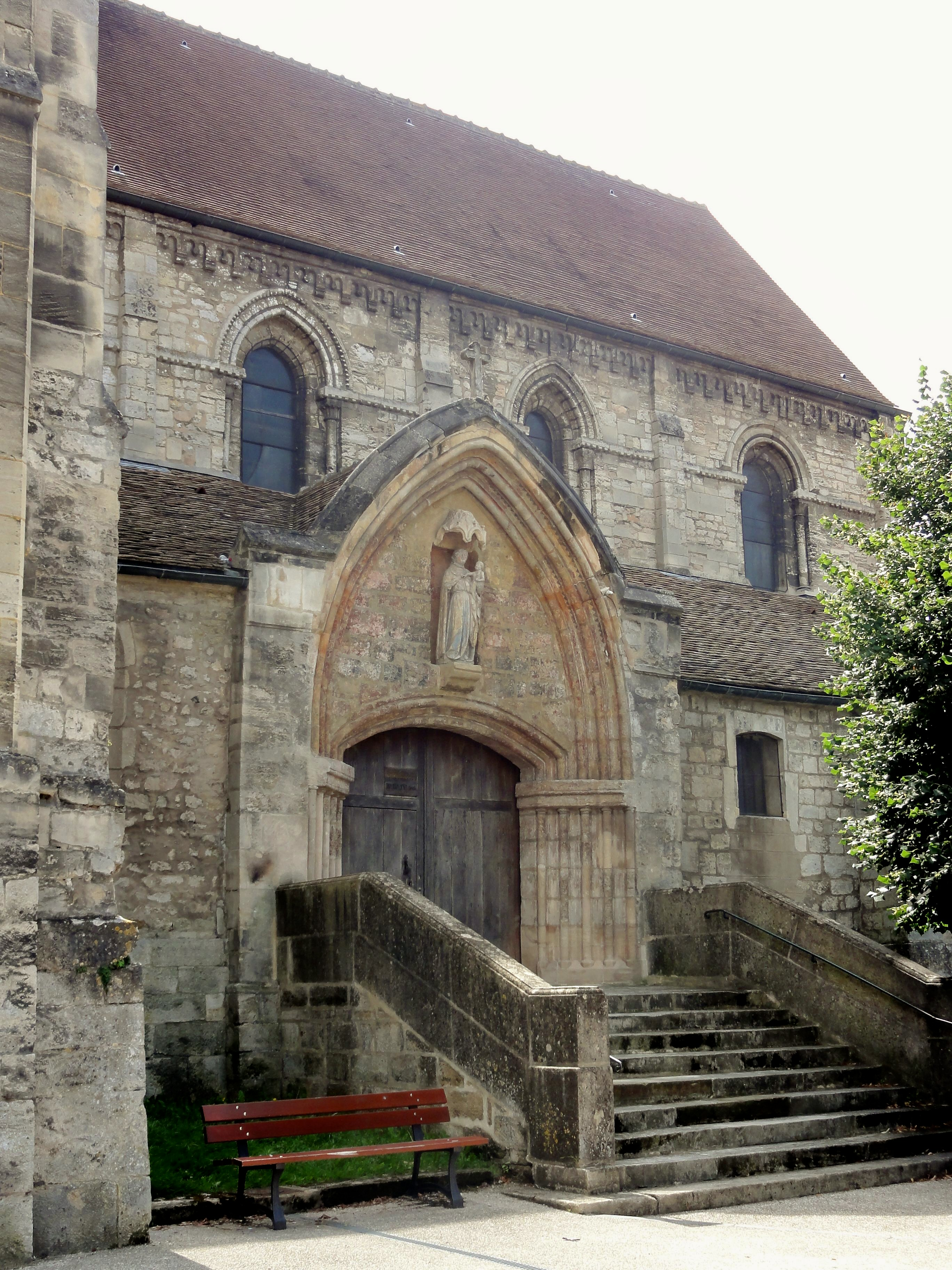
Nef et bas-côté nord, avec le portail principal.
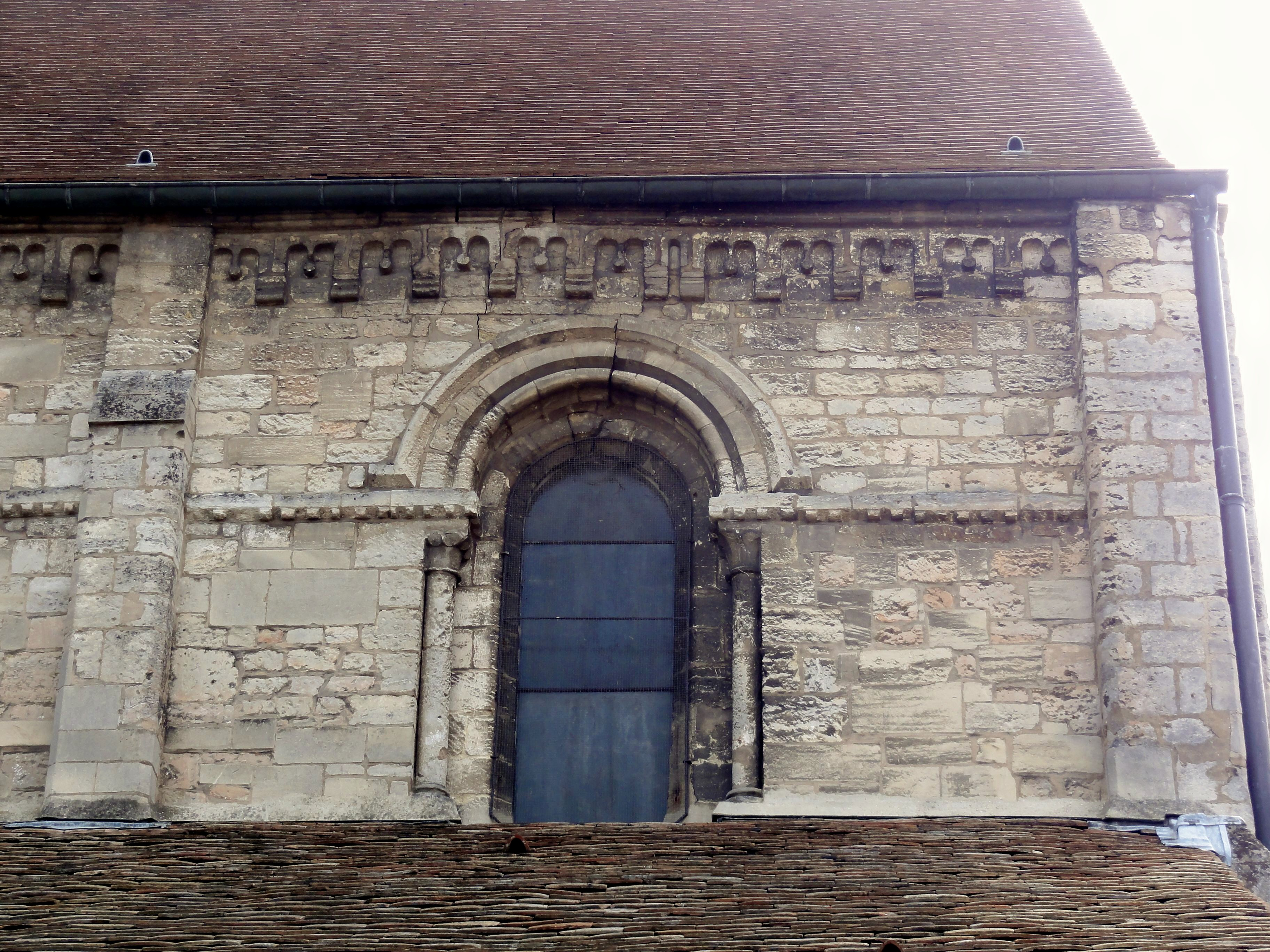
Parties hautes de la première travée de la nef.
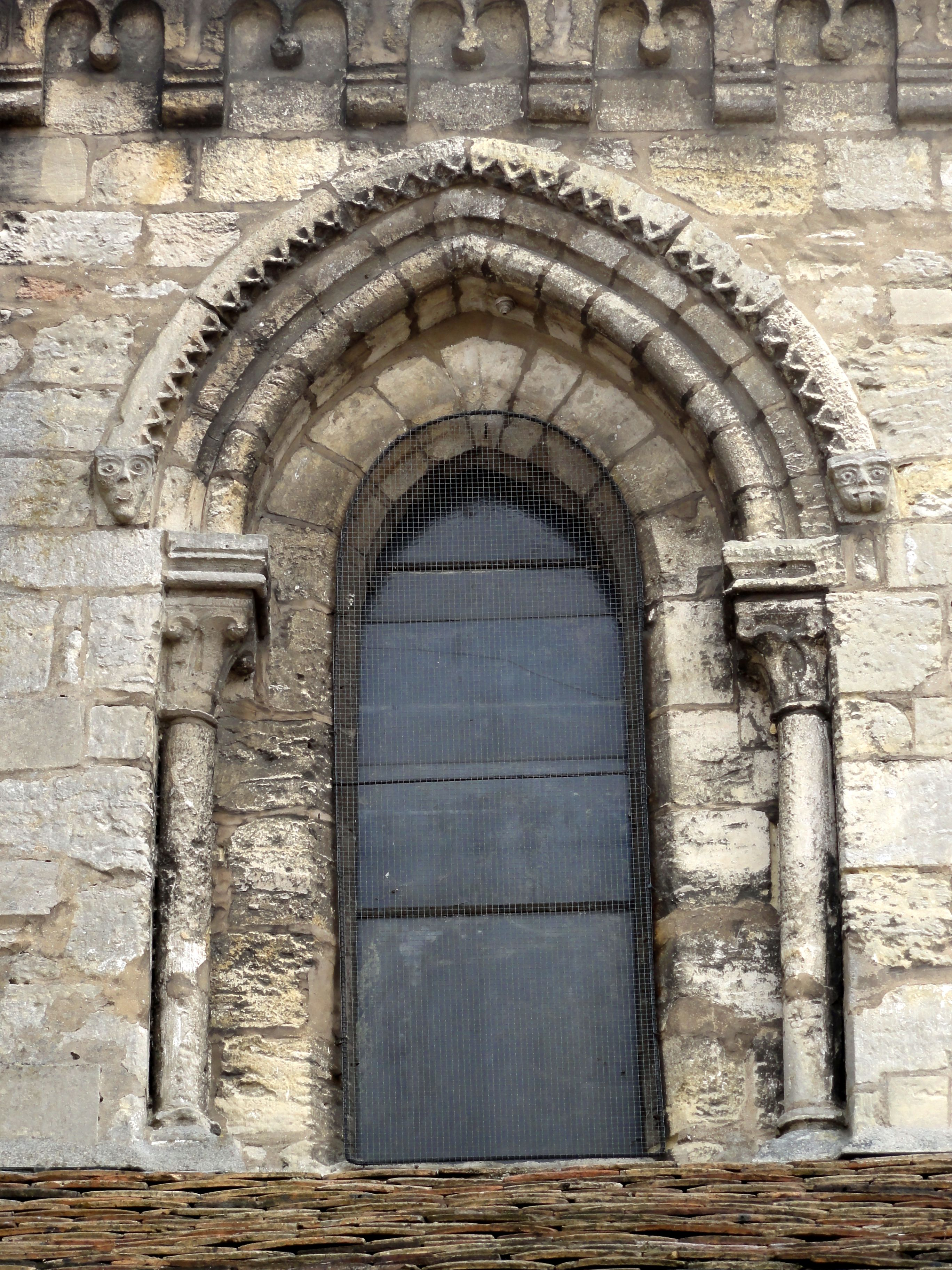
Fenêtre haute de la quatrième travée de la nef.
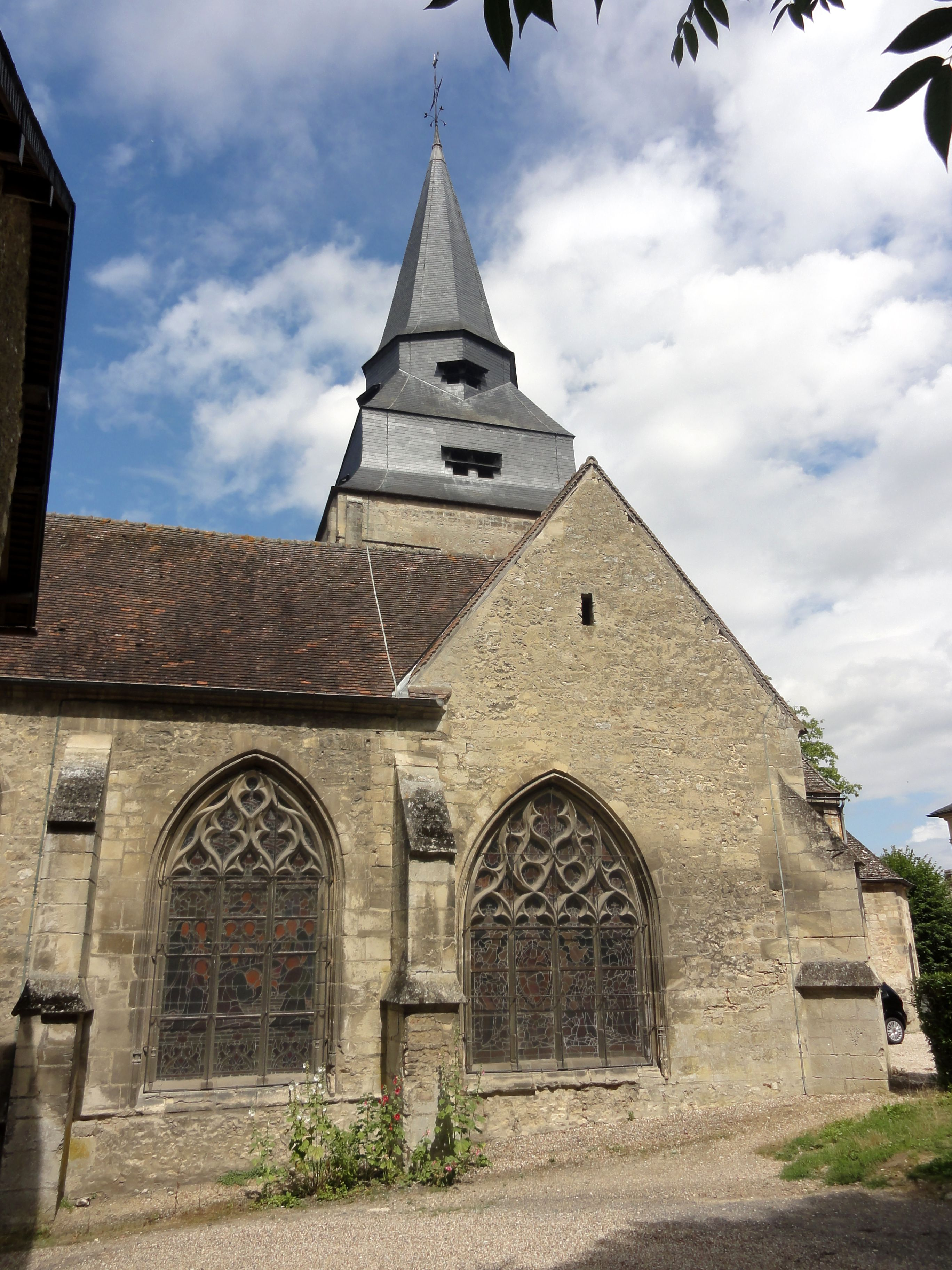
Croisillon sud (à dr.) et clocher.

#### Façade occidentale

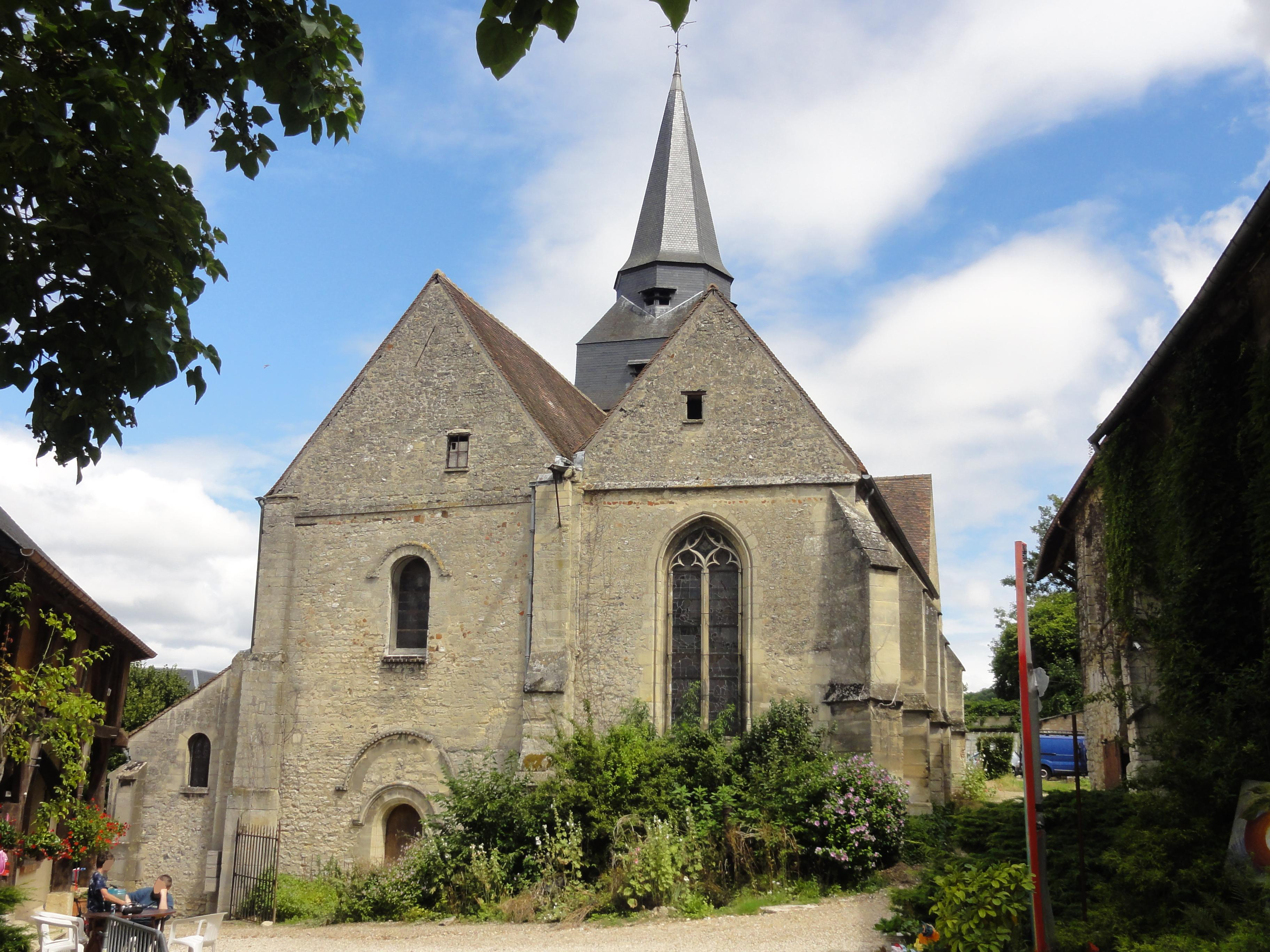
Façade occidentale.

La façade occidentale évoque une église à double nef par ses deux pignons de dimensions pratiquement identiques. Les deux sont bâtis en moellons et percés seulement d'une petite fenêtre rectangulaire pour aérer les combles. L'ornementation est absente. Malgré les similitudes, plus de quatre siècles séparent le pignon de la nef, à gauche, du pignon du collatéral sud, à droite. Seules les fenêtres et le portail occidental indiquent les périodes. Tout à gauche, le mur occidental du bas-côté nord avec le demi-pignon de son toit en appentis se fait bien discret. L'on y trouve une baie en plein cintre non décorée. À droite, le mur du collatéral est ajourée d'une baie flamboyante à deux formes, identique aux fenêtres méridionales de la première à la troisième travée, et à la baie orientale du croisillon sud. Mais c'est le portail occidental qui attire avant tout l'attention. Il a longtemps été bouché et remplace lui-même un premier portail roman plus grand. Il en reste seul un rang de larges claveaux avec une archivolte extérieure de billettes, placée sous une mince moulure en forme de bandeau. D'après Pierre Coquelle, la largeur des claveaux indique le caractère primitif de ce portail. Il ne trouve aucune explication pour le remplacement du portail large de 2,55 m par une petite porte en plein cintre, dont la moulure du bandeau de l'archivolte indique le XIIe siècle. L'on pourrait seulement remarquer que le portail est tourné vers la cour du prieuré et non vers le village. Fait tout à fait exceptionnel pour un portail roman dans le Vexin français et ses environs, le portail est également décoré de l'intérieur. En dessus d'un tore et d'une moulure en chanfrein, l'on y voit un archivolte de feuilles d'acanthe repliées, le tout évoquant également le XIIe siècle. Le tympan nu repose sur une poutre en bois, et la porte qui ouvre vers l'intérieur apparaît dans sa vraie forme rectangulaire, alors que l'archivolte extérieure située très bas évoque une porte en plein cintre. Reste à mentionner la fenêtre haute de la nef, qui est surmontée d'un cordon de billettes qui se prolonge au niveau des piédroits. Elle est assez grande pour la période romane et sans ébrasement extérieur, ce qui indique une date assez reculée comme Pierre Coquelle le suppose pour le premier portail bouché.

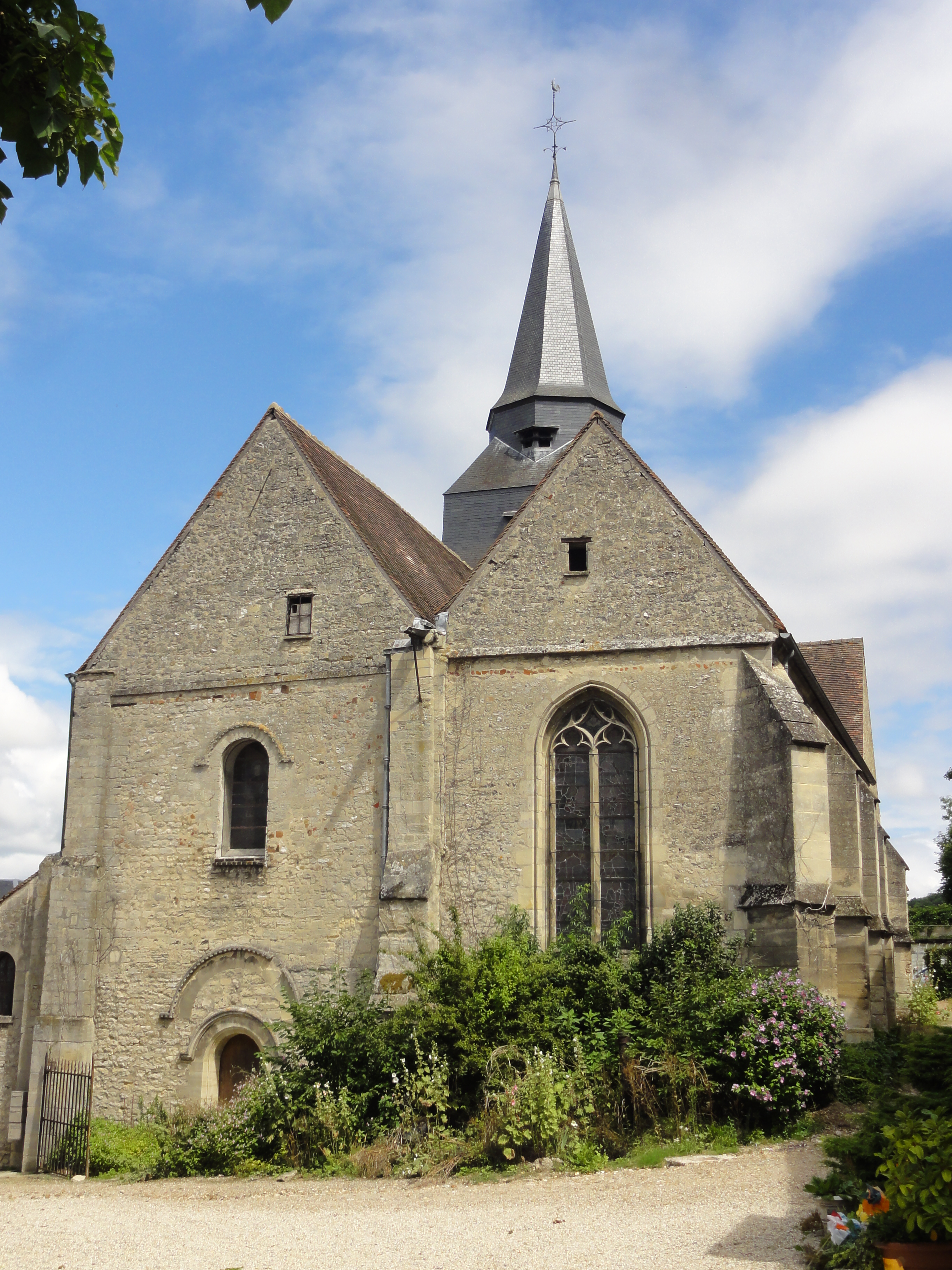
Façade occidentale.
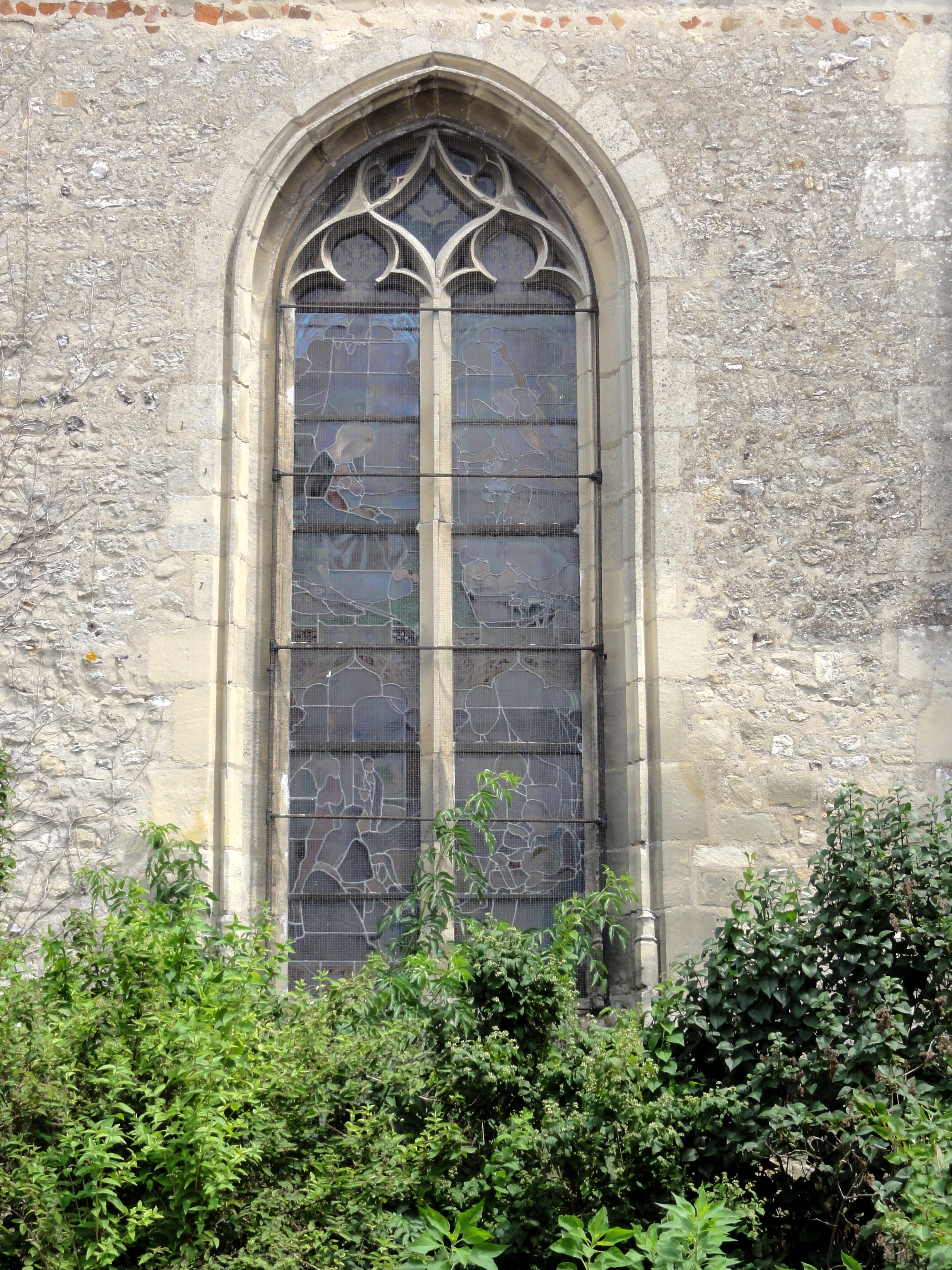
Fenêtre du collatéral sud.
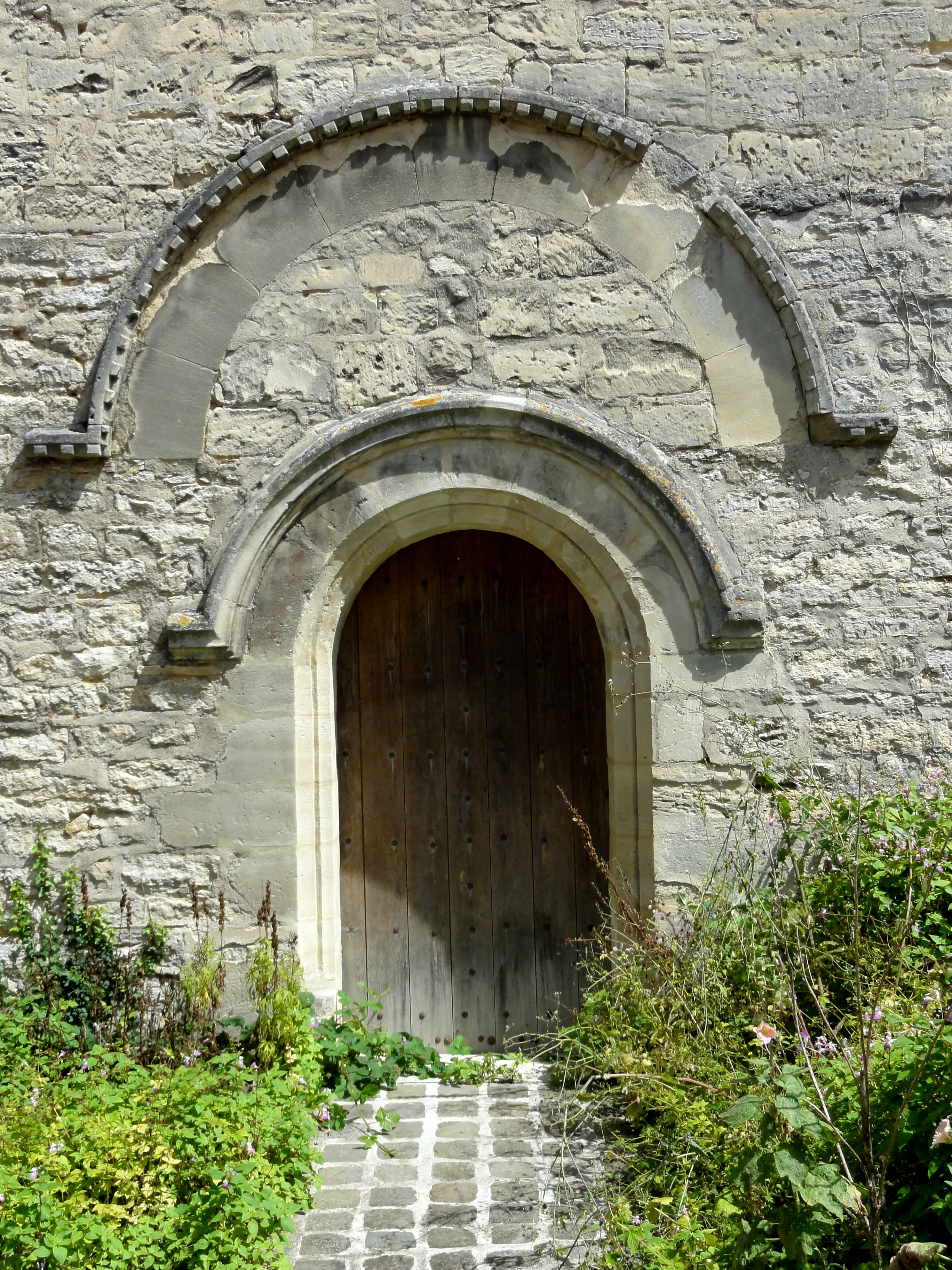
Portail occidental.
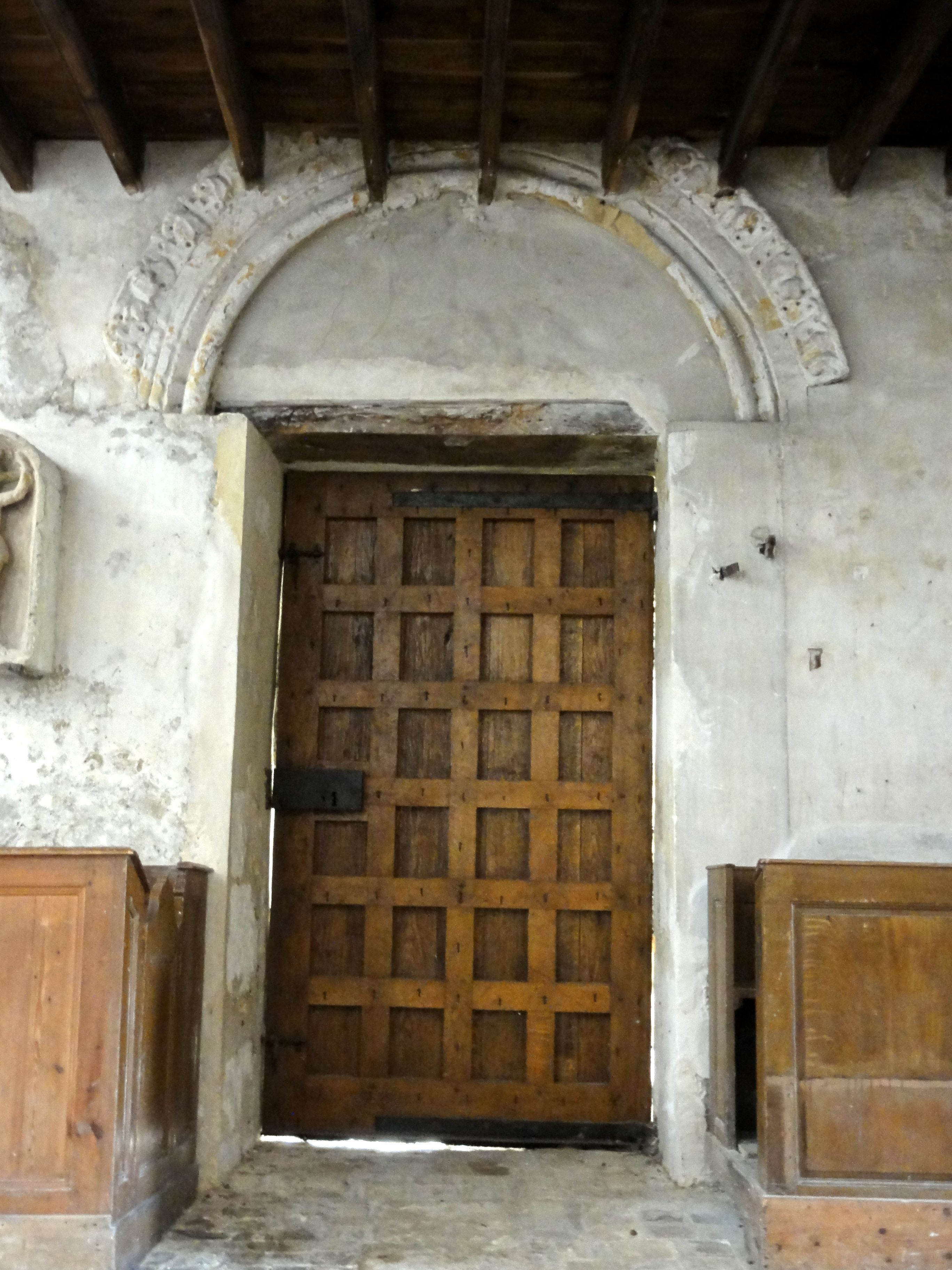
Revers du portail.
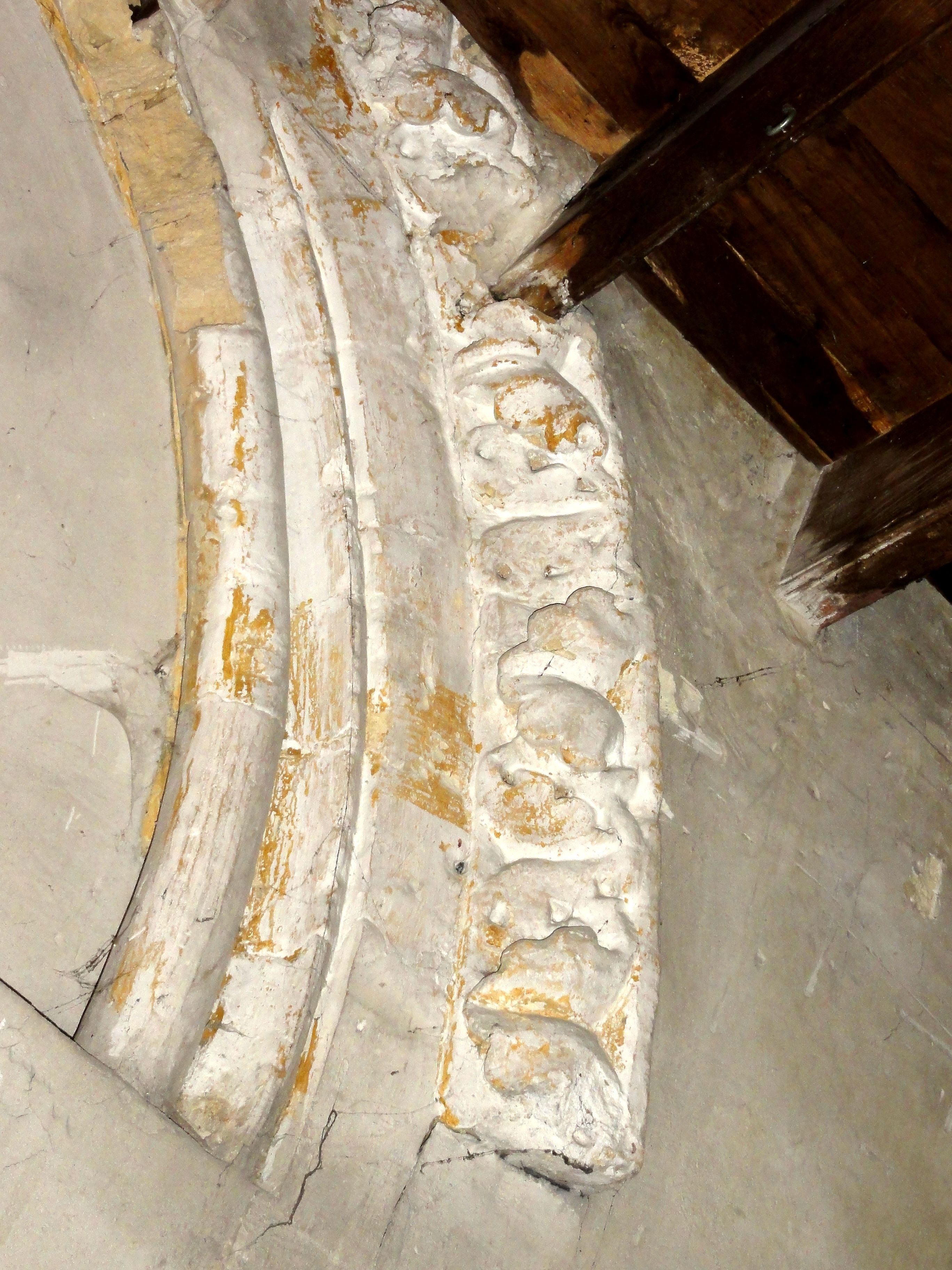
Revers du portail, archivolte.
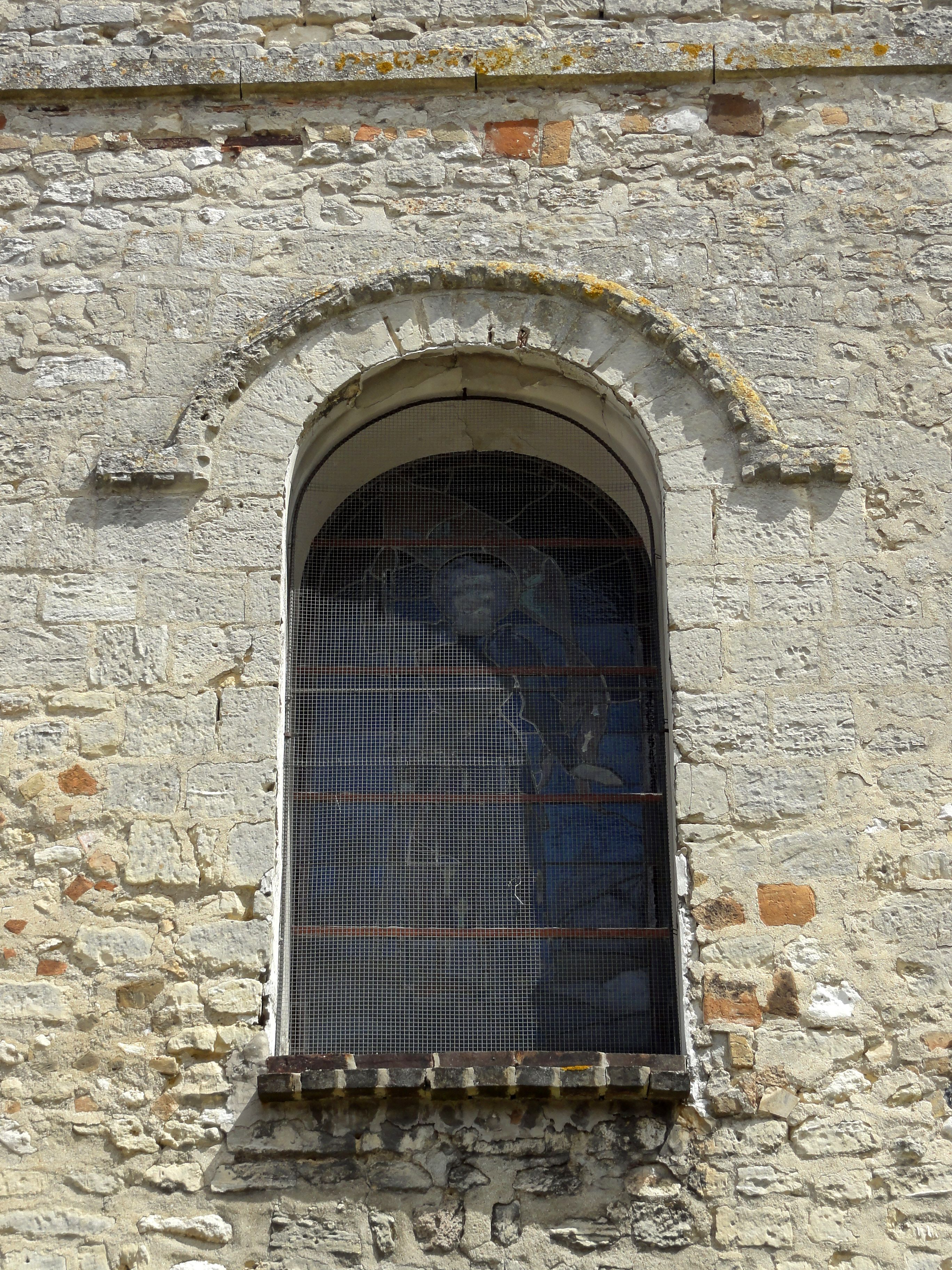
Fenêtre haute de la nef.

### Intérieur

#### Chœur

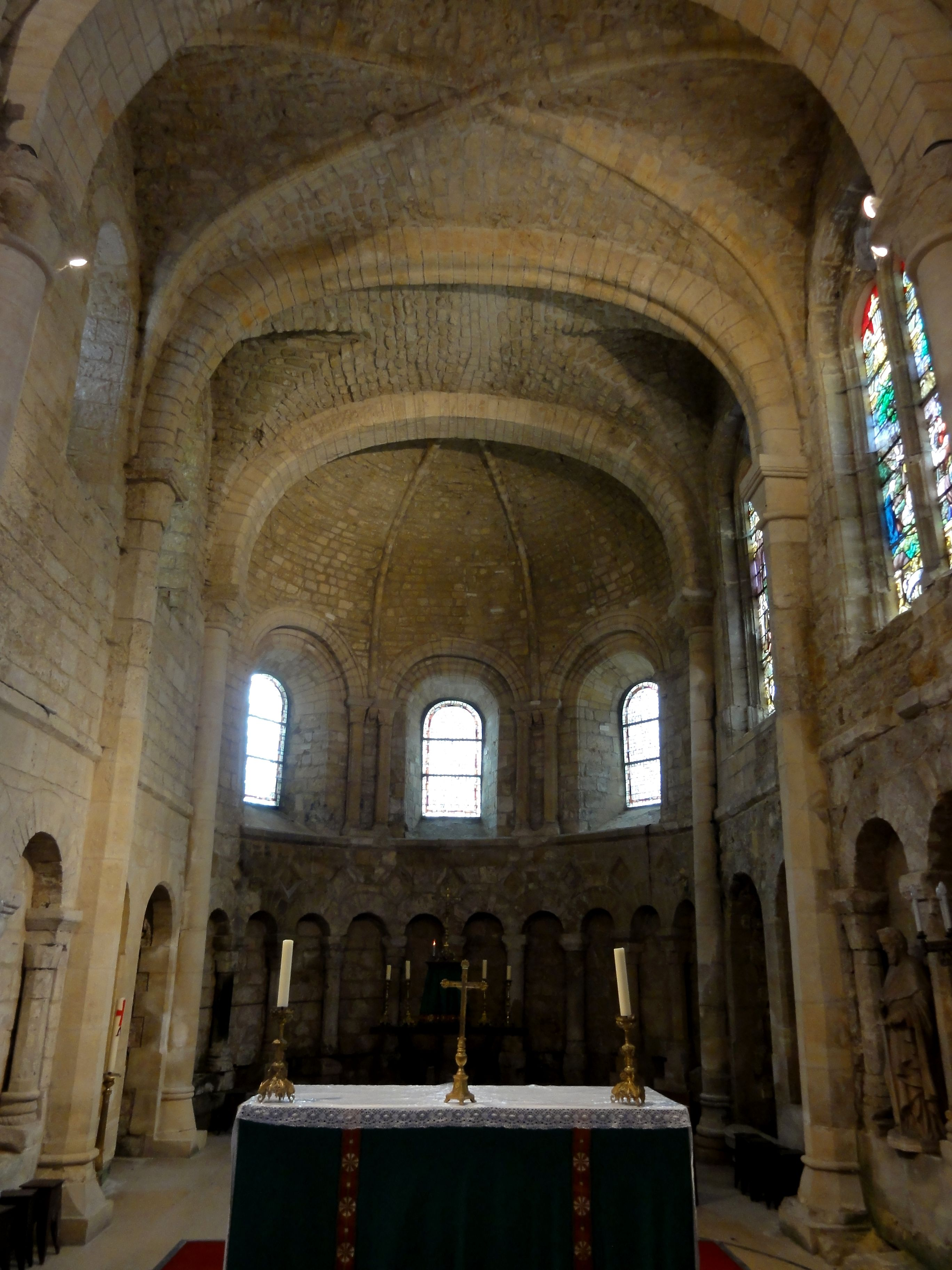
Chœur, vue vers l'est.

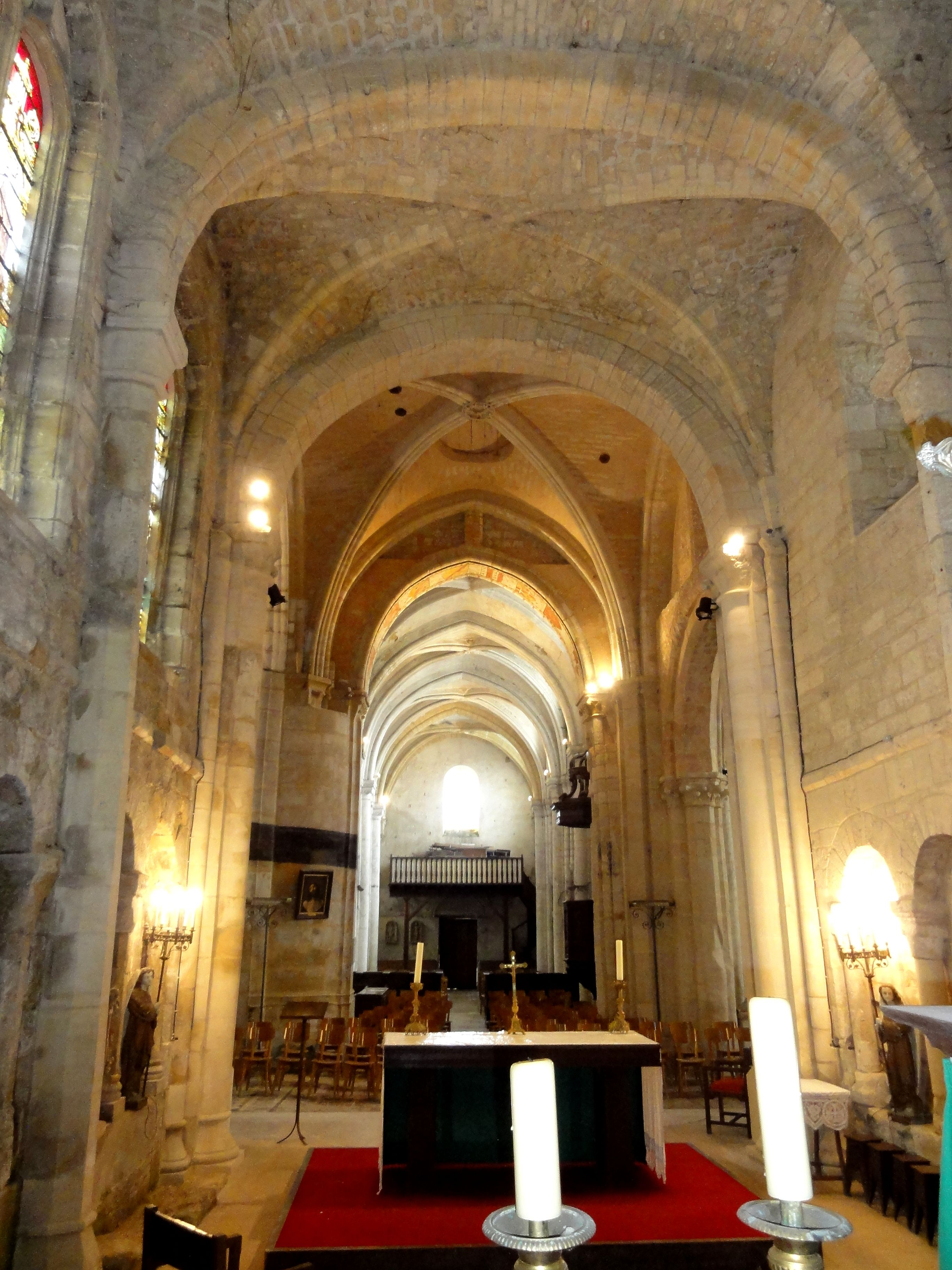
Chœur, vue vers l'ouest.

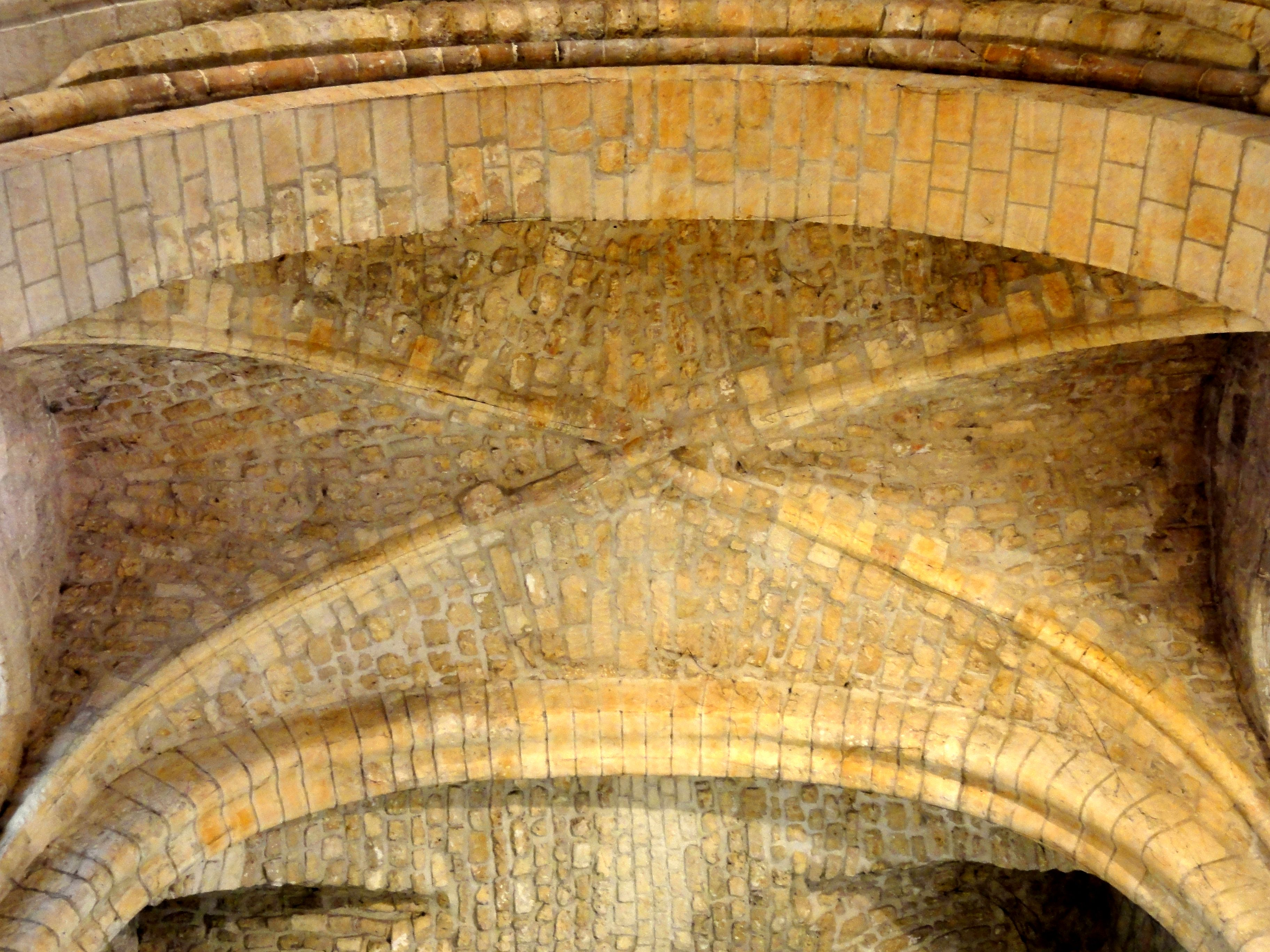
Voûte de la 1re travée, de nature incertaine.

Le chœur est la seule partie de l'église qui se présente dans une ambiance tout à fait romane, ce qui est le fruit de plusieurs campagnes de restauration pendant les années 1950 et au début des années 1980. Les principales modifications intervenues depuis le XIIe siècle et dénaturant le caractère authentique du sanctuaire de la fin du XIe siècle ont été révoquées. La seule rupture stylistique est aujourd'hui représentée par les deux fenêtres au remplage Renaissance au sud. D'autres remaniements ne sautent pas directement aux yeux. Dans le Vexin français, le chœur de Saint-Clair n'a d'équivalent qu'à Parnes. Dans l'est du Val-d'Oise, le chœur de l'église Saint-Côme-Saint-Damien de Luzarches présente la même physionomie, mais son décor est nettement plus sobre, avec notamment l'absence d'arcatures aveugles à vocation décorative. L'élévation et le plan du chœur de Saint-Clair n'ont pourtant rien d'inhabituel à la période de construction, mais très peu de chœurs de cette époque se sont conservés dans la région. Lors de reconstructions, le chœur est naturellement privilégié. L'abside en cul-de-four succède à deux courtes travées droites. Heptagonal à l'extérieur, le chevet est en hémicycle à l'intérieur. L'ensemble est légèrement plus bas que la croisée et la nef, mais tout de même relativement spacieux comparés à certains chœurs du XIIe siècle dans la région. Dans l'abside, les fenêtres sont situées à un niveau plus bas qu'au nord, où les baies romanes d'origine ont également survécu. Seule la fenêtre au nord de la seconde travée reste cependant inchangée. Ce qui frappe dans le chœur de Saint-Clair sont les arcatures décoratives, la mouluration autour des fenêtres du chevet et les colonnettes à chapiteaux qui les encadrent, les deux doubleaux intermédiaires reposant également sur des colonnettes à chapiteaux et le voûtement inhabituel de l'ensemble. Ce n'est pas la sobriété et la rigueur, ni l'économie des moyens qui se traduisent par la plupart des constructions contemporaines. Aussi, la forme surbaissée des doubleaux paraît-elle étonnante, surtout celle du premier, l'autre se rapprochant davantage du plein cintre. Bernard Duhamel et Isabelle Legland-Lhomel n'ont pas trouvé d'explication à la forme des doubleaux, ni trouvé d'exemples ailleurs.
L'arc triomphal qui marque le début du chœur se situe derrière le doubleau de la voûte gothique de la croisée. Il est en plein cintre et composé de deux rangs de claveaux apparents, enserrant un gros tore. Les chapiteaux romans supportant l'arc triomphal ont malheureusement été buchés. Ils reposent toujours sur deux demi-colonnes romanes, secondées par une fine colonnette de chaque côté pour recevoir les nervures de la voûte. Celle de la première travée est qualifiée de voûte d'arêtes plate du XVIe siècle et vraisemblablement remaniée par Isabelle Legland-Lhomel, mais de voûte d'ogives par Bernard Duhamel. Les ogives ou arêtes au profil d'un simple tore se croisent au milieu en se superposant, ce qui est une maladresse inconcevable au XVIe siècle, et l'association de tores à des voûtes d'arêtes n'est pas non plus une marque de cette époque, ce qui pose la question pourquoi aucun auteur n'a évoqué l'hypothèse d'une voûte d'ogives primitive du début du XIIe siècle. Il faut aussi poser la question si des nervures d'une voûte d'arêtes peuvent retomber sur des colonnettes. — Le premier doubleau intermédiaire montre ensuite un profil de deux gros tores, et aurait été retaillé afin de s'adapter à la première voûte : son profil renvoie aussi davantage aux voûtes d'ogives romanes qu'au XVIe siècle. Les chapiteaux ont subi le même sort que les précédents, et celui au sud a été refait. Les colonnettes angulaires sont les mêmes que sur certains supports du transept, et pourraient provenir de la reconstruction après l'incendie de 1180. Puis, la seconde voûte est de nouveau interprétée comme voûte d'arêtes plate du XVIe siècle par Isabelle Legland-Lhomel, mais comme voûte en berceau à pénétration par Bernard Duhamel. Il n'y a en effet pas la moindre arrête visible. — Le second doubleau intermédiaire conserve quant à lui la sculpture de ses chapiteaux, quoiqu'en mauvais état. L'on peut encore identifier des motifs de vannerie sur la corbeille, et des triangles excavés sur le tailloir. Les demi-colonnes de style roman sont refaites. Finalement, la voûte en cul-de-four présente deux nervures retombant sur des têtes grimaçantes entre les fenêtres. Elles s'ouvrent entre deux colonnettes décorées de tresse, et supportant des archivoltes moulurées, ces moulures toriques étant reprises sur les claveaux des arcs des fenêtres. Ces colonnettes tressées sont particulièrement rares et ne se retrouvent guère que sur les clochers de Mogneville et Saint-Vaast-de-Longmont. Les chapiteaux sont les plus intéressants parmi les chapiteaux romans de l'église, et sculptés de volutes d'angle, d'étoiles, d'ondulations, de chevrons ou de simples facettes, mais pas encore de godrons. Une fois, l'on note un soleil rayonnant inscrit dans un losange, et une autre fois un motif en crosse. Tout ce décor dénote une influence normande mais n'est pas loin de rappeler les chapiteaux de Cormeilles-en-Vexin ou Morienval.
Les arcatures aveugles appartiennent au même type que celles des églises d'Arronville, de Saint-Rieul de Louvres, de Parnes et d'Us. Elles sont au nombre de deux de chaque côté dans les travées droites, et au nombre de dix dans l'abside, où elles sont légèrement plus étroites. Dans les travées droites, la largeur est variable. La deuxième arcature de la seconde travée, tant au nord qu'au sud, donnait accès à une absidiole. Au nord, la sacristie s'est substituée à l'absidiole disparue à une époque indéterminée ; au sud, elle a disparu au plus tard au moment de la reconstruction du croisillon sud. Les chapiteaux sont épannelés à cinq pans et d'une facture archaïque, décorés tout au plus de volutes d'angle. Les tailloirs sont tantôt octogonaux, tantôt carrés, et pourvus de moulures simples ou décorés de lignes gravées droites, ondulées ou en zigzag. Les fûts sont de section carrée ou octogonale, indépendamment des tailloirs. L'effort de décoration s'est focalisé sur les bases, dont une partie montre des torsades ou tresses. Le socle peut être gravé de dents de scie. Dans l'abside, de nombreuses variations dans la physionomie des bases peuvent être constatées. Des losanges excavés et rehaussés par un bandeau ornent le mur au-dessus des intervalles entre les arcades. Deux des colonnettes de l'abside ne sont pas romanes, mais vraisemblablement romaines. Elles ont été trouvées lors d'une fouille non officielle précédant celle de l'hiver 1958/59, puis ont été montées dans l'abside afin de remplacer deux colonnettes défectueuses.

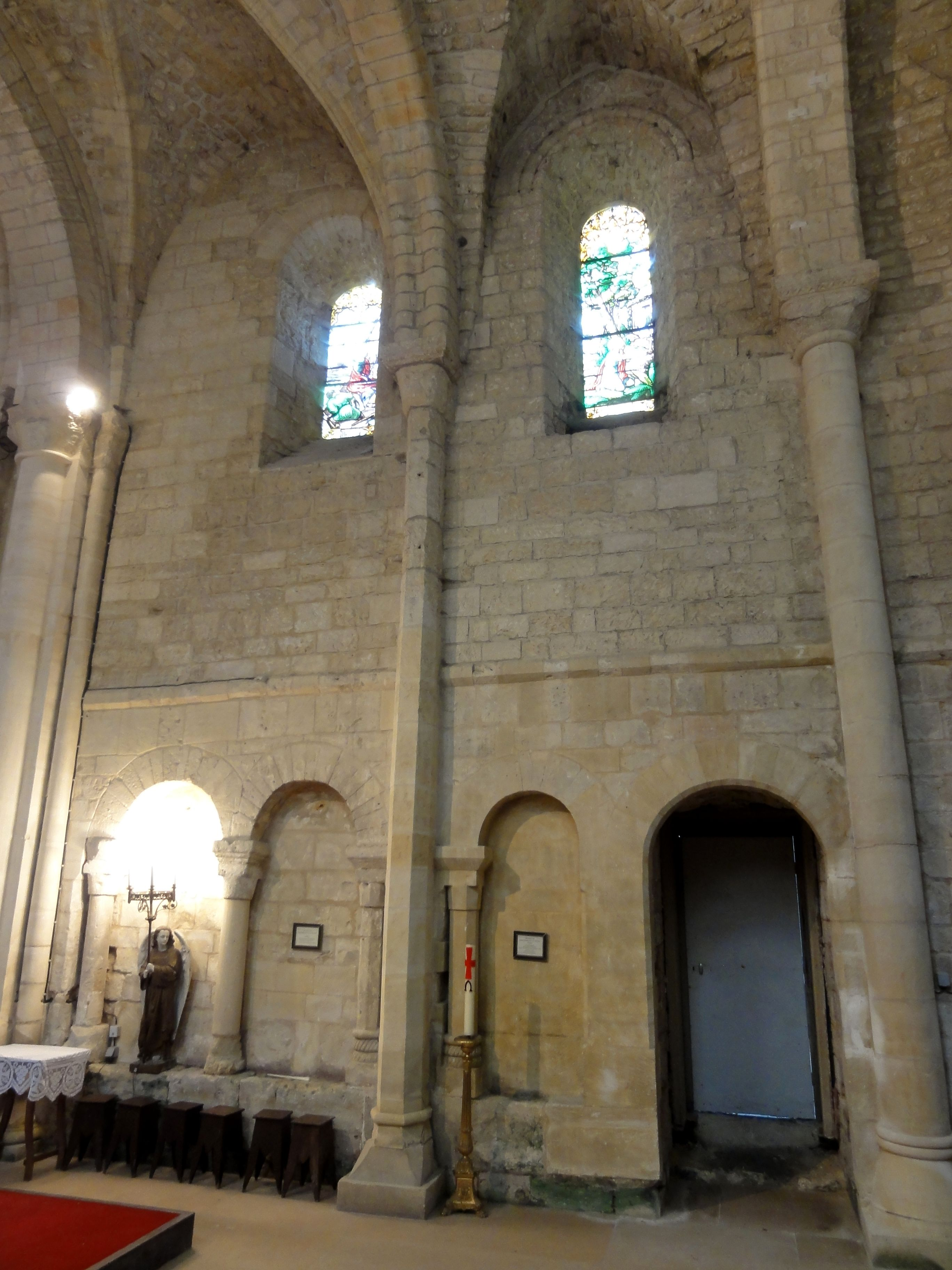
Élévation nord des travées droites.
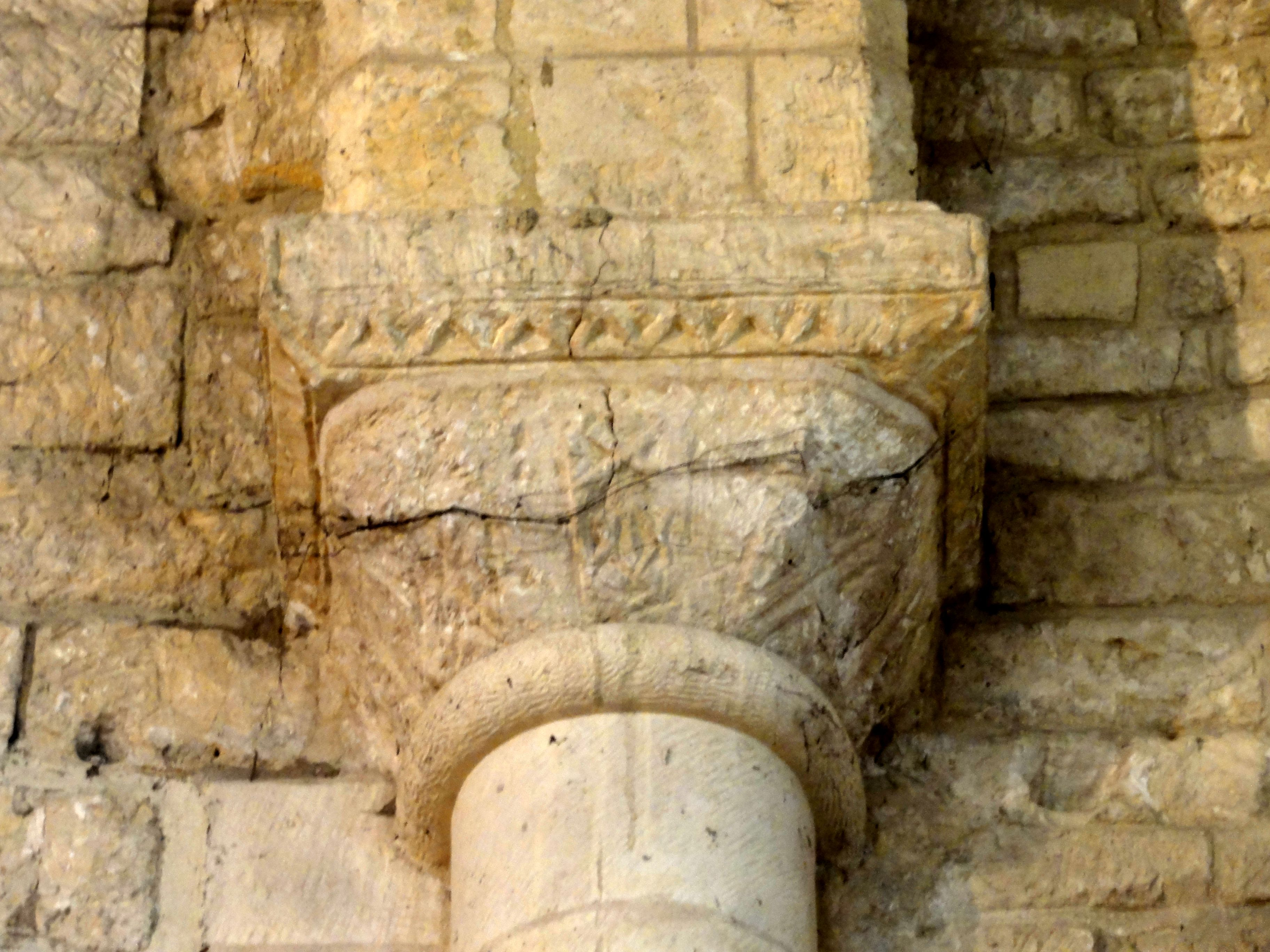
Chapiteau du 2e doubleau côté nord.
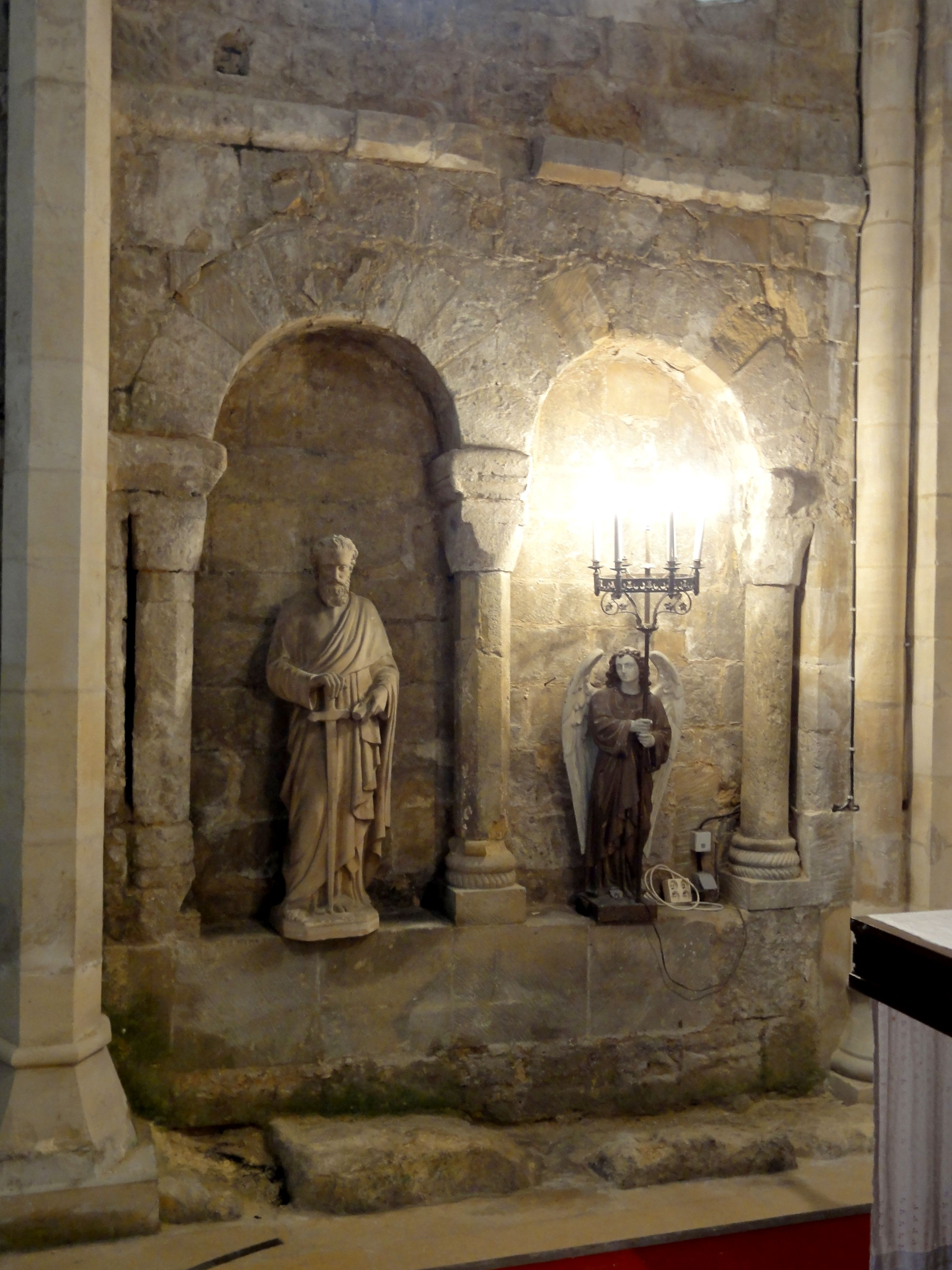
1re travée, arcatures aveugles côté sud.
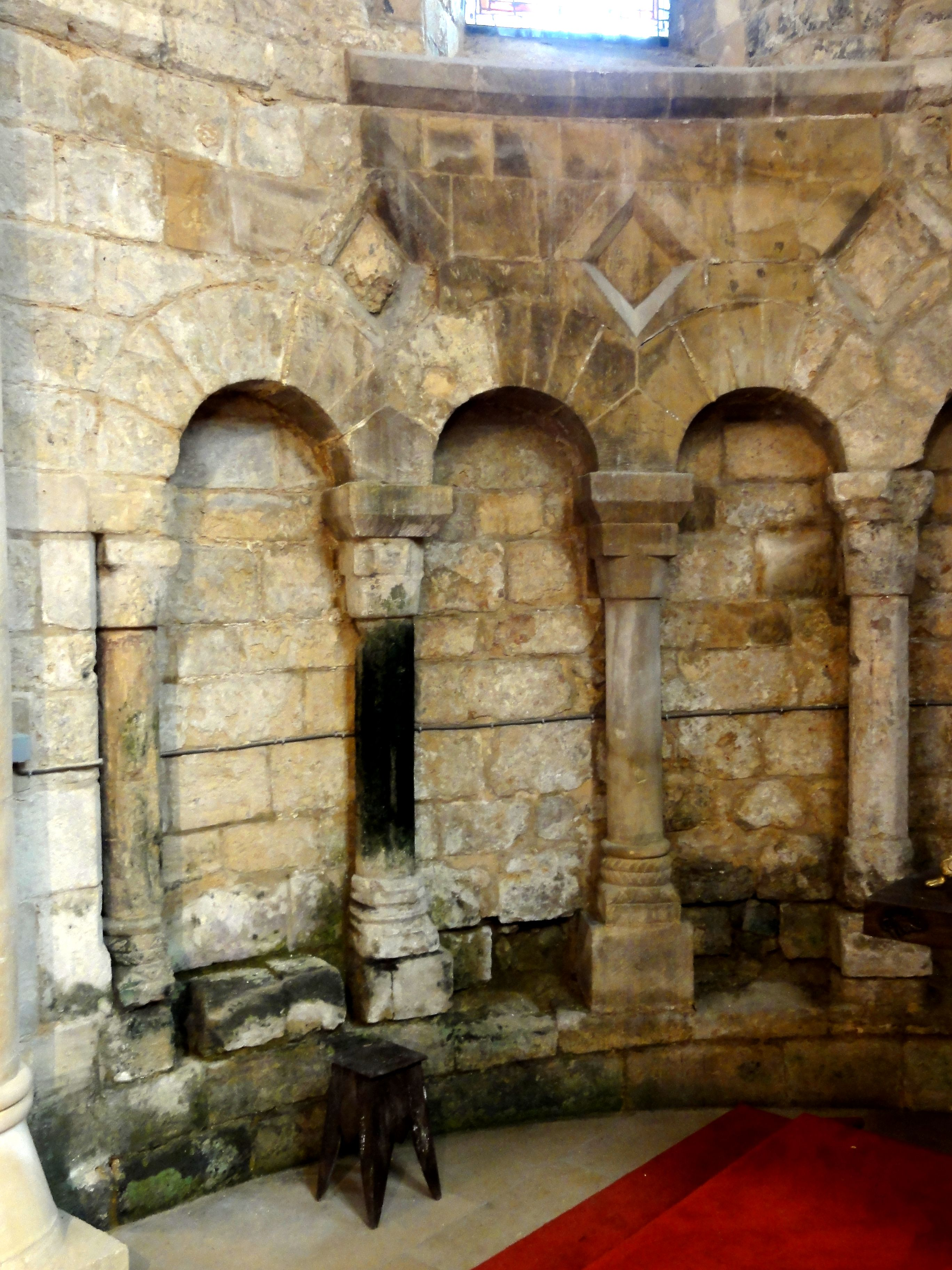
Abside, arcatures aveugles côté nord-est.
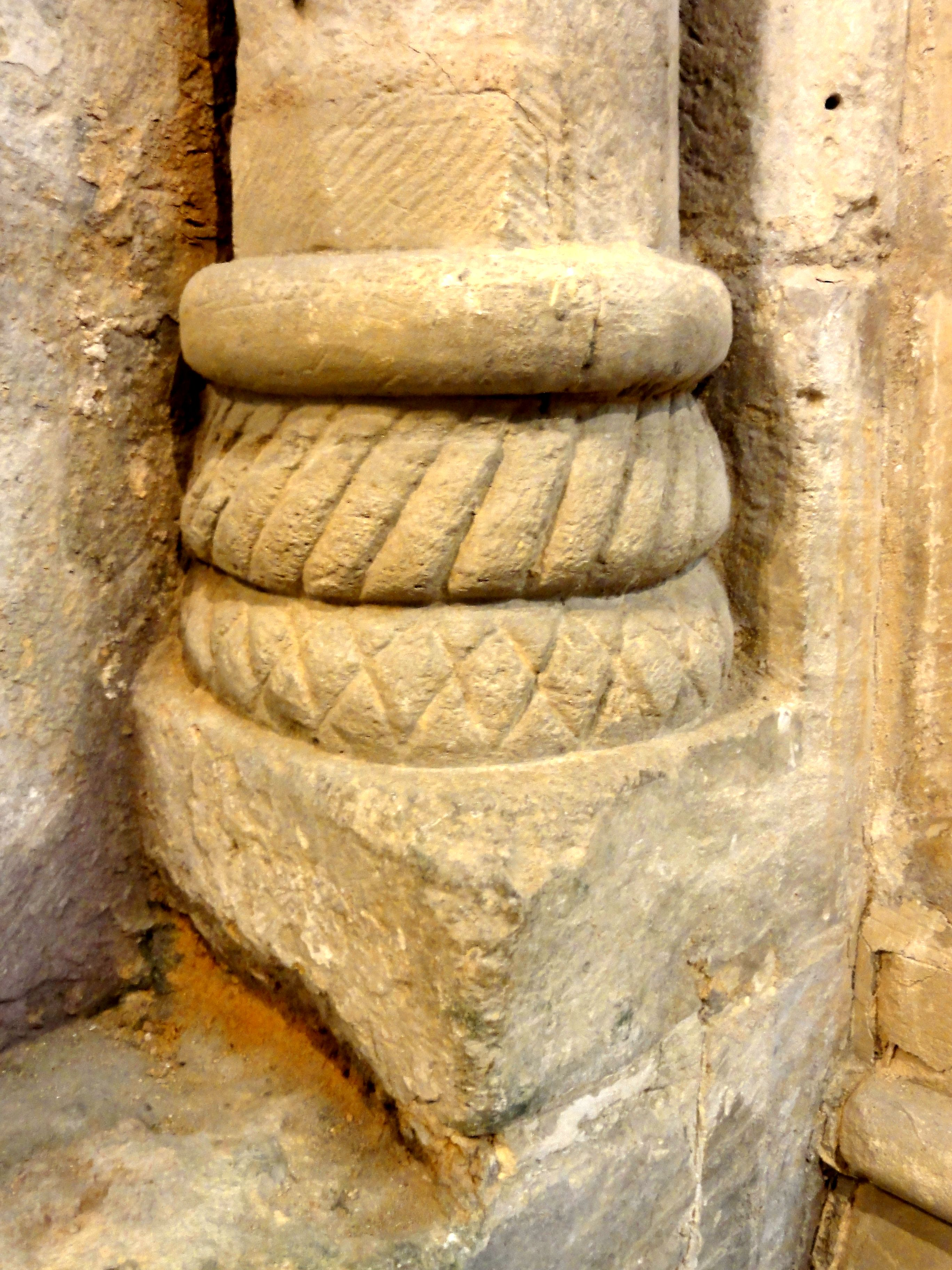
L'une des dernières bases authentiques.
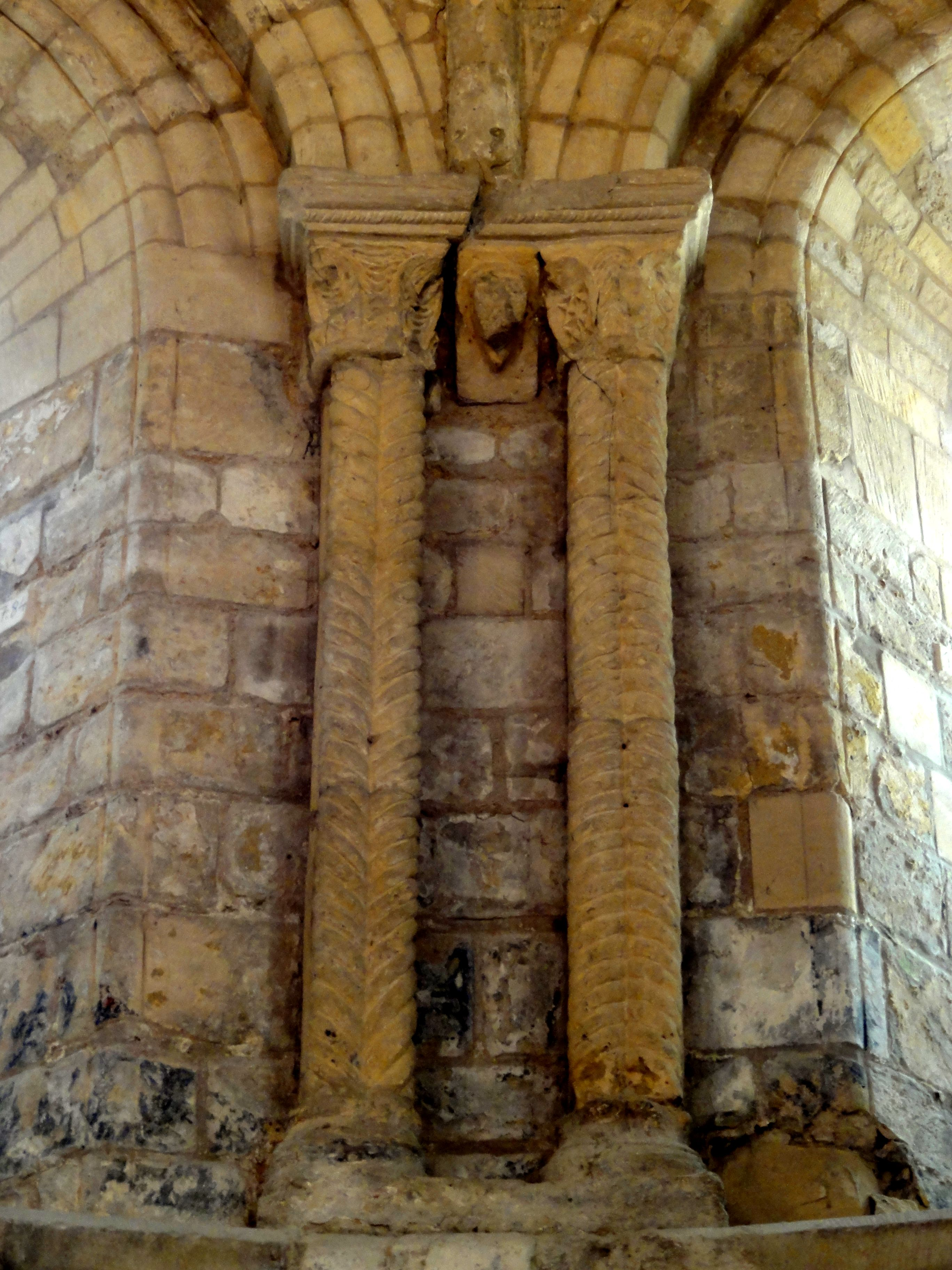
Colonnettes à chapiteaux à gauche de la baie d'axe.

#### Croisée du transept

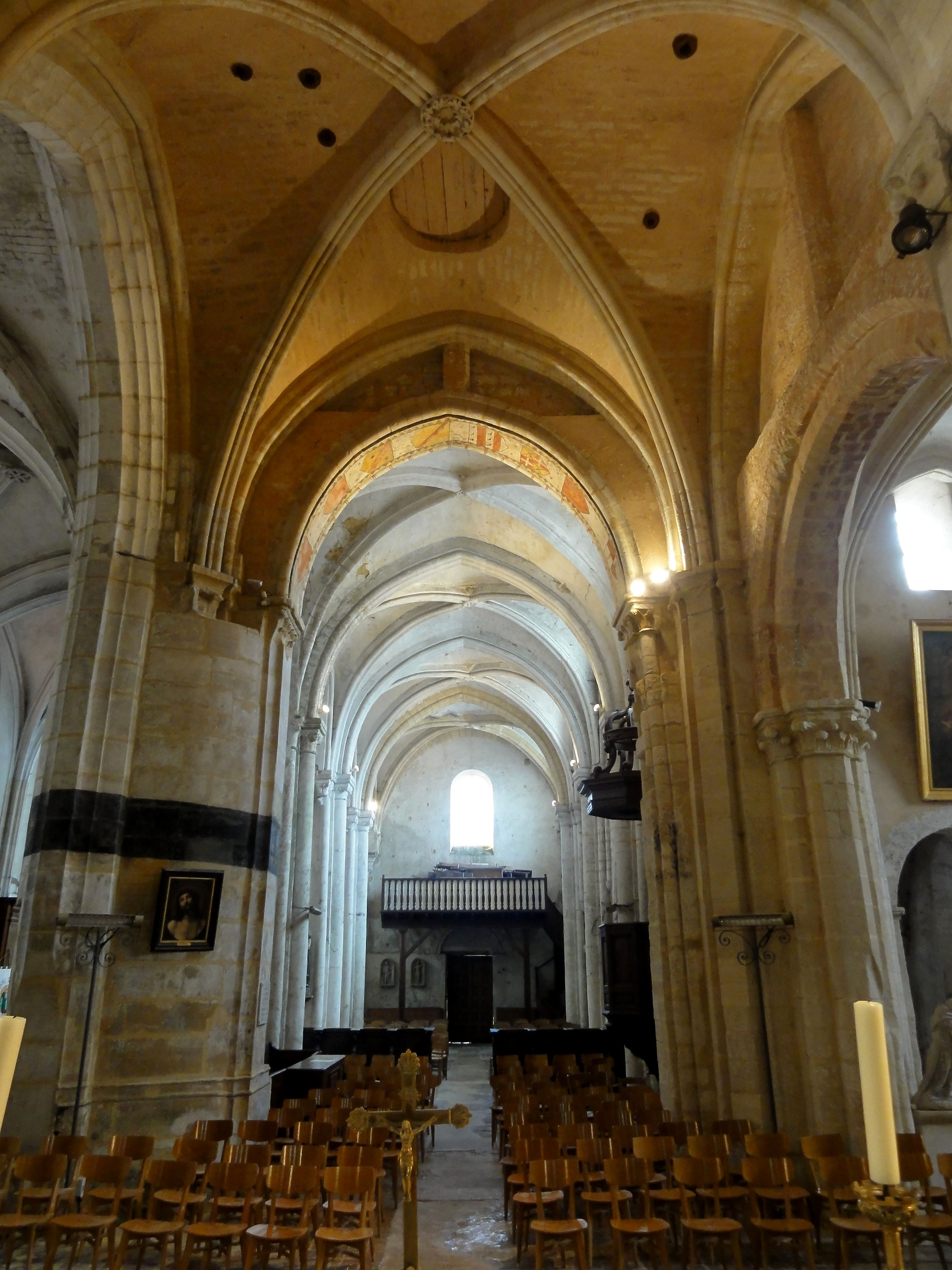
Croisée, vue vers l'ouest dans la nef.

Les noyaux des piles nord-ouest, nord-ouest et sud-est sont romans, mais à l'exception des supports de l'arc triomphal, qui s'adossent aux piles orientales, toute la substance romane disparaît sous une enveloppe de la période gothique. Quatre périodes sont à distinguer : le milieu du XIIe siècle du côté de la nef ; le début du XIIIe siècle à l'intérieur de la croisée, qui a été voûtée à ce moment ; une période un peu plus tardive du côté du croisillon nord ; et la fin du XVe siècle du côté de l'ancien croisillon sud. Les auteurs ne se prononcent pas sur l'âge des massifs de maçonnerie qui dissimulent les faisceaux de colonnettes de la pile sud-ouest, du côté nord-est vers la croisée, et du côté nord-ouest vers la nef : soit ils appartiennent à la campagne de construction du collatéral et du nouveau croisillon sud, soit ils s'expliquent par une consolidation postérieure du clocher, qui n'a pas laissé de traces dans les archives. Il a déjà été dit que le doubleau oriental se situe au-dessus de l'arc triomphal, et un pan de mur est donc visible entre ces deux arcades. En face du côté de l'arcade vers la nef, un phénomène analogue peut être observé, mais cette-fois ci par rapport à la large arcade de style gothique primitif lancée entre les piles occidentales de la croisée. Le pan de mur au-dessus de cette arcade est allégé par un amincissement. Vu ces différences de niveau tant vers l'est que vers l'ouest, l'on peut s'interroger pourquoi le maître d'œuvre du début du XIIIe siècle ne choisit pas un niveau plus bas pour la voûte de la croisée afin d'éviter les ressauts inesthétiques. En effet, c'est seulement au sud que le niveau du doubleau de la voûte de la croisée coïncide parfaitement avec l'arcade vers la croisée voisine. Au nord, la situation est particulièrement complexe, car les supports du XIIIe siècle portent une arcade toujours romane à deux rangs de claveaux, et nettement plus basse que l'arc triomphal. Le niveau des chapiteaux de cette arcade est celui du chapiteau roman découvert au sud de la pile nord-ouest de la croisée. L'on constate ainsi que les croisillons étaient plus bas que le chœur et la croisée, ce qui relève de la tradition carolingienne du transept-bas encore courante à la fin du XIe siècle, mais aussi que la nef romane était également plus bas que la croisée. Ceci peut étonner, puisqu'elle était plus récente que le chœur. Sinon, le mur au-dessus de l'arcade septentrionale est également allégé. Il est à déplorer qu'Isabelle Legland-Lhomel ne tente pas une datation sérieuse de la voûte de la croisée et n'analyse que superficiellement cette partie de l'église.

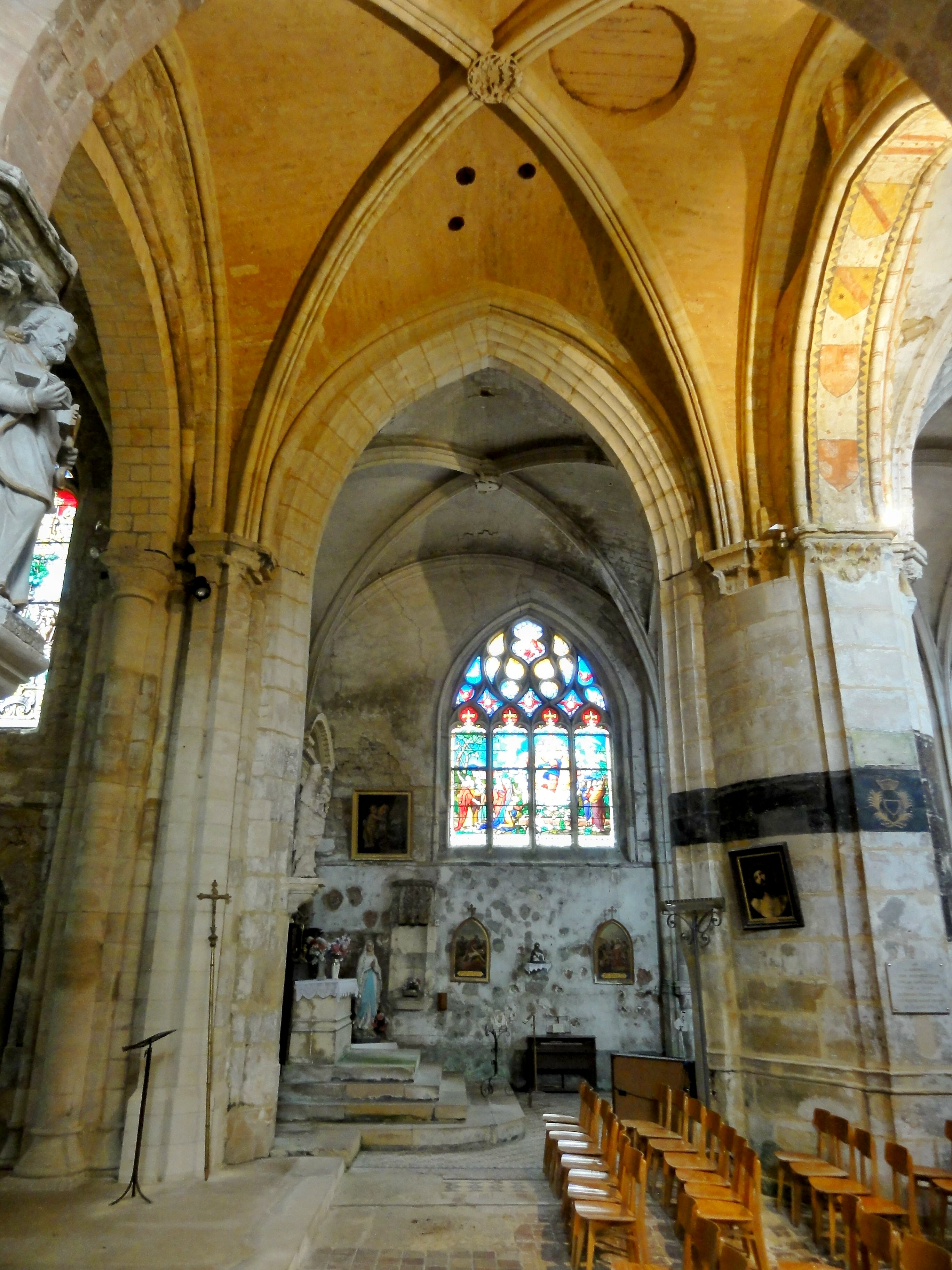
Croisée, vue vers le sud dans l'ancien croisillon.
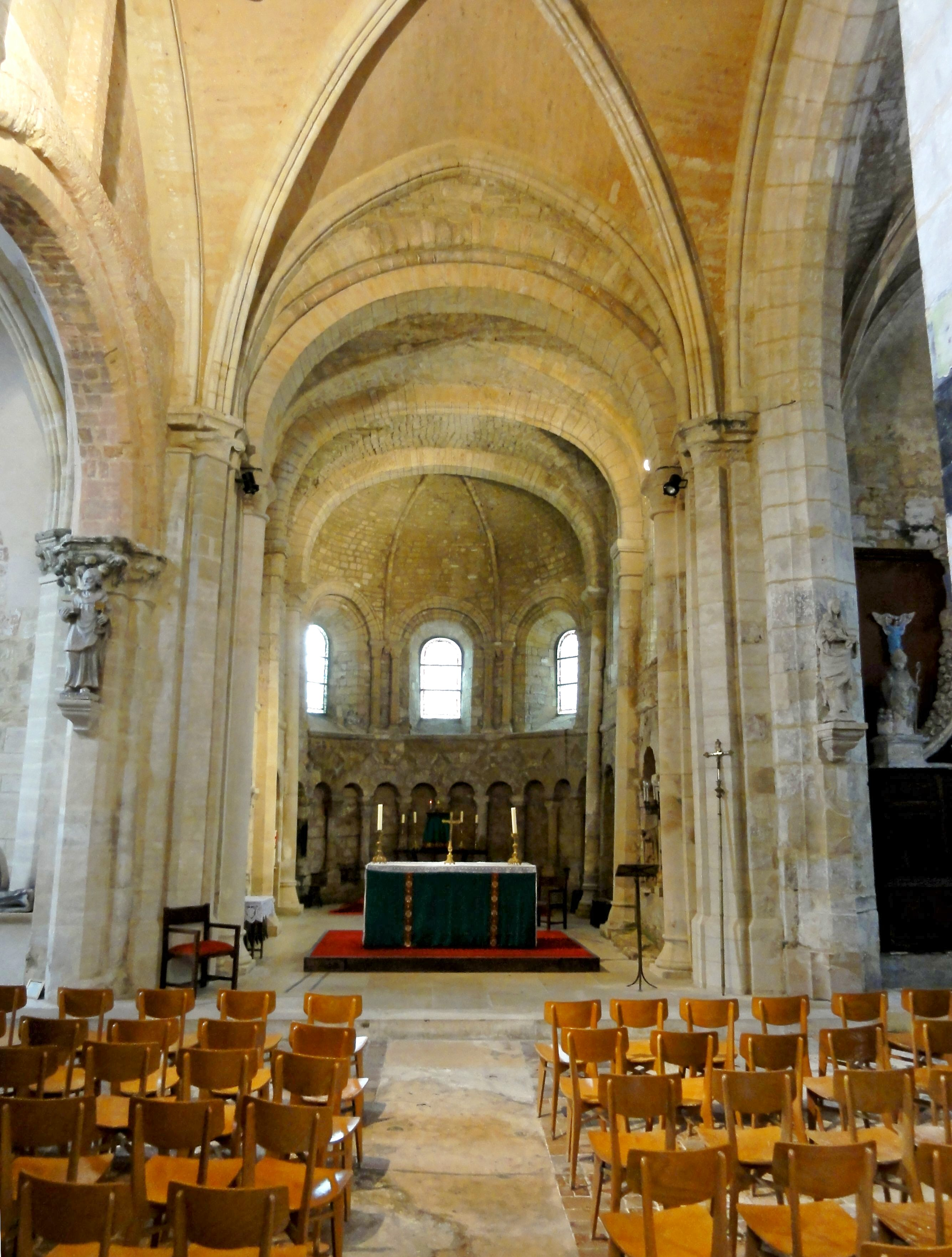
Croisée, vue vers l'est dans le chœur.
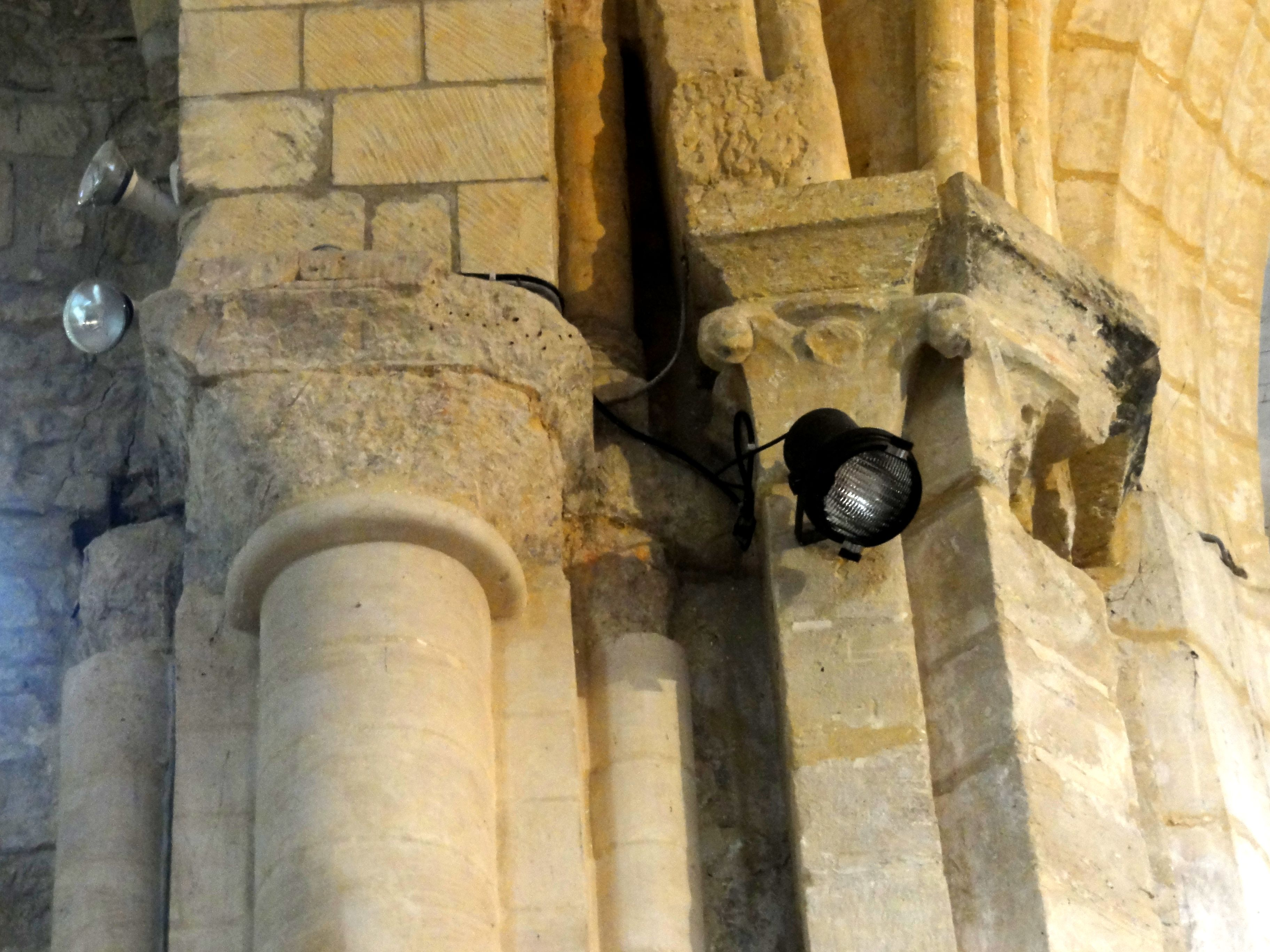
Chapiteaux au sud de l'arc triomphal.
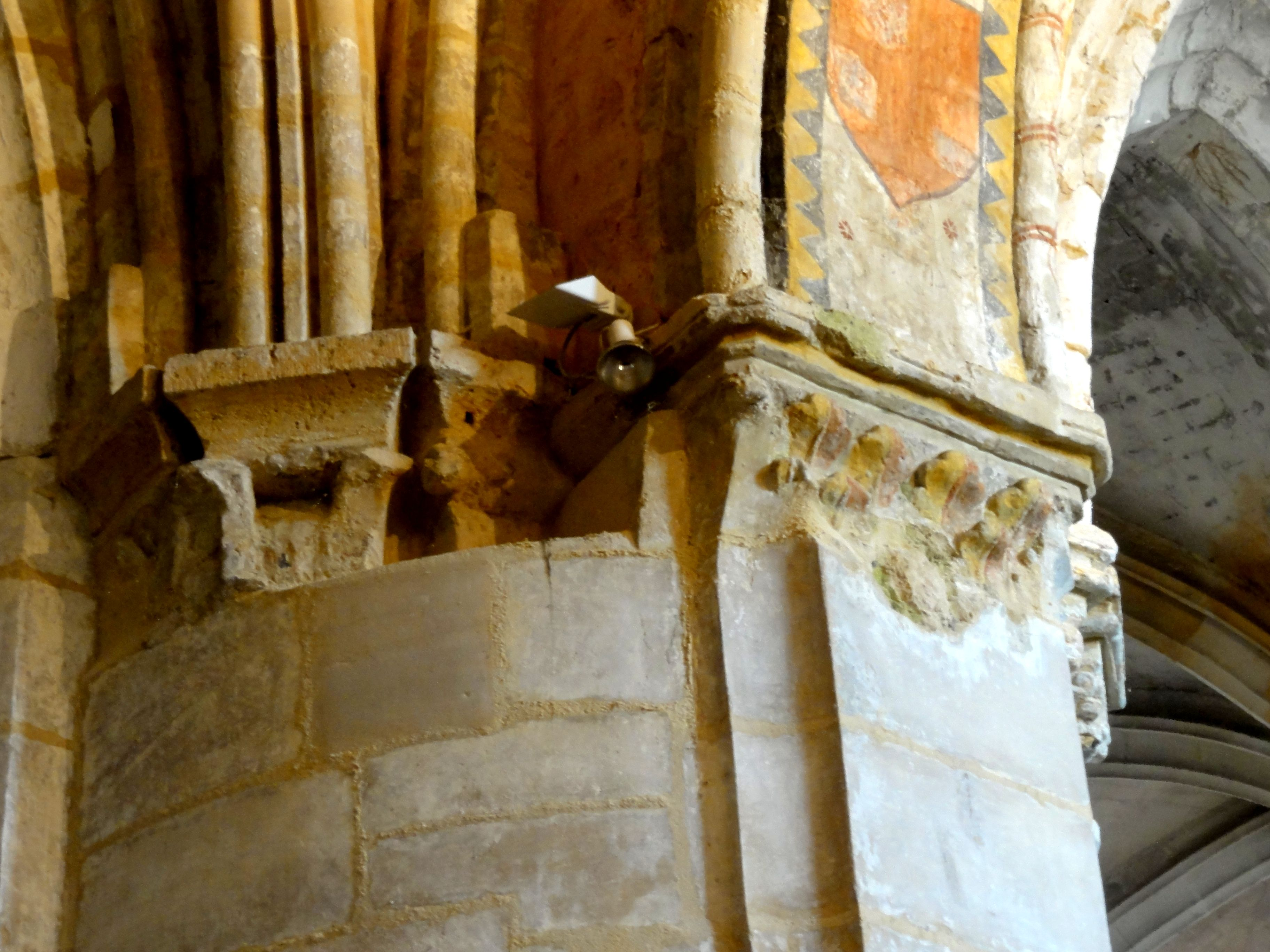
Chapiteaux au sud de l'arcade vers la nef.
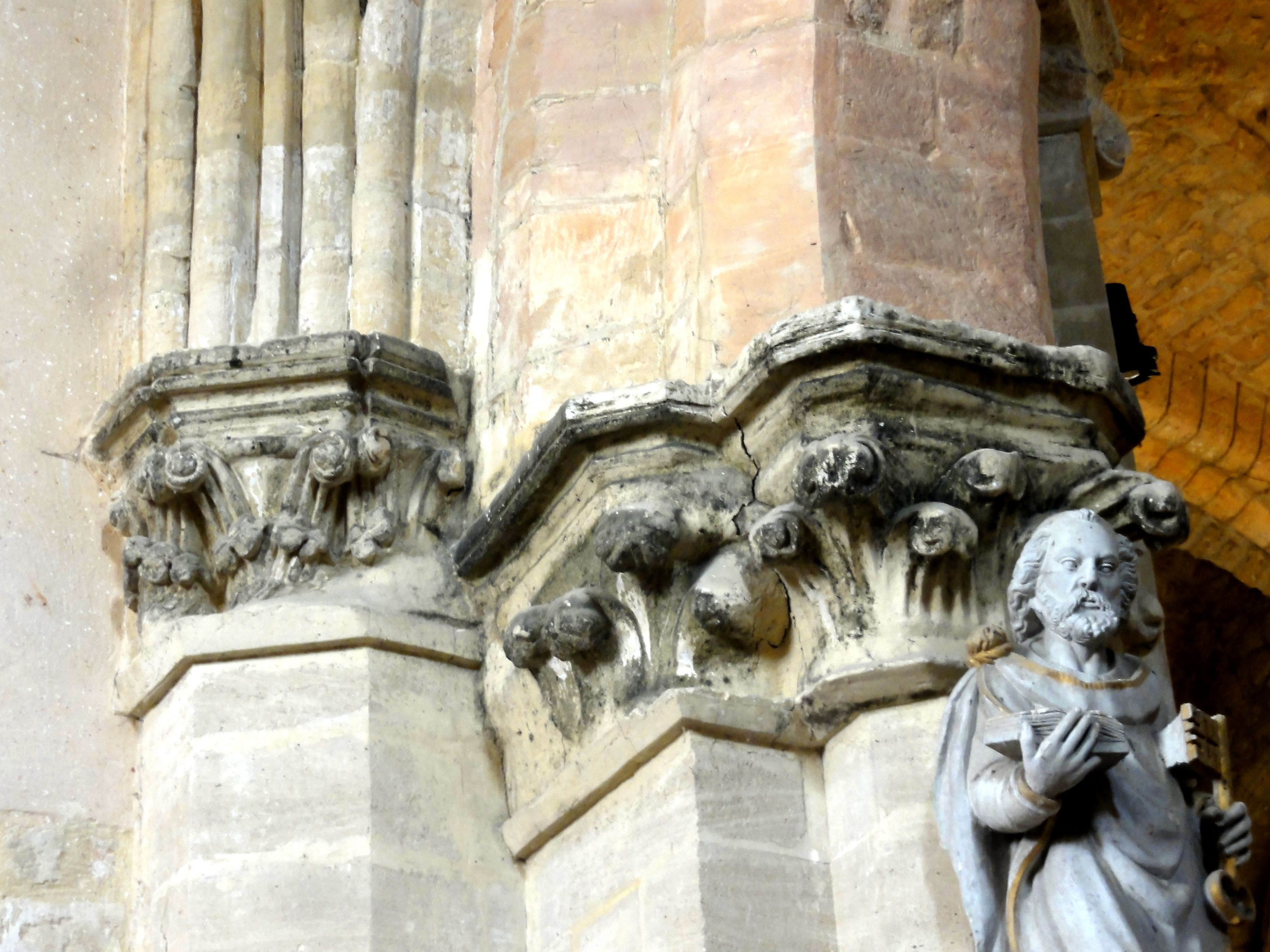
Chapiteaux à l'est de l'arcade nord, qui reste romane.
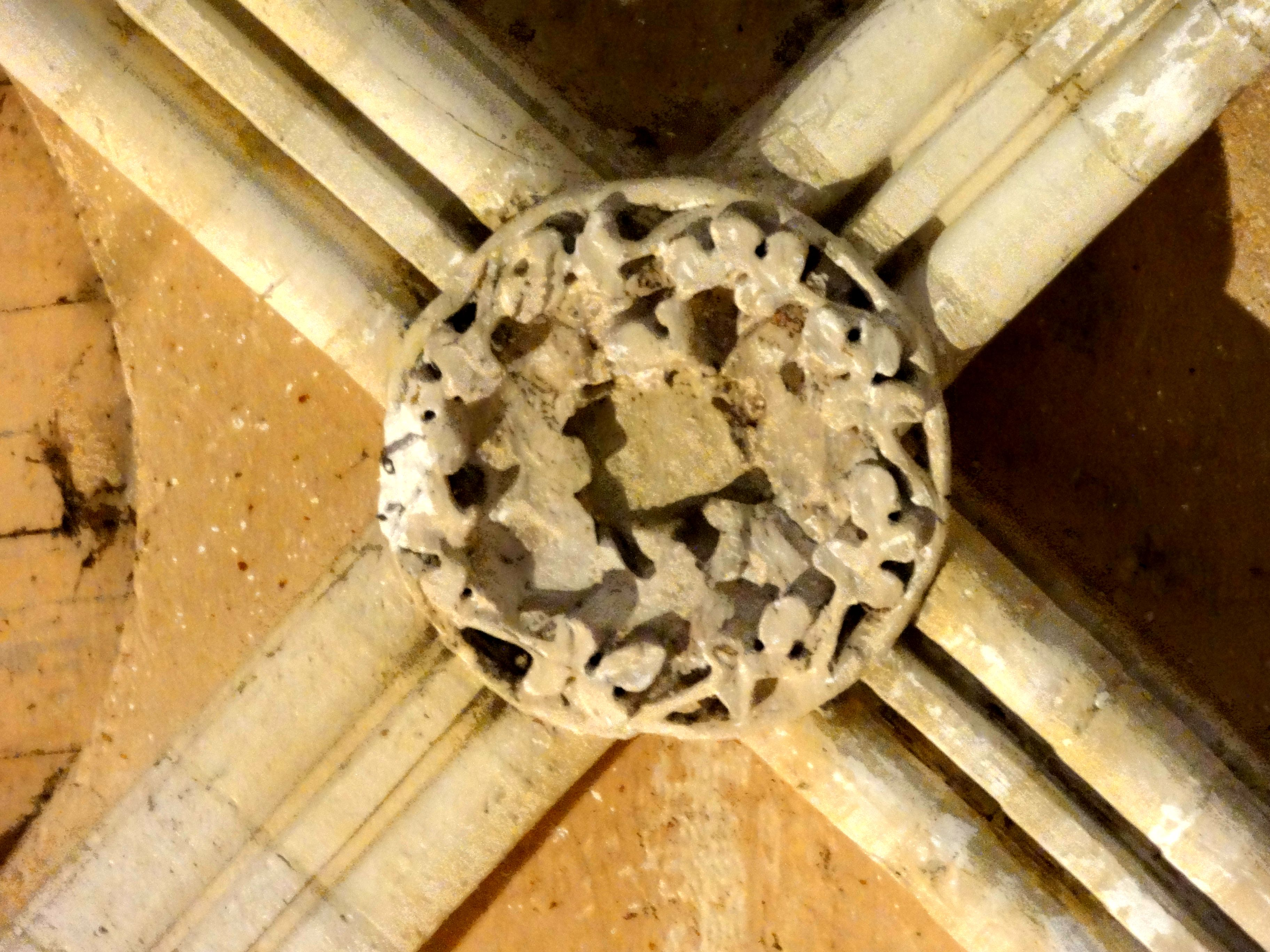
Croisée, clé de voûte.

#### Croisillon nord

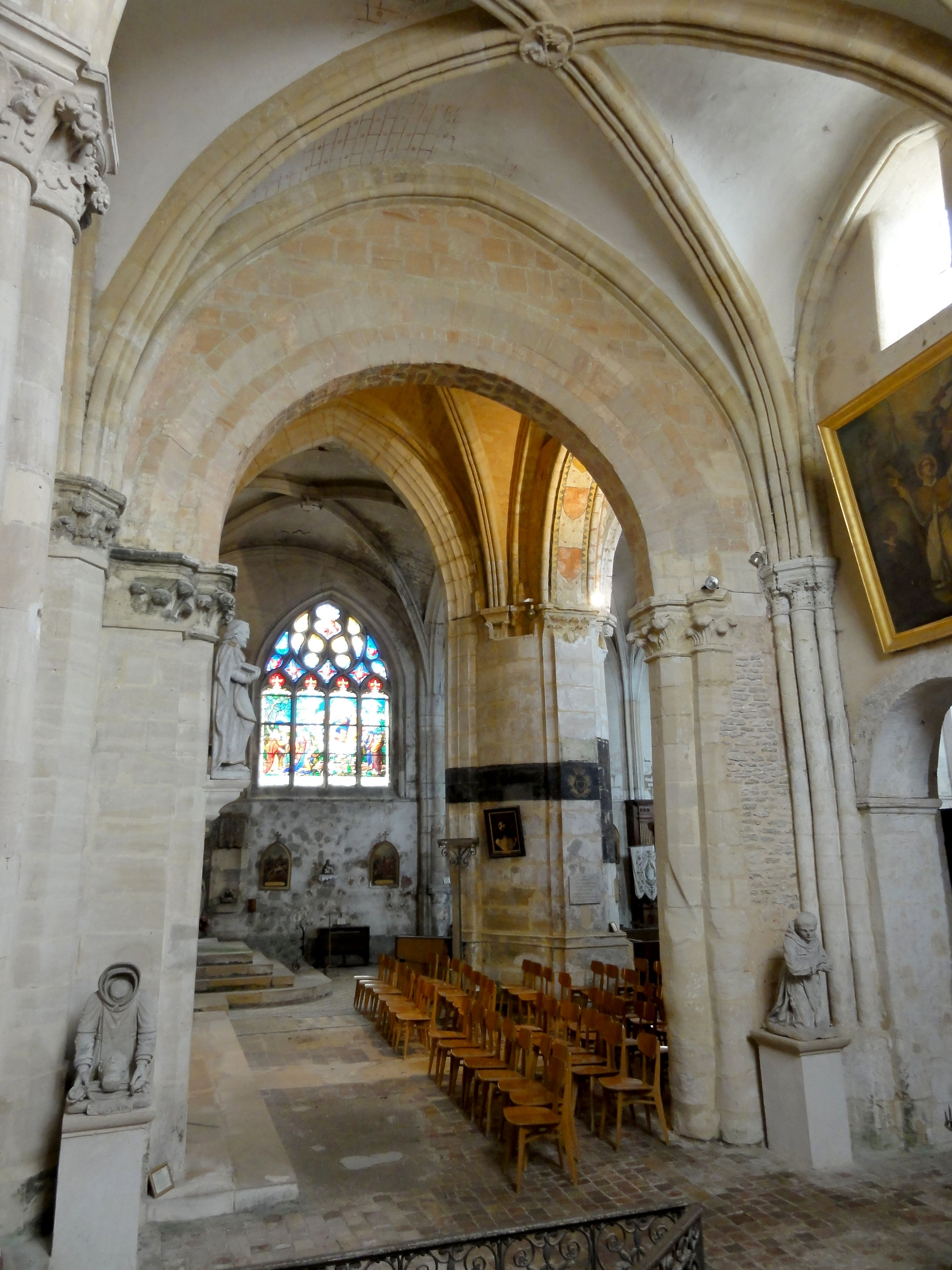
Croisillon nord, vue vers le sud.

À l'intérieur, le croisillon nord est plus haut que l'arcade romane vers la croisée ne le suggère. Le profil des ogives, à savoir deux tores encadrant un bandeau, est le même que dans la croisée. La courbe des ogives est quelque peu irrégulière. Une évolution peut être constatée en ce qui concerne les supports, qui se rapprochent ici du style gothique rayonnant, se substituant aux étranges fûts carrés chanfreinés employés dans la croisée et pour le premier doubleau intermédiaire du chœur notamment. Entre les deux travées du croisillon et dans les angles nord-est, nord-ouest et sud-ouest, l'on trouve donc des faisceaux de fines colonnettes qui portent des chapiteaux à la sculpture assez variée, abandonnant les crochets stylisés et très simplifiés de la croisée. Si la décoration fait preuve de davantage d'imagination, l'exécution n'est pas toujours très adroite. Une particularité est à noter : les formerets disposent de supports dédiés, mais ils sont logés, à l'est et à l'ouest, derrière les colonnettes supportant les ogives. De cette façon, l'on n'aperçoit que trois colonnettes en regardant de face.
Dans la seconde travée, plusieurs statues de saint Clair et de saint Cyrin ont trouvé leur place : c'est la chapelle qui leur est dédiée, comme le souligne le monogramme SC qui tapisse les murs. Ce n'est pas qu'une simple chapelle, mais avant et surtout le lieu de repos des deux saints. Saint Clair repose dans un grand cercueil vitré de la fin du XIXe siècle long de 128 cm, et son squelette est encore presque complet et parfaitement conservé. Une châsse en bois doré abrite les restes de son compagnon saint Cyrin, dont la mémoire risque de s'effacer. L'on est ici en face de deux prêtres du IXe siècle qui ont payé leurs convictions religieuses par leur vie, et qui ont fait l'objet de la vénération de nombreux pèlerins pendant près de onze siècles. Aujourd'hui, ce ne sont guère plus que les habitants du village qui s'en souviennent lors d'une messe annuelle, le 16 juillet. — Dans la première travée, l'on remarque à l'est l'arcade vers l'absidiole nord depuis longtemps disparue. L'arcade elle-même avec ses peintures murales et ses chapiteaux aux têtes d'angle était cachée dans le mur pendant plusieurs siècles. En haut, l'on aperçoit les vestiges d'une fenêtre romane bouchée. À l'instar de celle en face toujours intacte, son arc se situe au-dessus du formeret de la voûte, qui a donc partiellement diminué la hauteur du croisillon. Dans le mur occidental, une étroite arcade plein cintre, dont seules les impostes sont moulurées, donne accès dans le bas-côté nord.

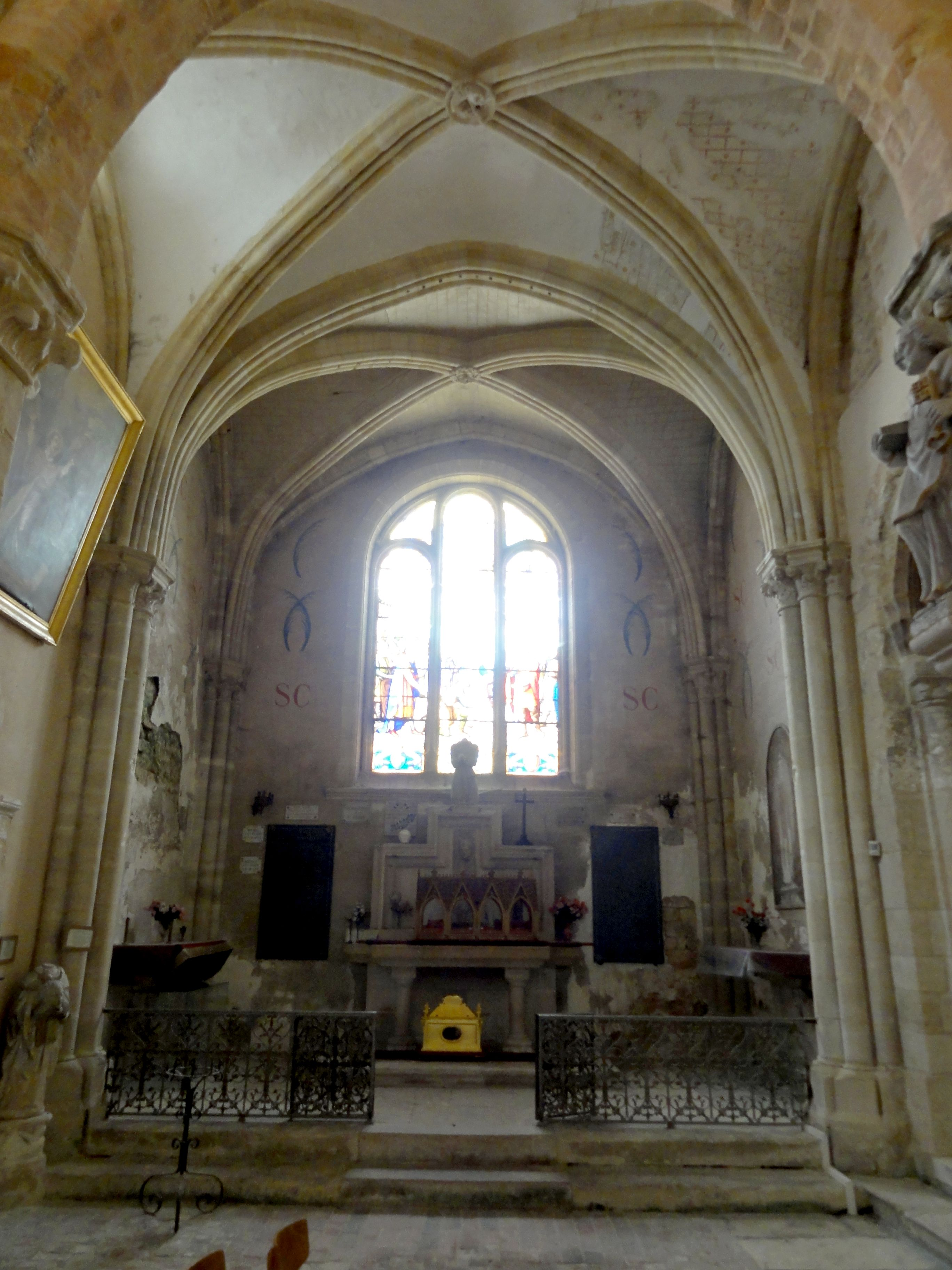
Vue vers le nord.
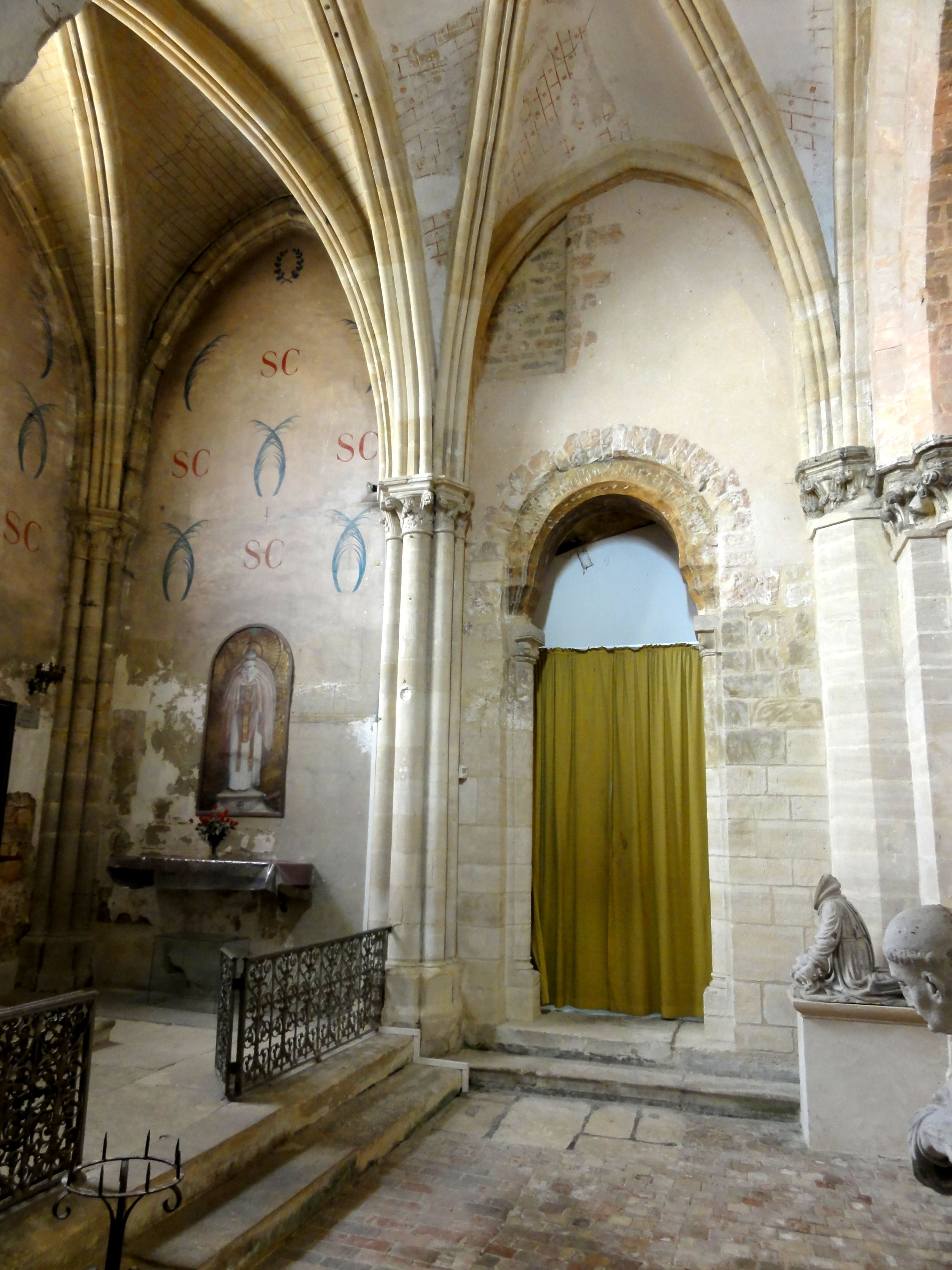
Côté est.
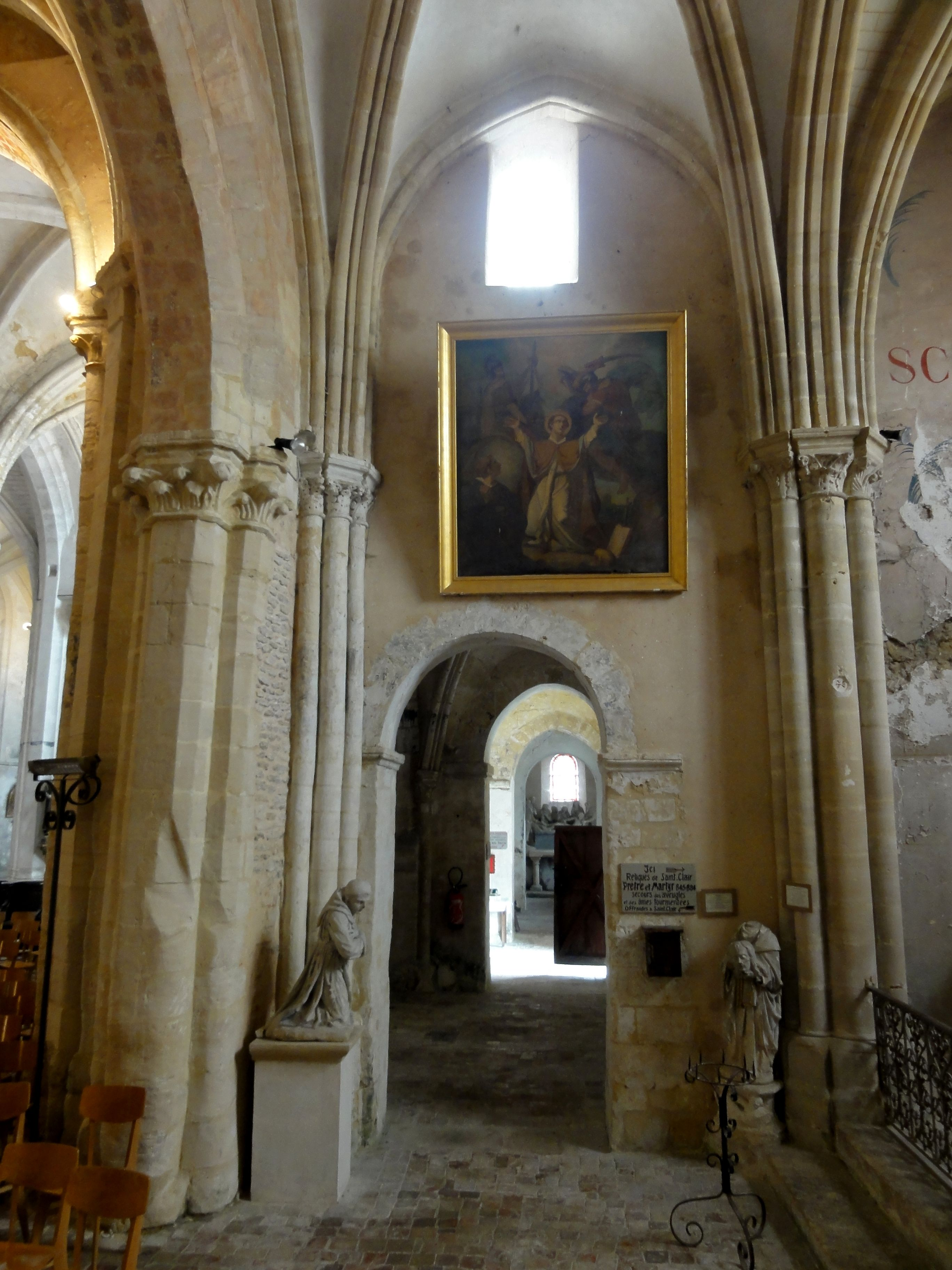
1re travée, côté ouest.
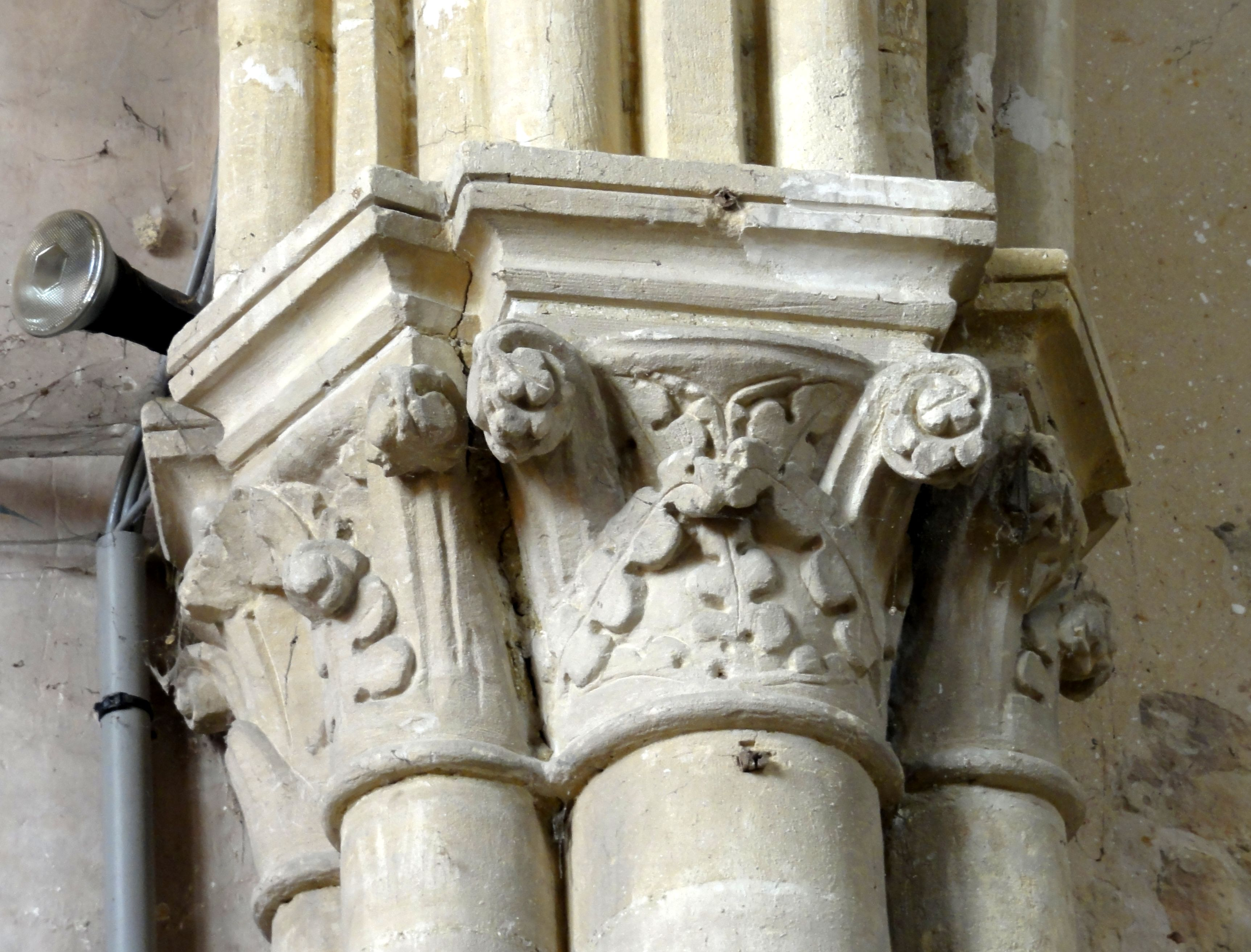
Chapiteaux côté est.
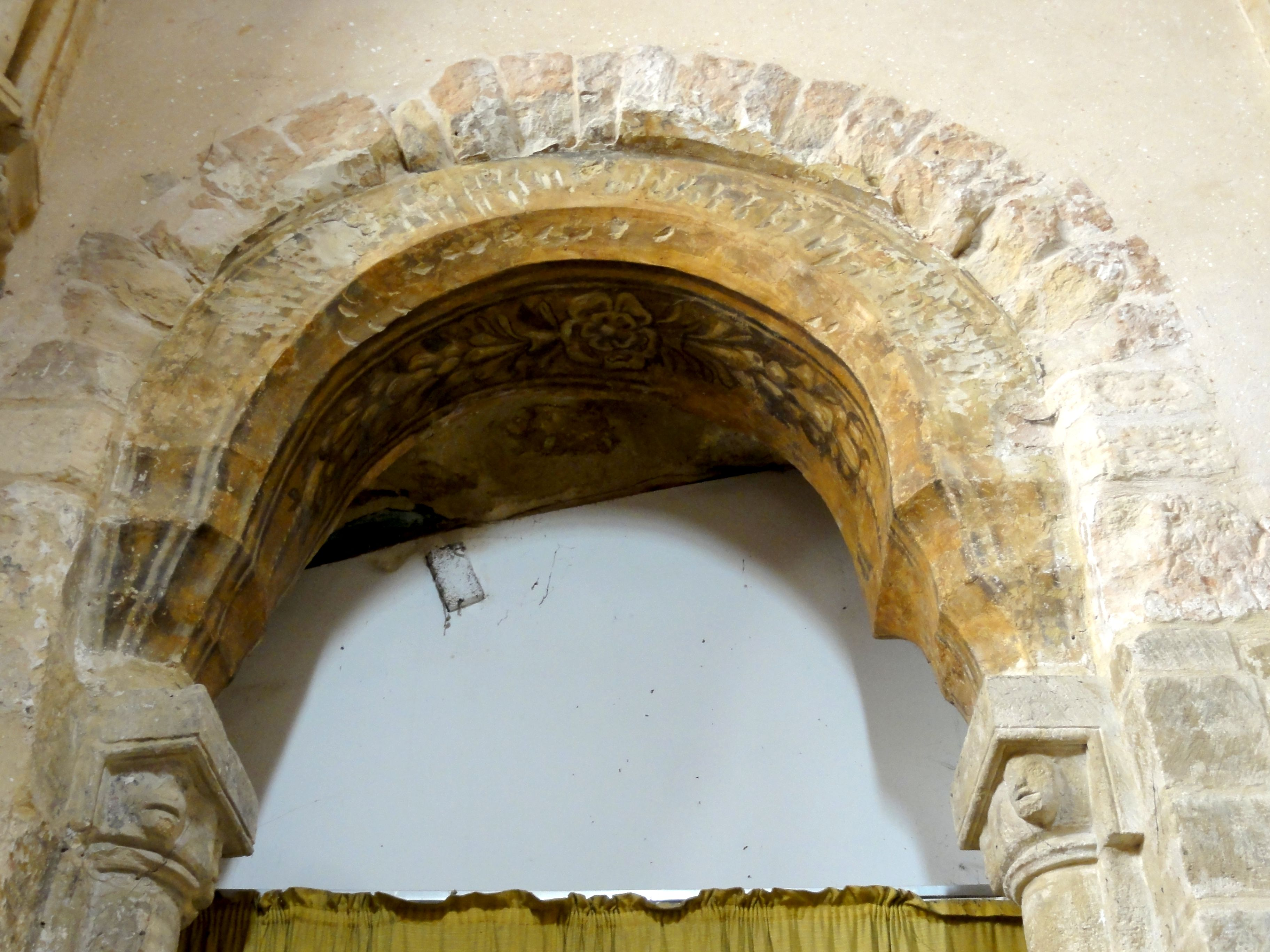
Arcade de l'absidiole.
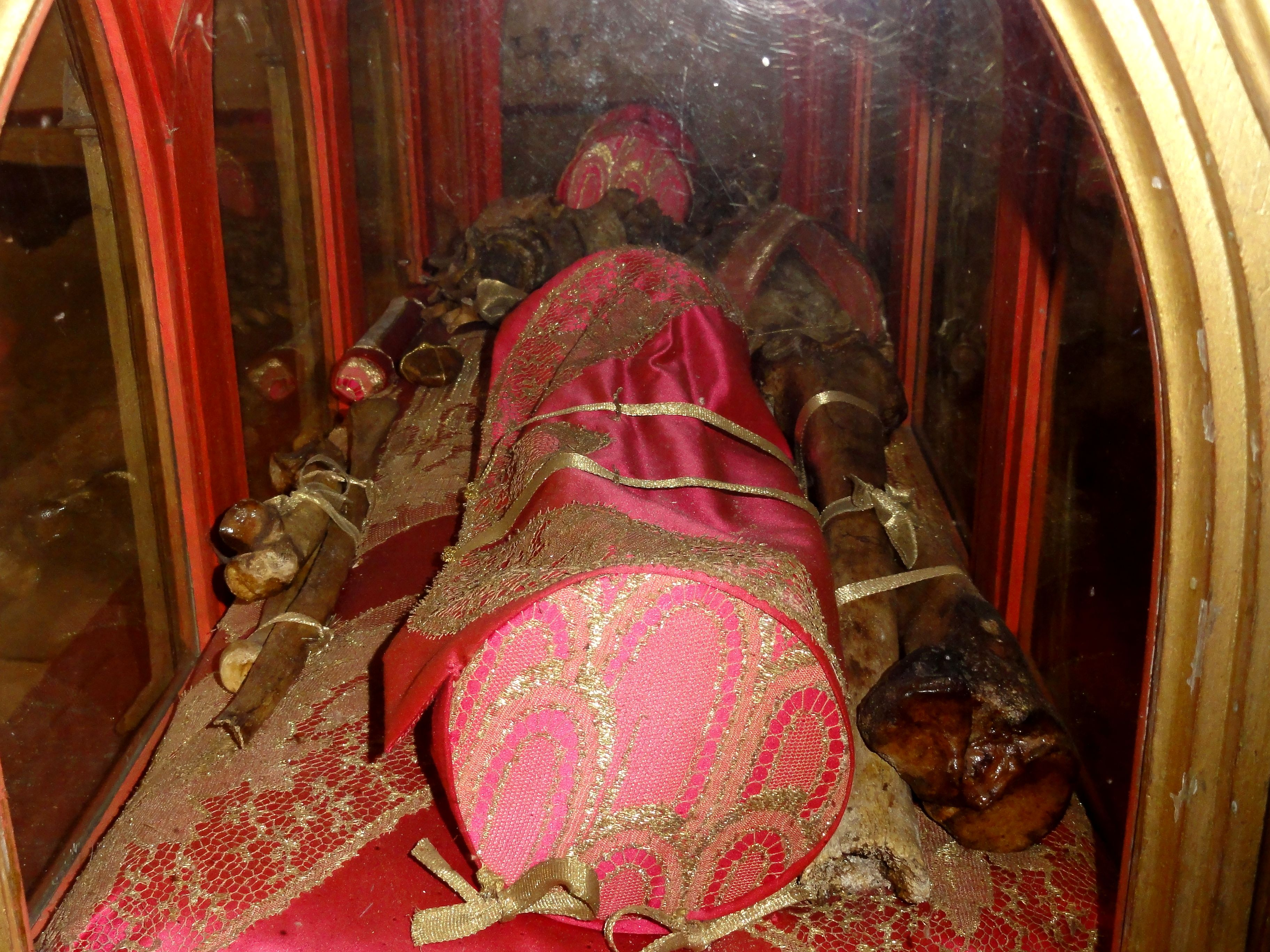
Dépouille de saint Clair.

#### Bas-côté nord

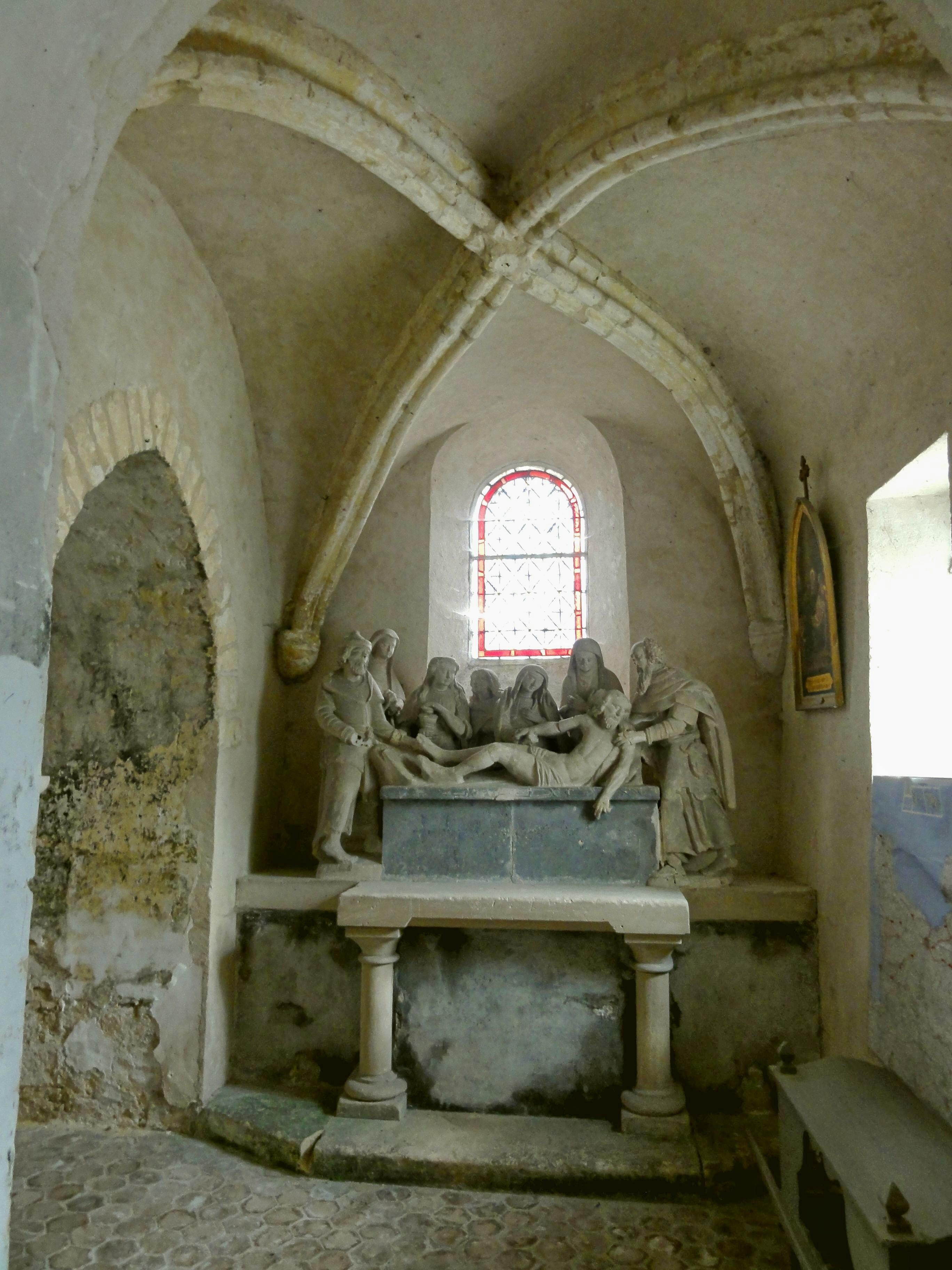
1ère travée, côté ouest.

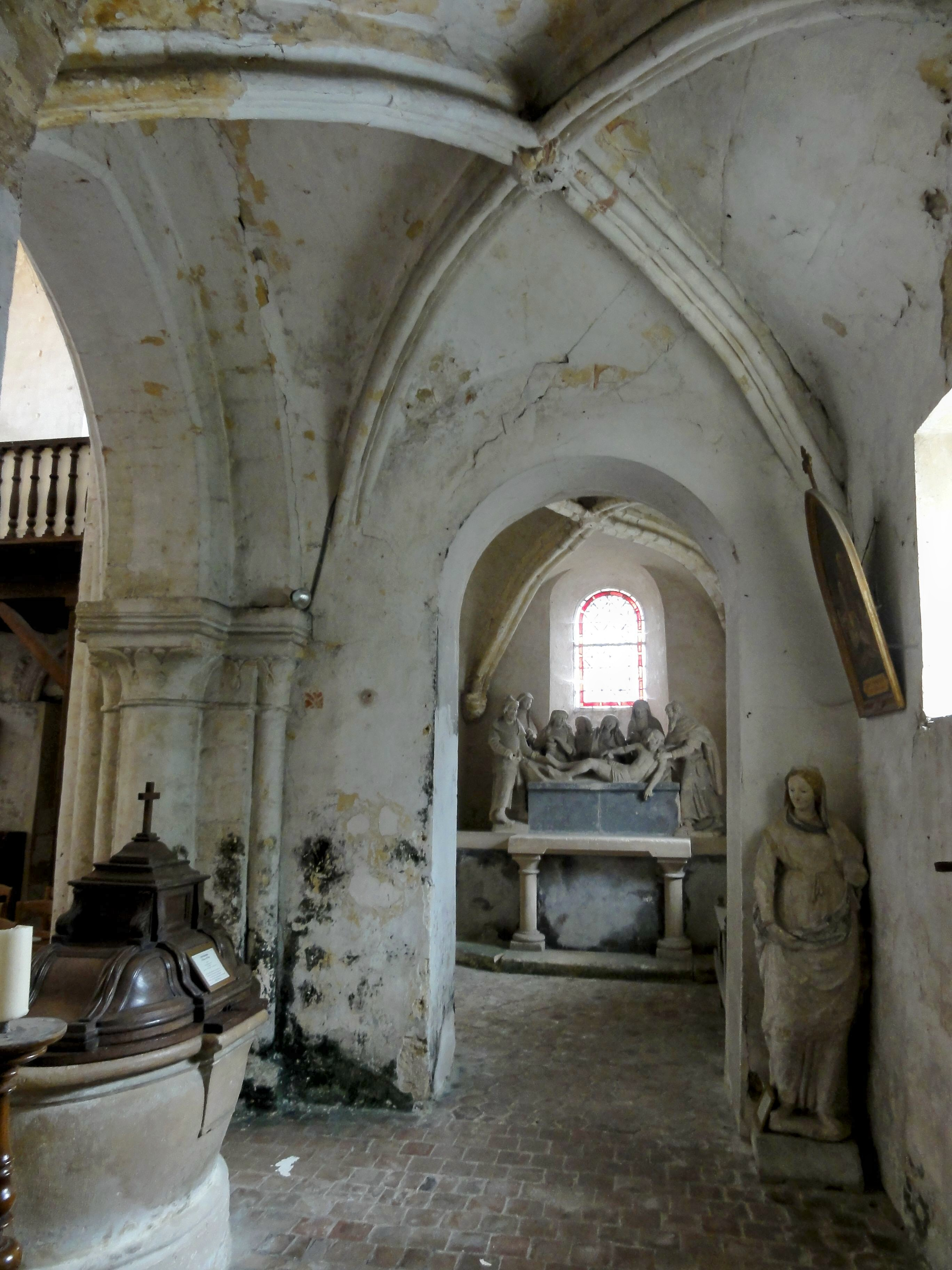
2e travée, côté est.

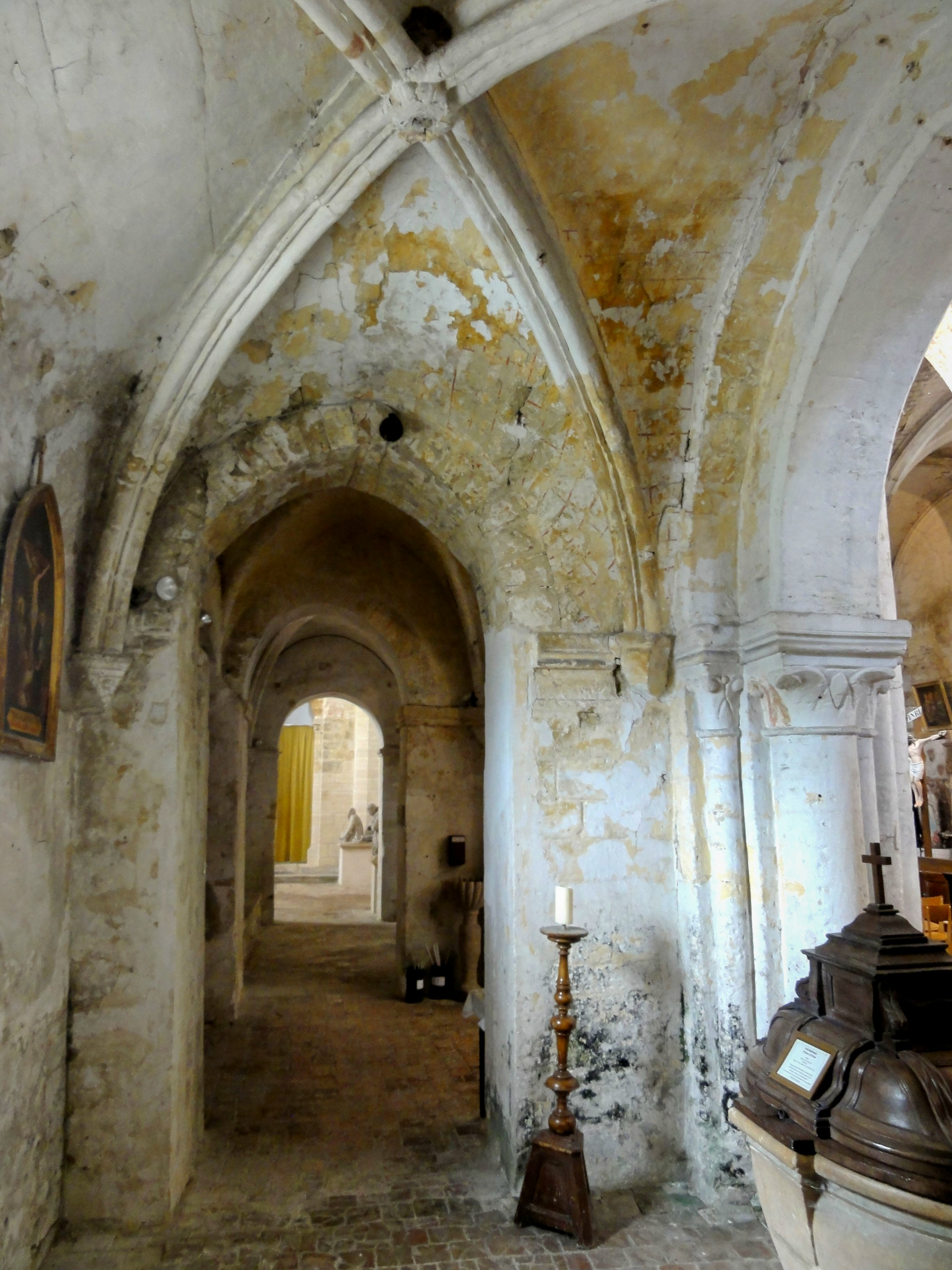
2e travée, côté ouest.

Les habitants de Saint-Clair-sur-Epte ont tendance à croire que des parties de l'église remontent au temps du martyre de saint Clair, et c'est plus particulièrement le bas-côté nord que l'on soupçonne être d'une telle antiquité. Les fouilles de l'hiver 1958/59 ont suffi pour démontrer que l'église du temps de saint Clair n'était pas encore la même qu'aujourd'hui, et le petit chœur carolingien ne concorde pas avec le plan de la nef et du bas-côté actuels. Pourtant, G. van Laethem, qui a lui-même pris connaissance des fouilles qu'il relate dans son ouvrage, est toujours persuadé en 1977 que le bas-côté nord aurait appartenu à l'église primitive. C'est peut-être en se laissant influencer par cette croyance populaire qu'Isabelle Legland-Lhomel développe la conviction que le bas-côté est de quelques années seulement postérieur au chœur, et surtout contemporain de la nef (qui date d'autour 1200). Elle dit que le bas-côté aurait fait l'objet de nombreux remaniements, qu'elle omet malheureusement de détailler, et elle ne tente même pas de dater tous les composants du bas-côté. Extérieurement, seule la petite baie occidentale reste romane. Intérieurement, ce sont les arcs diaphragme archaïques sans chapiteaux et dont seulement les impostes sont moulurées, ainsi que l'arcade vers le croisillon nord, qui revêtent d'un caractère incontestablement roman. Ils sont par ailleurs de forme et de dimensions légèrement différentes. Déjà à l'époque où l'on édifia le chœur de Saint-Clair, les arcs diaphragmes du bas-côté nord de Morienval sont réguliers et prennent appui sur des chapiteaux. Mais il ne faut pas oublier l'aspect des contraintes économiques.
Isabelle Legland-Lhomel relève aussi la première grande arcade, qui n'est pas décorée, ainsi que l'épaisseur du mur entre la nef et le bas-côté, qui atteint 1,25 m. Elle explique cette épaisseur par la nécessité de contrebuter la poussée des voûtes, qui est particulièrement forte en raison de la forme surbaissée des ogives, qui contrairement à ce que leur nom indique ne sont pas ogivales. La première grande arcade est en tiers-point. Sa forme brute fait paraître improbable qu'elle ait été remaniée dans le contexte de la reconstruction gothique de la nef : pour quel motif l'on aurait remplacé une arcade en plein cintre par une arcade brisée pas plus évoluée, sachant aussi que la première fenêtre haute de la nef est toujours en plein cintre. La première grande arcade conserve donc sa forme initiale. Or, les premières grandes arcades brisées n'apparaissent que dans le second quart du XIIe siècle, sous forme appareillée à Villers-Saint-Paul vers 1130, ou sous une forme brute à Saint-Vaast-de-Longmont pendant les années 1120. Ces arcades ont été percées dans un mur préexistant, la nef ayant été initialement dépourvue de bas-côté. C'est justement à une arcade ménagée dans un mur existant préalablement que fait penser la première grande arcade de Saint-Clair. Les claveaux apparents sont petits et semblent plutôt avoir la vocation de servir de parement. La nef de Saint-Clair a donc été construite sans bas-côtés : le délai de construction très bref de quinze à vingt ans entre le début des travaux de l'abside et l'achèvement de la façade occidentale rend compréhensible ce compromis, et le temps pressait car l'église carolingienne a dû être démolie d'un seul coup au lieu d'être rebâtie par étapes. Isabelle Legland-Lhomel démontre aussi que la voûte de la première travée du bas-côté est la plus ancienne et pourrait remonter jusqu'en 1125. Au moins la première travée du bas-côté, qui a été voûté d'ouest en est, n'a donc pas été remaniée. Isabelle Legland-Lhomel n'a pas noté que le voûtement de cette première travée est antérieur à la reconstruction gothique de la nef. Ce constat est important pour expliquer pourquoi l'on a laissé en place la grande arcade brute, contrairement aux autres grandes arcades : l'on ne voulait pas y toucher en raison de la présence de la voûte, maladroitement construite et sans doute considérée comme fragile.
Les ogives de la première travée ne sont non seulement pas ogivales, mais ne suivent aucune courbe régulière. Elles ont dû se déformer avec le temps, mais n'ont jamais pu être régulières. Elles retombent sur des culots dont la sculpture s'est effacée, et il n'y a pas de formerets ni de clé de voûte décorée. Le profil, assez rare, est de deux tores sur un bandeau rectangulaire aux angles creusés en cavets, comme dans l'église Saint-Léger de Pernant. — Dans la seconde travée, l'on rencontre un profil assez répandu pendant la première période du voûtement d'ogives, et il apparaît pour la première fois dans la travée droite du chœur de Morienval, revoûtée avant 1130. Il s'agit d'une arête entre deux tores. Dans le Vexin, le même profil est encore utilisé vers le milieu du siècle à Chars et Lavilletertre. À l'ouest de la seconde travée, les ogives se fondent dans les angles des murs, sans culots, et à l'est, le culot de droite a nécessité l'interruption de l'imposte moulurée de l'arc diaphragme, alors que le culot de gauche a été placé au-dessous de l'imposte. — Dans la troisième travée, le profil des ogives est encore différent (ce qui a échappé à Isabelle Legland-Lhomel) ; c'est un tore sur un bandeau. Les culots côté sud sont ici bien conservés et sans doute plus soigneusement sculptés dès l'origine ; ils représentent des masques. Il est encore plus intéressant de constater que les culots possèdent des tailloirs qui sont identiques et au même niveau que ceux des chapiteaux des grandes arcades : ici, le voûtement intervient donc en même temps que la reconstruction gothique de la nef. Côté ouest, même l'imposte reprend la moulure des tailloirs. Puisqu'il s'agit de la travée servant de porche, un bénitier est ménagé dans la colonnette qui supporte le doubleau secondaire de la grande arcade, dans l'angle sud-ouest. Lors de la construction du portail actuel au XIVe siècle, les culots côté nord ont été noyés dans le mur. — La quatrième et dernière travée est encore différente. Le profil de la seconde travée réapparaît, mais le voûtement semble toutefois plus récent car du côté des grandes arcades, les ogives retombent pour la première fois sur les chapiteaux de fines colonnettes. Elles devraient s'accorder aux supports de la quatrième grande arcade, mais cette dernière a été remaniée à la fin du XVe siècle dans le cadre de la construction du collatéral sud. Il ne s'agit pas nécessairement d'une reprise en sous-œuvre, l'arcade ayant pu être retaillée sur place comme on le fit au sud de la nef. Cette arcade est plus large que les autres, car au début du voûtement, l'on a apparemment omis de définir quatre travées égales dans le bas-côté. Avec les voûtes de l'ancienne base du clocher de Beaumont-sur-Oise, et des bases de clocher de Cergy, Frouville, Courcelles-sur-Viosne et Nesles-la-Vallée, les voûtes d'ogives du bas-côté de Saint-Clair sont parmi les plus anciennes du département.

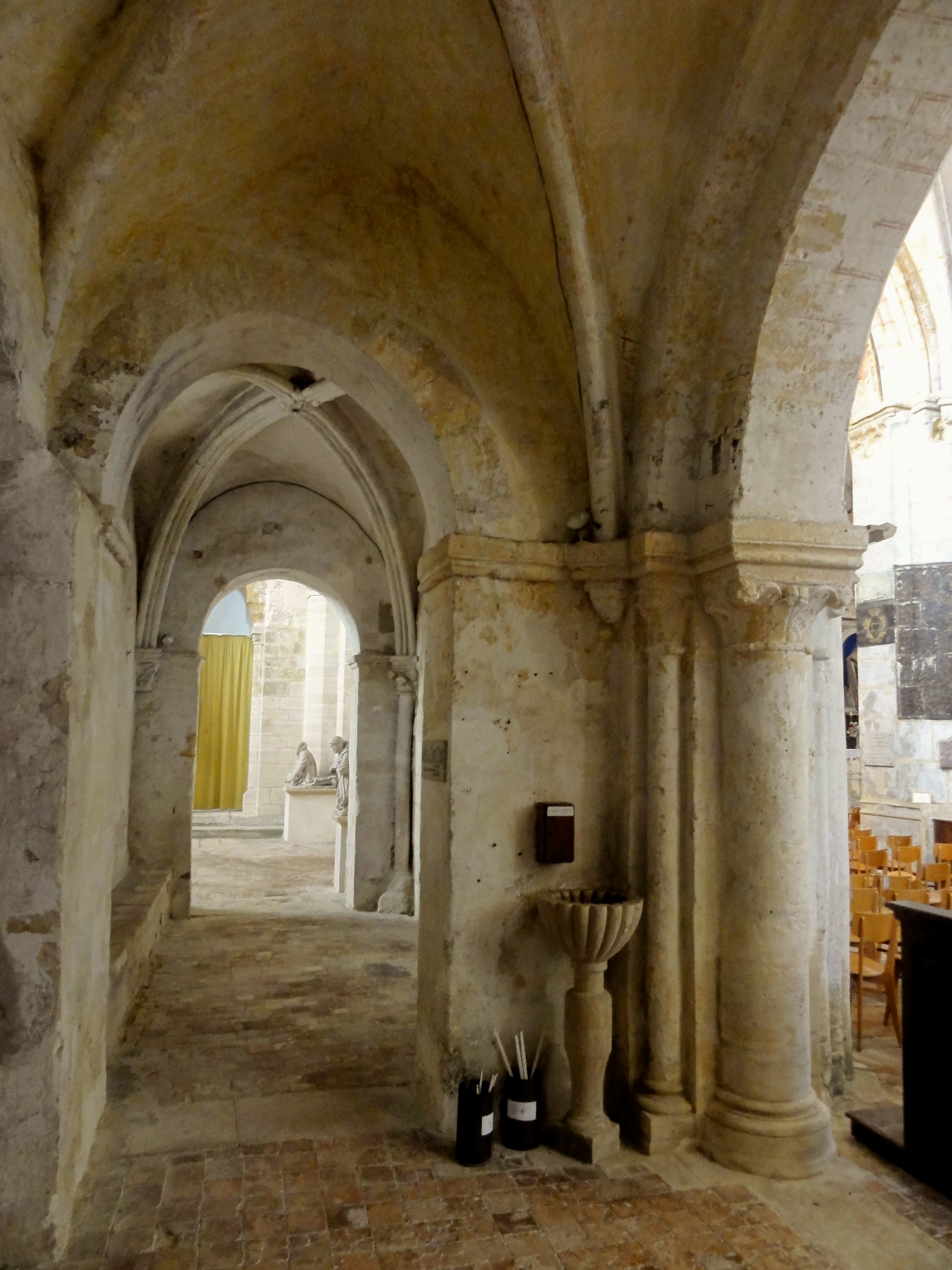
3e travée, côté est.
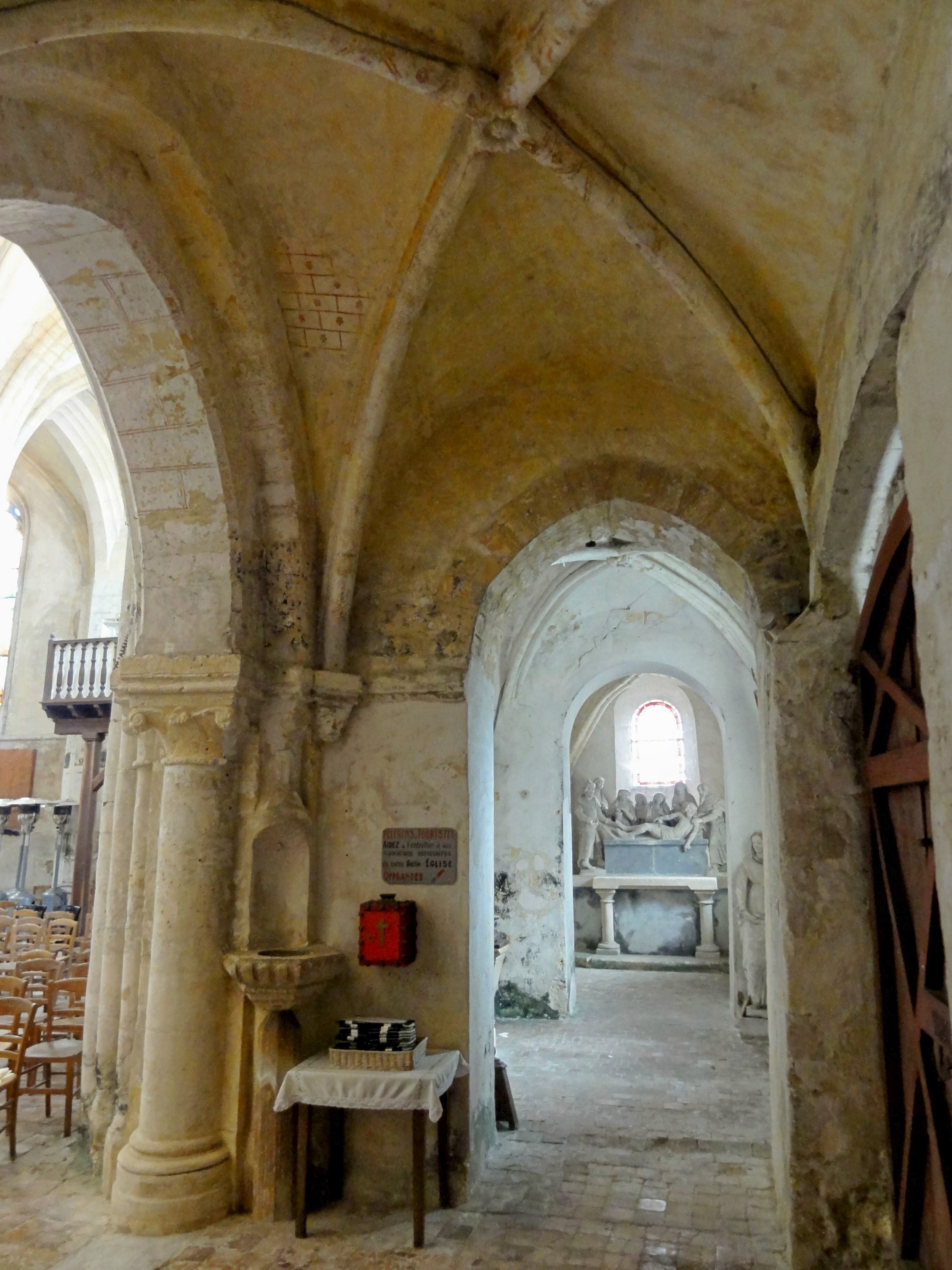
3e travée, côté ouest.
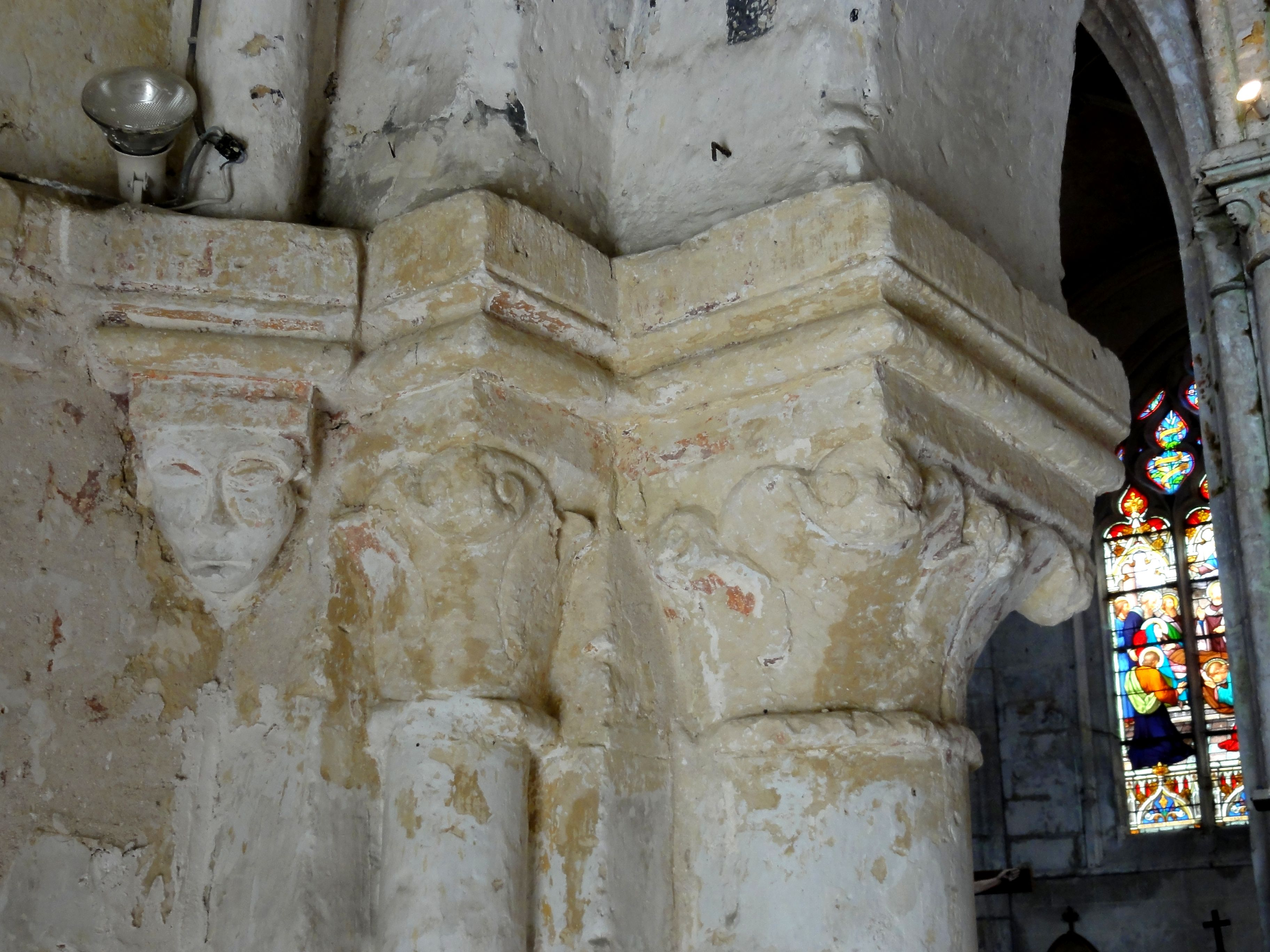
3e travée, culot et chapiteaux.
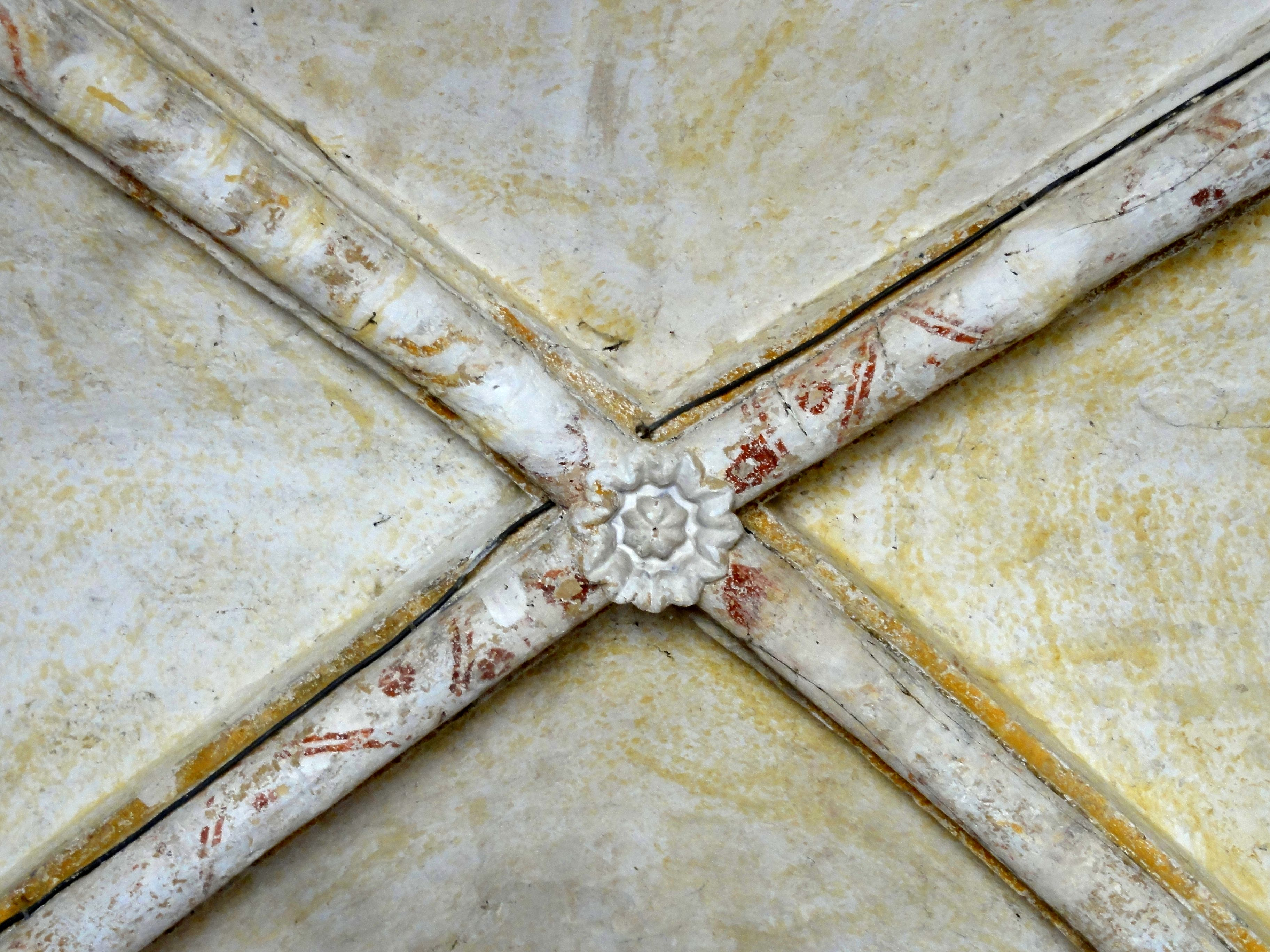
3e travée, clé de voûte.
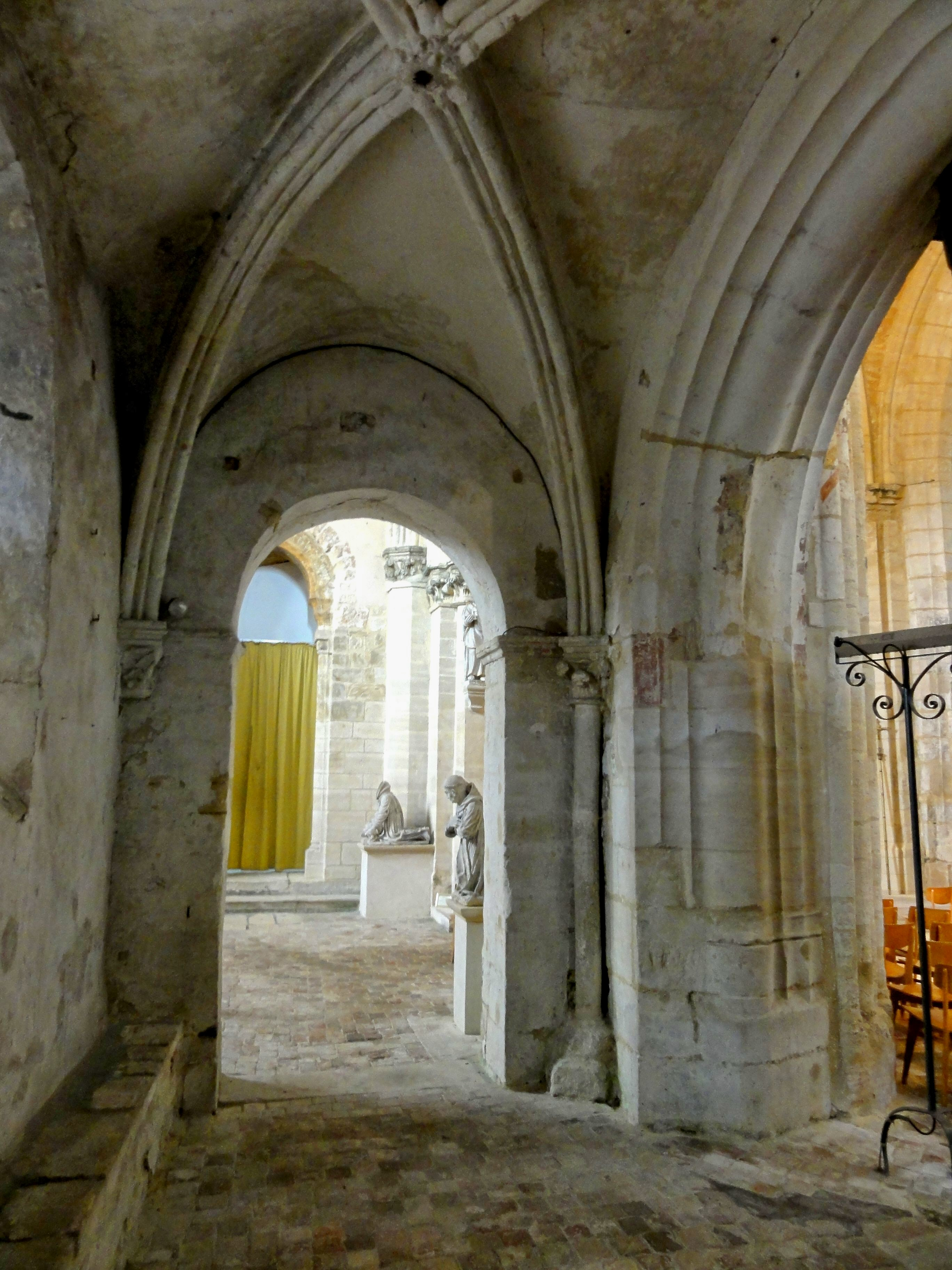
4e travée côté est.
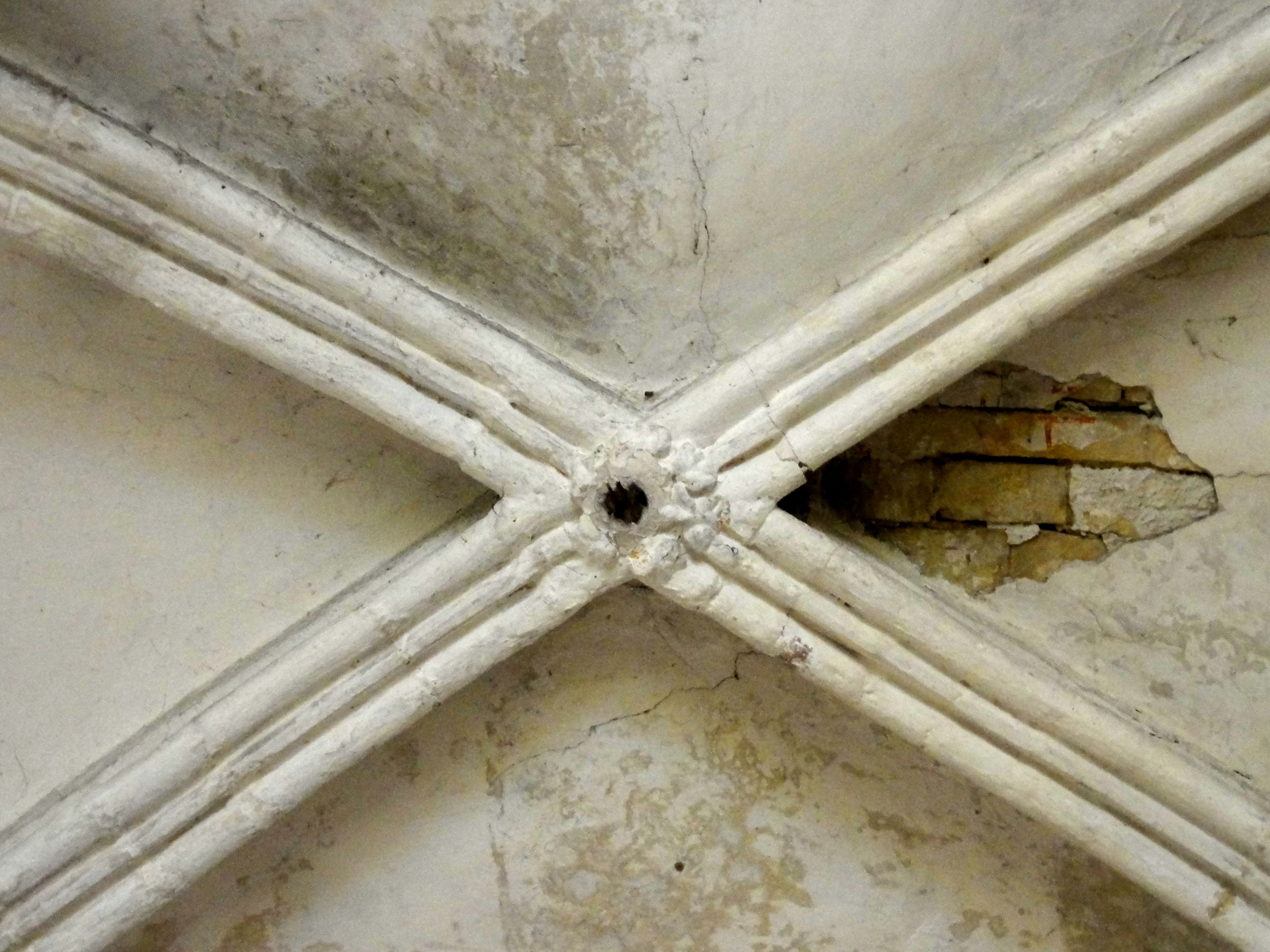
4e travée, clé de voûté.

#### Nef

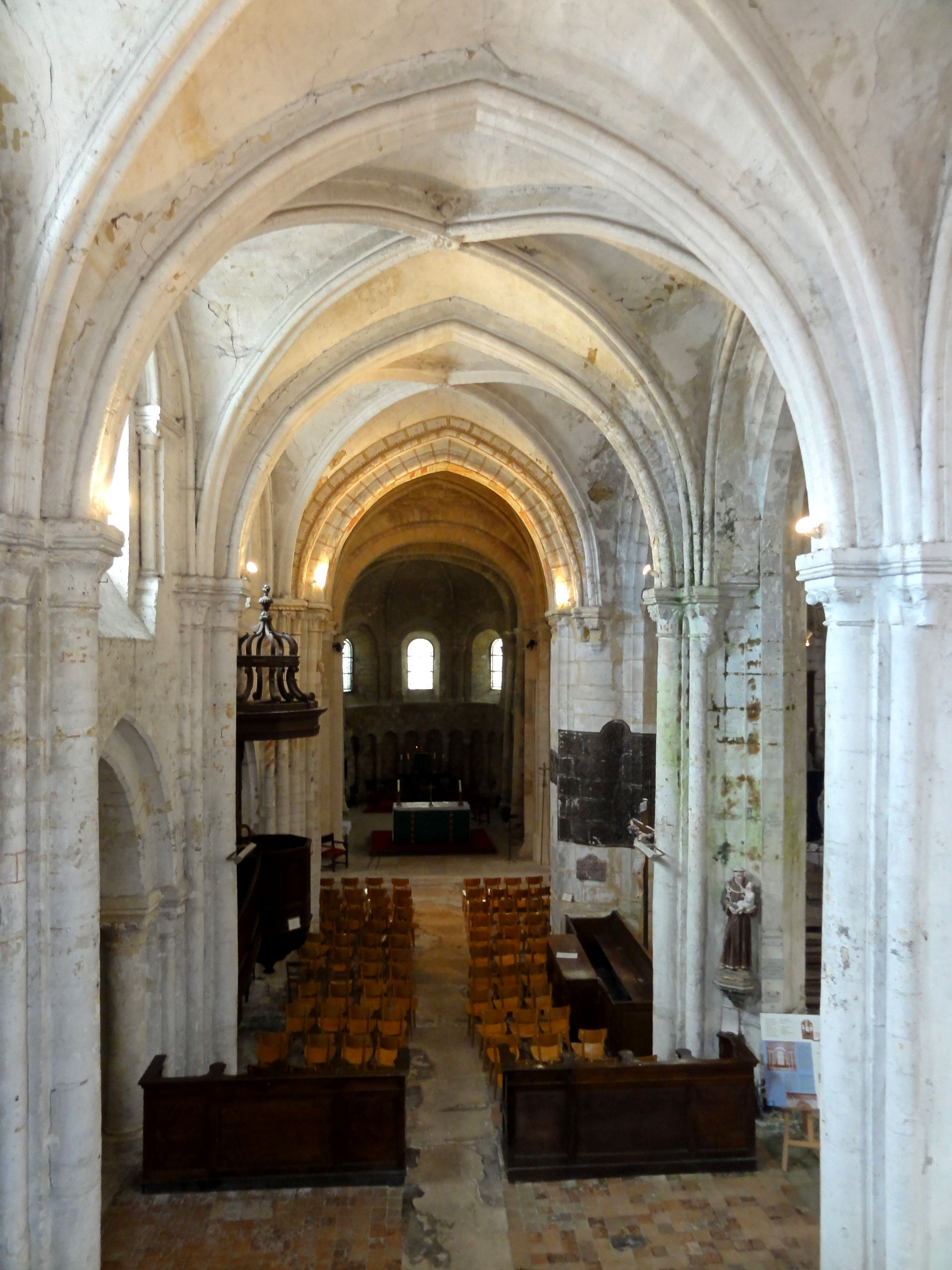
Nef, vue vers l'est.

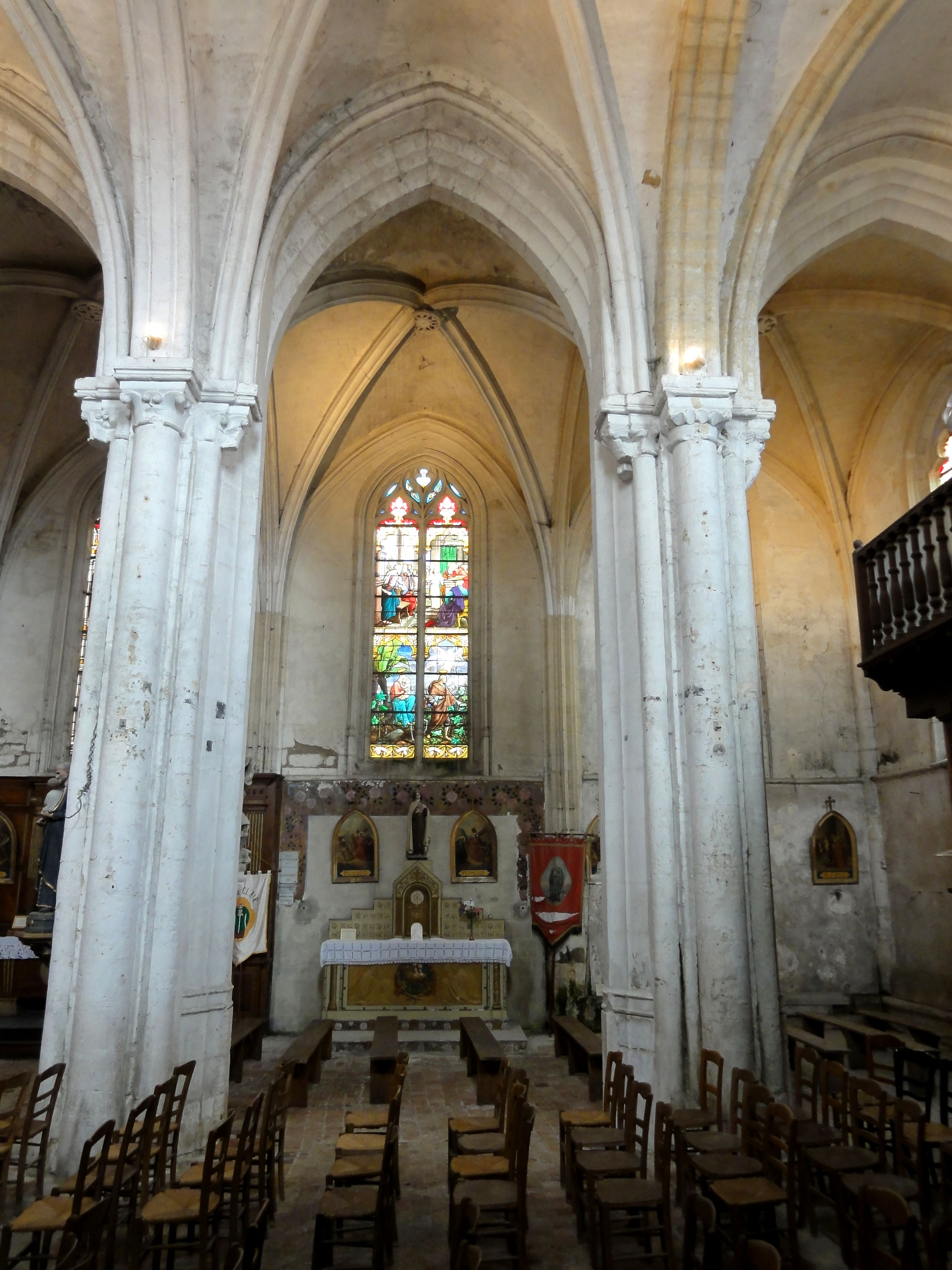
2e grande arcade du sud.

La nef est de dimensions modestes comparée au transept et au chœur, qui sont relativement spacieux afin de répondre aux besoins des religieux du prieuré. La longueur est de 17 m pour une largeur de 7 m et une hauteur sous voûtes de 10 m. La largeur est tout de même plus importante que celles des premières nefs du Vexin français conçues pour être voûtées d'ogives (Chars, Lavilletertre, Santeuil...) ce qui découle sans doute de la nef romane non voûtée, dont les murs ont été conservés. La hauteur est tout à fait dans la moyenne des églises rurales de l'époque. Comme la description des grandes arcades l'a démontré, les travées ne sont pas de profondeur égale. Elles suivent le rythme de la subdivision du bas-côté par les arcs diaphragmes, qui ont existé avant la transformation gothique de la nef. Cette transformation consiste concrètement en une reconstruction partielle de la partie haute des murs gouttereaux, comme le montre l'élévation septentrionale mais aussi la corniche du côté opposé conservé dans les combles du collatéral, et en un voûtement d'ogives à peu près parallèle au voûtement de la troisième et sans doute de la quatrième travée du bas-côté nord. Or, le profil des ogives est encore différent, à savoir de deux tores. Isabelle Legland-Lhomel n'a pas examiné ce profil et base toute sa datation de la nef sur la corniche. Le mur occidental est entièrement conservé, mais l'arc doubleau vers la croisée est remplacé, contrairement à ce qui se fit quelques années plus tard lors dee la reconstruction du croisillon nord. La première grande arcade a déjà été évoquée. La seconde et la troisième grande arcade sont identiques. À deux rangs de claveaux et en tiers-point, elles retombent sur les chapiteaux de crochets d'une colonne et de deux colonnettes, ces dernières correspondant au rang de claveaux supérieur. La quatrième grande arcade a dû ressembler aux deux précédentes, sinon l'on n'aurait pas fait retomber les ogives du bas-côté sur deux colonnettes. Mais l'arcade a été retaillée afin d'adopter le même profil prismatique que l'on a donné aux arcades du sud. Comme dans la collégiale Saint-Gervais-Saint-Protais de Gisors, ces arcades ont bien été retaillées afin de réaliser des économies, puisque les supports des hautes-voûtes et même les formerets sont toujours les mêmes qu'au nord. En plus, les formerets n'existent en principe que le long des murs.
Les supports des voûtes de la nef sont disposés devant les sections du mur gouttereau primitif conservées entre les grandes arcades. Il s'agit d'une grosse colonne pour recevoir les doubleaux, et de deux colonnettes correspondant aux ogives. Au lieu de faire retomber les formerets sur les mêmes chapiteaux que les ogives, ou de les faire directement retomber sur des culots au niveau des chapiteaux du second ordre, l'architecte leur a tout de même réservé des colonnettes, qui, faute de place, s'arrêtent sur des culots près des grandes arcades. L'architecture manque d'élégance et de raffinement, ce qui est imputable à la faible hauteur de la nef, au diamètre important des colonnes supportant les doubleaux, et aux irrégularités de la décoration des fenêtres hautes : en somme, l'on n'atteint pas le niveau de qualité des nefs gothiques primitives construites d'un seul jet. La fenêtre haute de la seconde travée est par ailleurs dépourvue de décoration, mais montre un ébrasement très prononcé. La décoration de la première fenêtre, qui est la seule à être en plein cintre, et celle de la troisième fenêtre évoquent la décoration extérieure avec une archivolte torique retombant sur des impostes moulurées, servant en même temps de tailloirs aux chapiteaux de crochets des colonnettes flanquant les fenêtres. Un important glacis forme le seuil de ces fenêtres. Sous la quatrième fenêtre, le glacis fait défaut, mais l'on note des bandeaux moulurés à gauche et à droite de la limite inférieure de la fenêtre. D'habitude, de tels bandeaux sont établis en continu et délimitent le seuil des fenêtres, ce qui n'est pas le cas ici. La première fenêtre haute en plein cintre parle en faveur d'un début de construction pas après le troisième quart du XIIIe siècle. Les autres caractéristiques, surtout insuffisamment analysés, ne livrent pas de clés de datation exploitables. Il paraît donc probant de se tenir à une datation basée sur le voûtement du bas-côté nord, sachant que la reconstruction de la nef est postérieure au voûtement de la première travée autour de 1130, et contemporaine du voûtement de la troisième travée. Si l'on admet avec Isabelle Legland-Lhomel que le voûtement s'échelonne au maximum jusqu'en 1175, la transformation gothique de la nef se situerait plutôt au troisième quart qu'au dernier quart du XIIe siècle.
Restent à mentionner les traces des peintures murales réalisées en terre d'ombre et en ocre jaune ou rouge, et appliquées sur un lit de chaux ou un enduit. Elles mettent en valeur les lignes de l'architecture au lieu de chercher un effet purement décoratif, exception faite de l'arc oriental vers la croisée. Le plus souvent, il s'agit de motifs en faux appareil et du rehaussement des moulures, chapiteaux et clés de voûte. Cette polychromie, dans la nef tant que dans le bas-côté nord, remonte aux années 1170 pour les parties les plus anciennes.

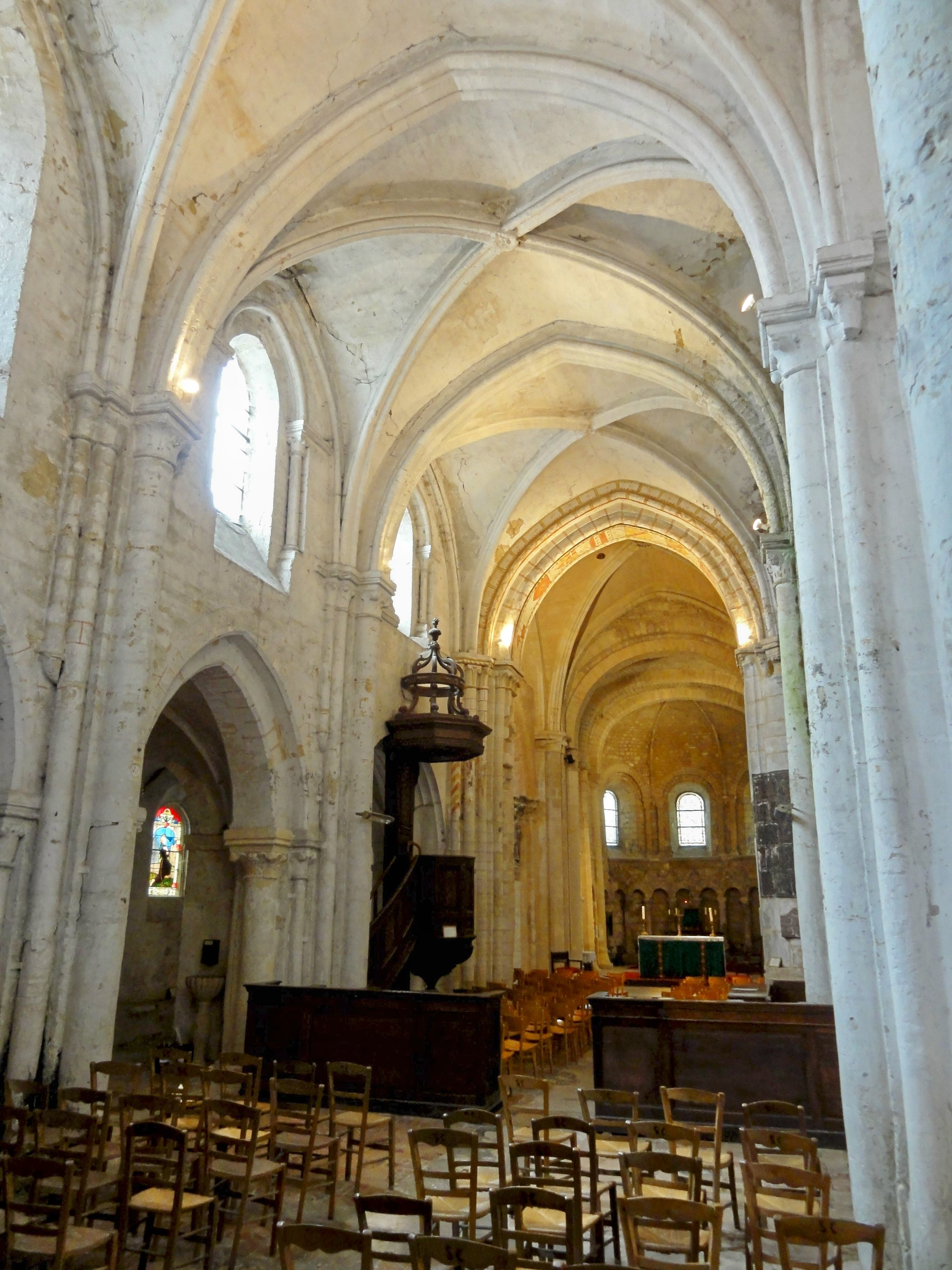
Nef, vue vers l'est.
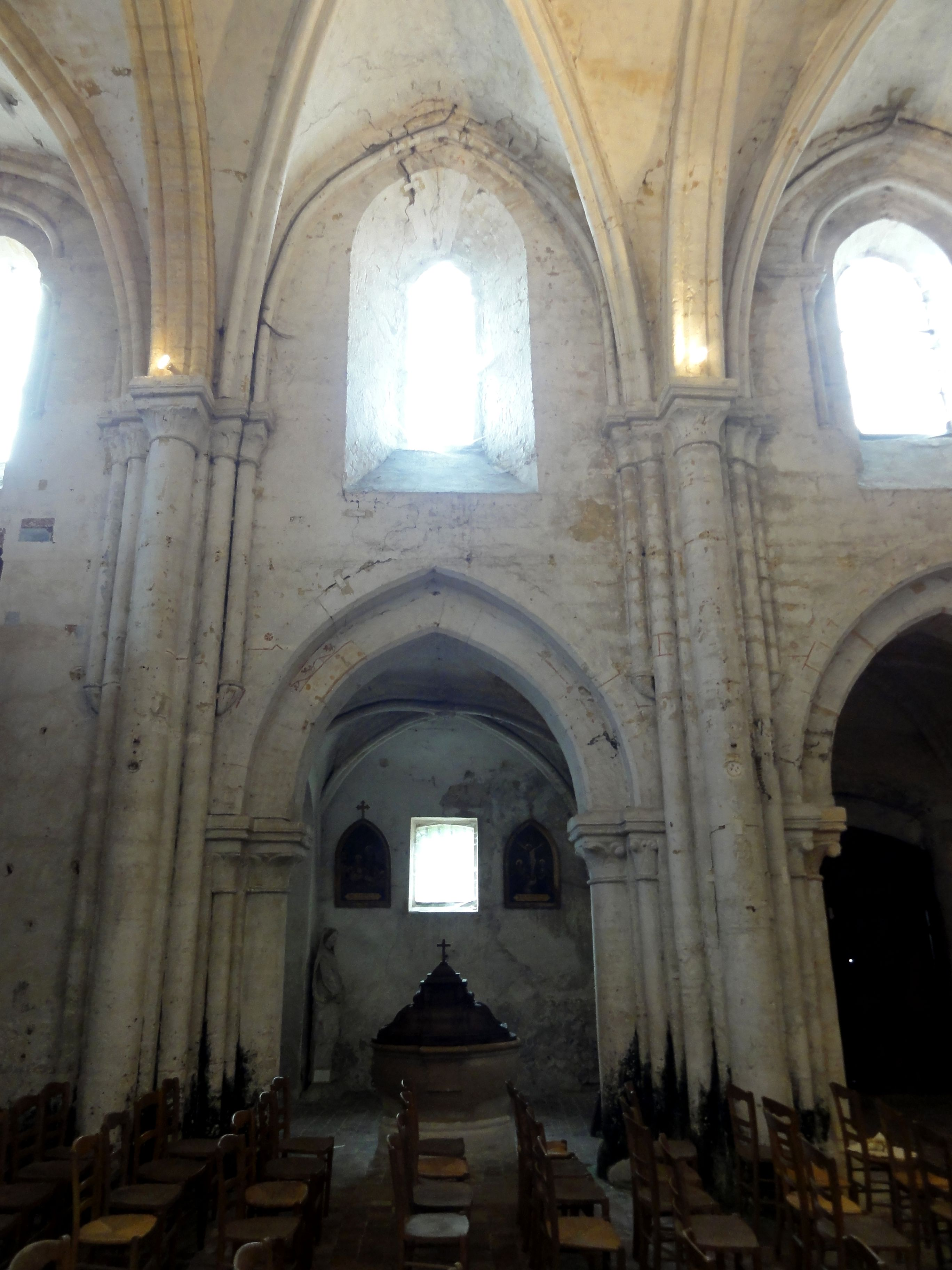
2e travée côté nord.
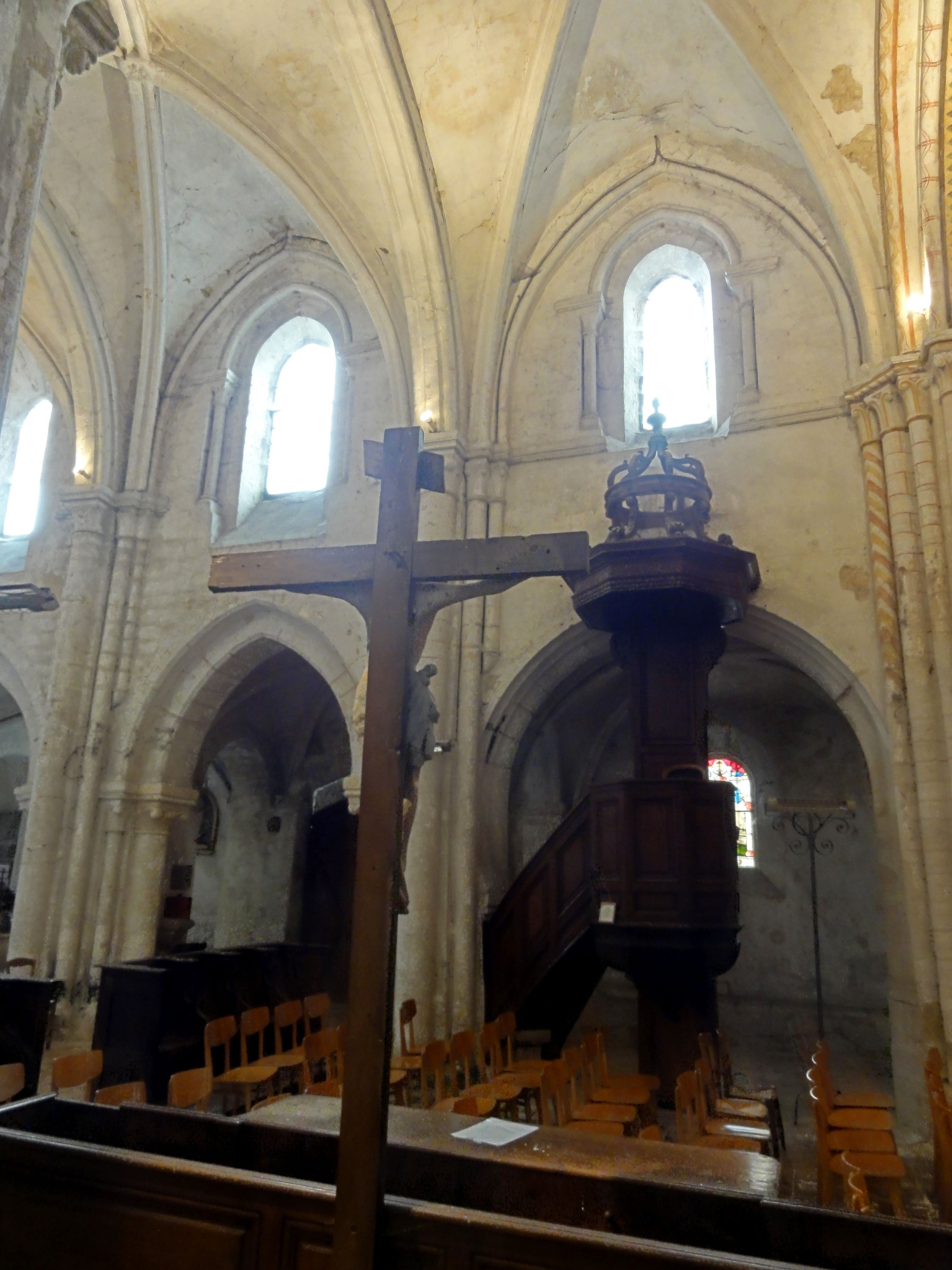
3e et 4e travée côté nord.
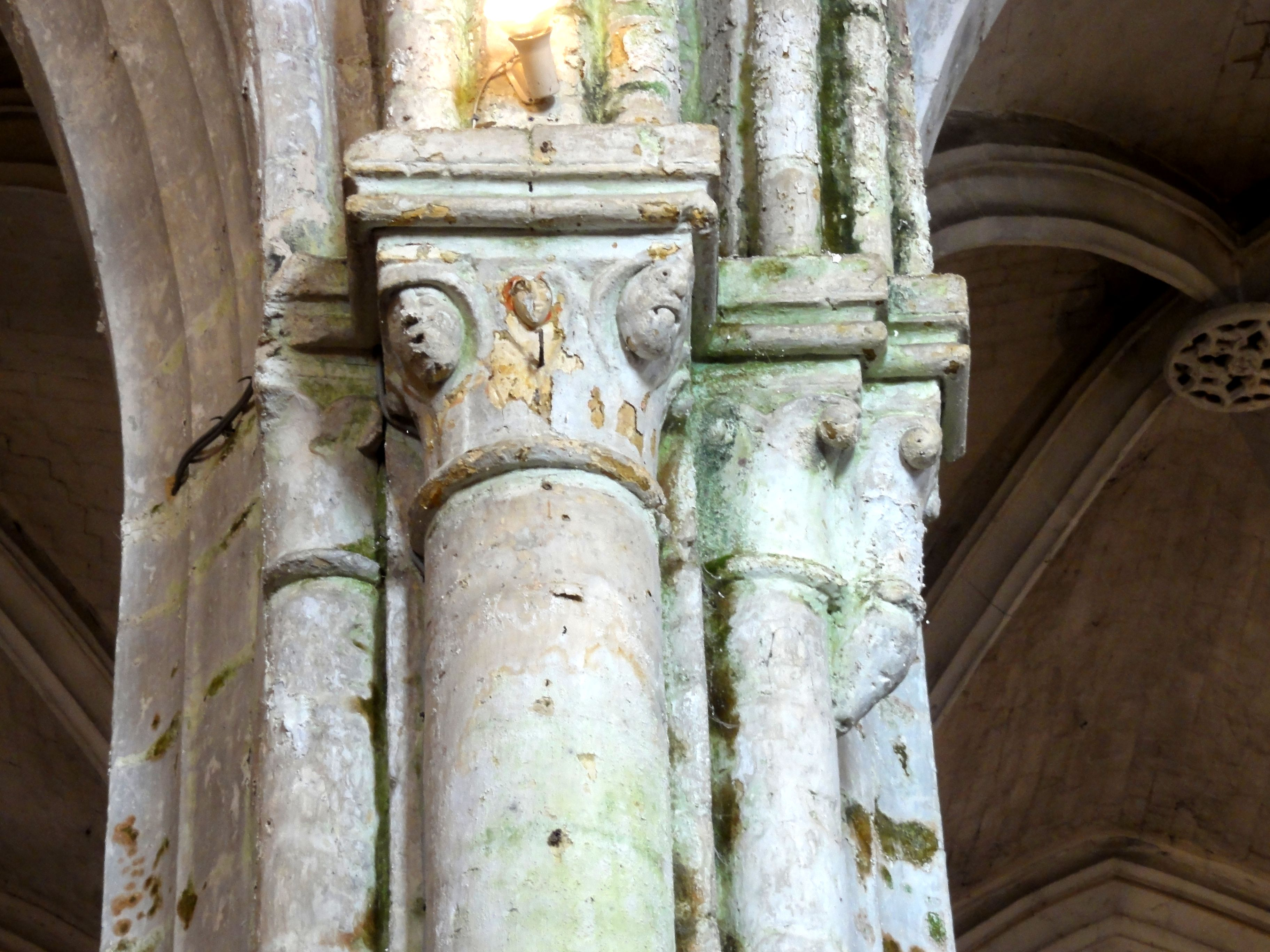
Chapiteaux du 2e ordre côté sud.
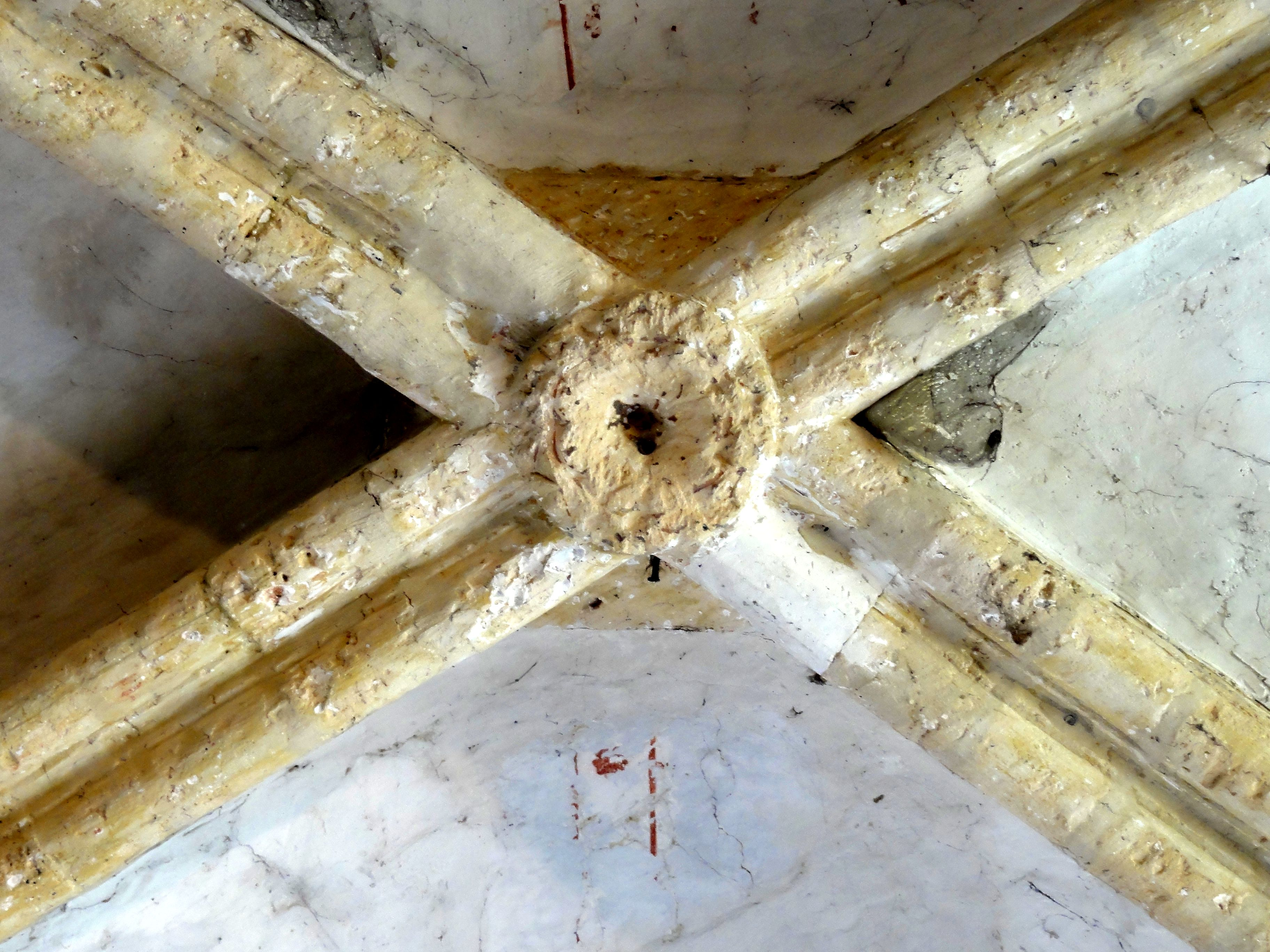
1re travée, clé de voûte.
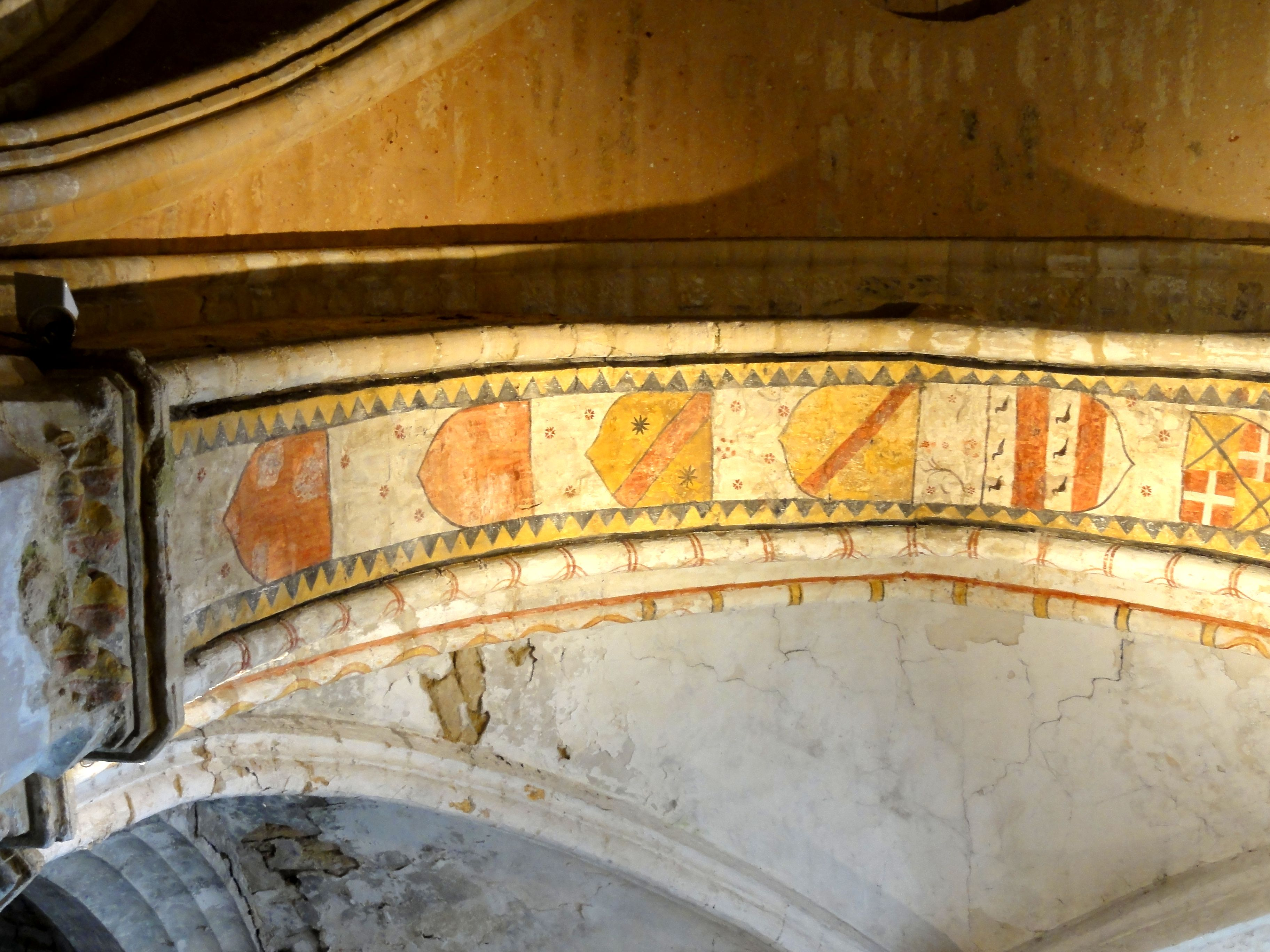
Détail de l'arc oriental.

#### Collatéral sud

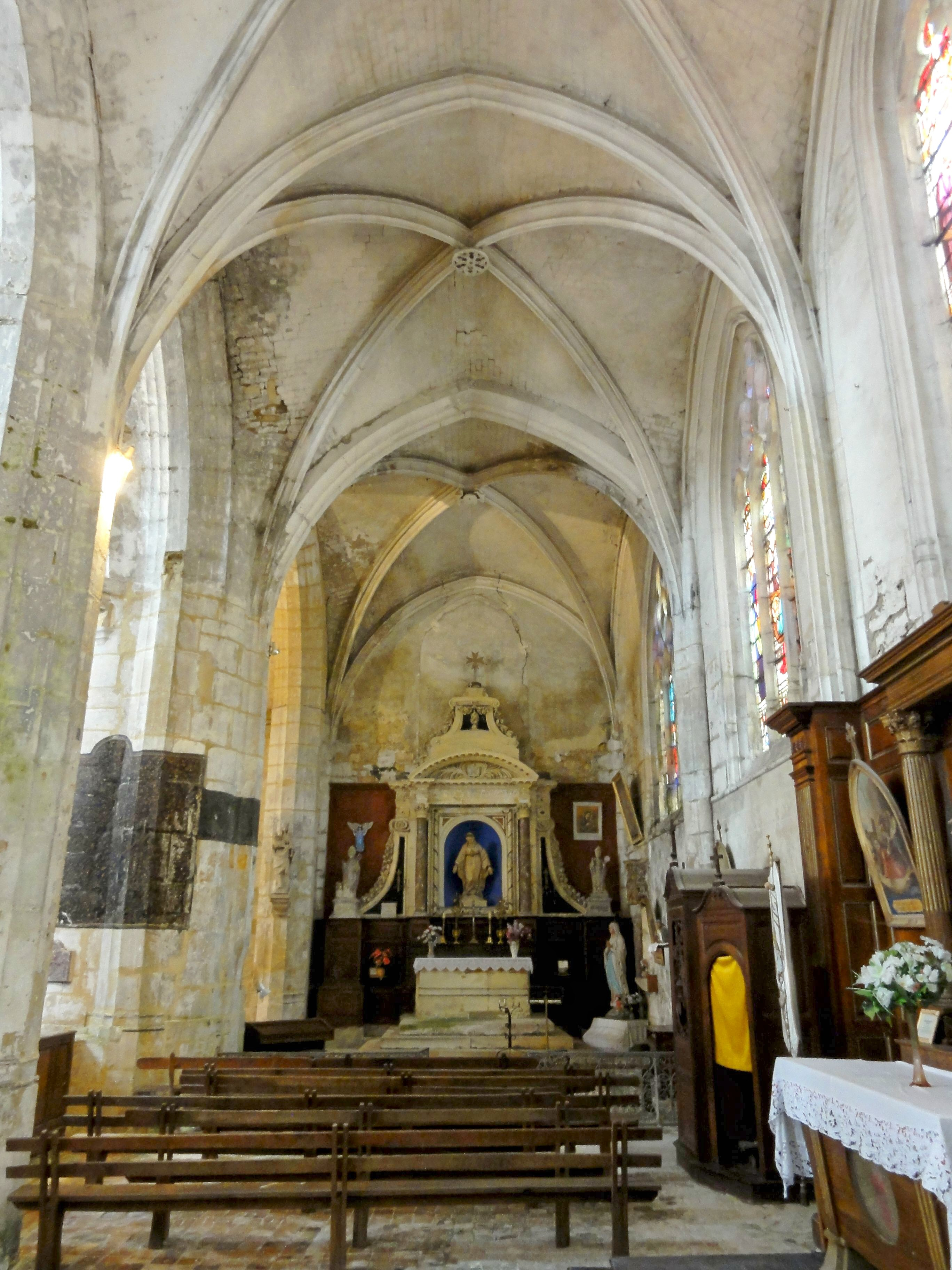
Collatéral sud, vue vers l'est.

Le collatéral sud, que l'on ne peut désigner proprement par le terme bas-côté, est avec le chœur la seule partie de l'église n'ayant jamais subi de remaniements modifiant sa structure, et c'est la partie la plus homogène de l'église. Ce n'est guère étonnant puisque c'est aussi la partie dernièrement construite. La travée qui remplace l'ancien croisillon sud en fait partie intégrante. Entre le retable et la pierre d'autel, l'on découvrit en 1882 un flacon de verre renfermant un parchemin relatant l'érection de cet autel en 1500. L'architecture ne s'oppose pas à une considération de cette date comme année d'achèvement du chantier. Aussi haut que la nef, le collatéral sud se compose de cinq travées inégales, dont la profondeur est directement héritée de la nef et de la croisée. Les deux dernières travées sont les plus grandes. Elles sont toutes voûtées d'ogives aux nervures prismatiques et aigües, qui sont pénétrantes partout. En effet, contrairement aux remaniements flamboyants de nombreuses autres églises, le maître d'œuvre a habilement su faire fondre les ogives dans les piles sud du troisième quart du XIIe siècle. Les voûtes sont établies sur des croisées d'ogives simples, sans recours aux liernes et tiercerons en vogue à l'époque : s'agissant de la « nef » réservée au service paroissial, l'on a sans doute voulu limiter les dépenses. Au sud, le maître d'œuvre a hésité entre des piliers ondulés du côté est, et des piliers prismatiques reprenant le profil des nervures des voûtes côté ouest. Les clés de voûte sont des disques ajourés, à décor de rosace ou géométrique. Celle de la première travée présente deux anges tenant un écusson. La surface vitrée est importante, mais la proximité d'un coteau au sud de l'église réduit l'éclairage naturel et le collatéral est à peine plus claire que la nef. L'autel et le retable provenant de la chapelle de l'ancienne école normale de Versailles ont été installés en 1884 en remplacement de l'autel Saint-Clair transféré dans le croisillon nord nouvellement aménagé. Depuis, le collatéral est dédié à la Vierge. L'autel du Sacré-Cœur de Jésus est placé sous la fenêtre de la troisième travée, et celui de sainte Thérèse de Lisieux, très modeste, sous la fenêtre de la seconde travée.

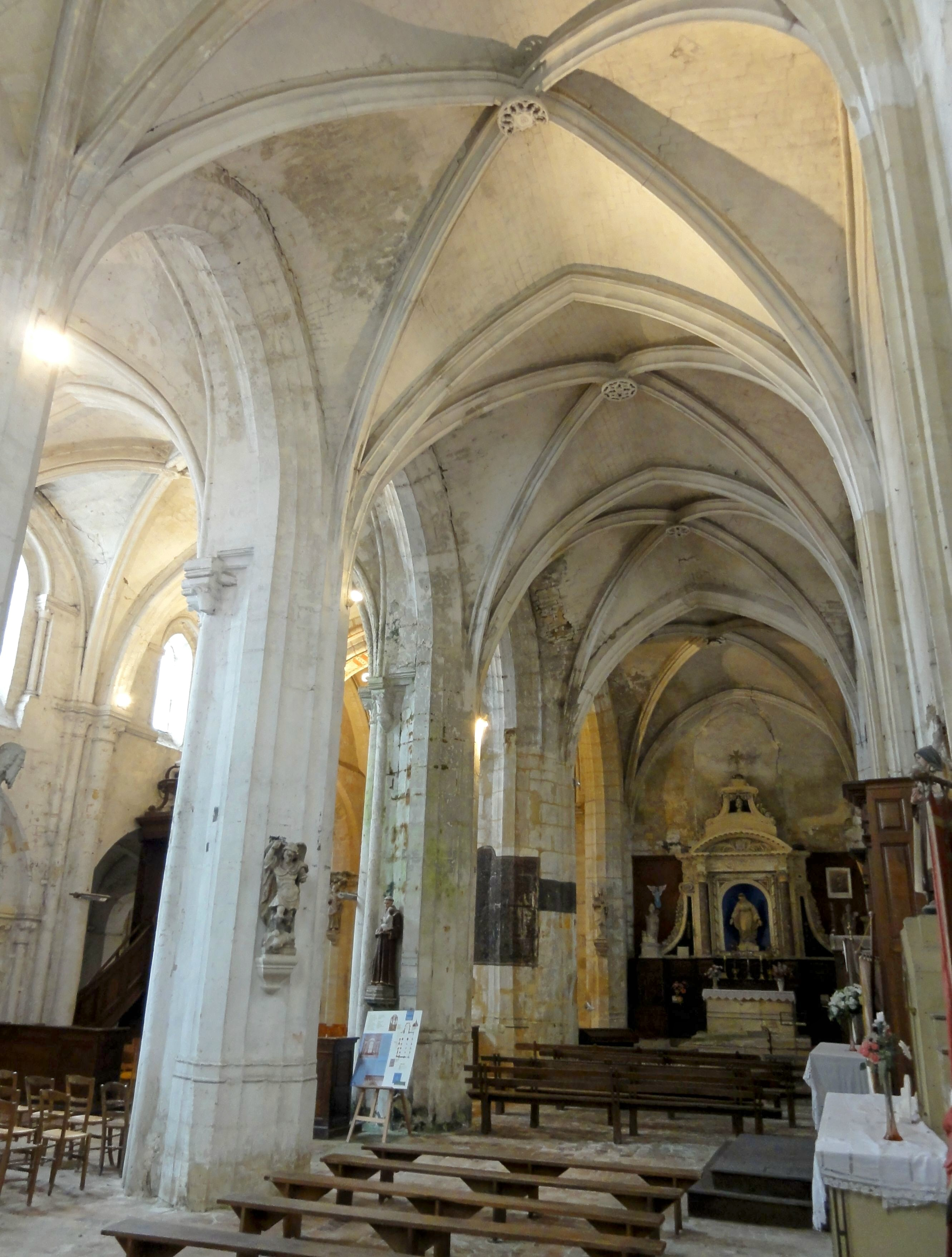
Vue vers l'est.
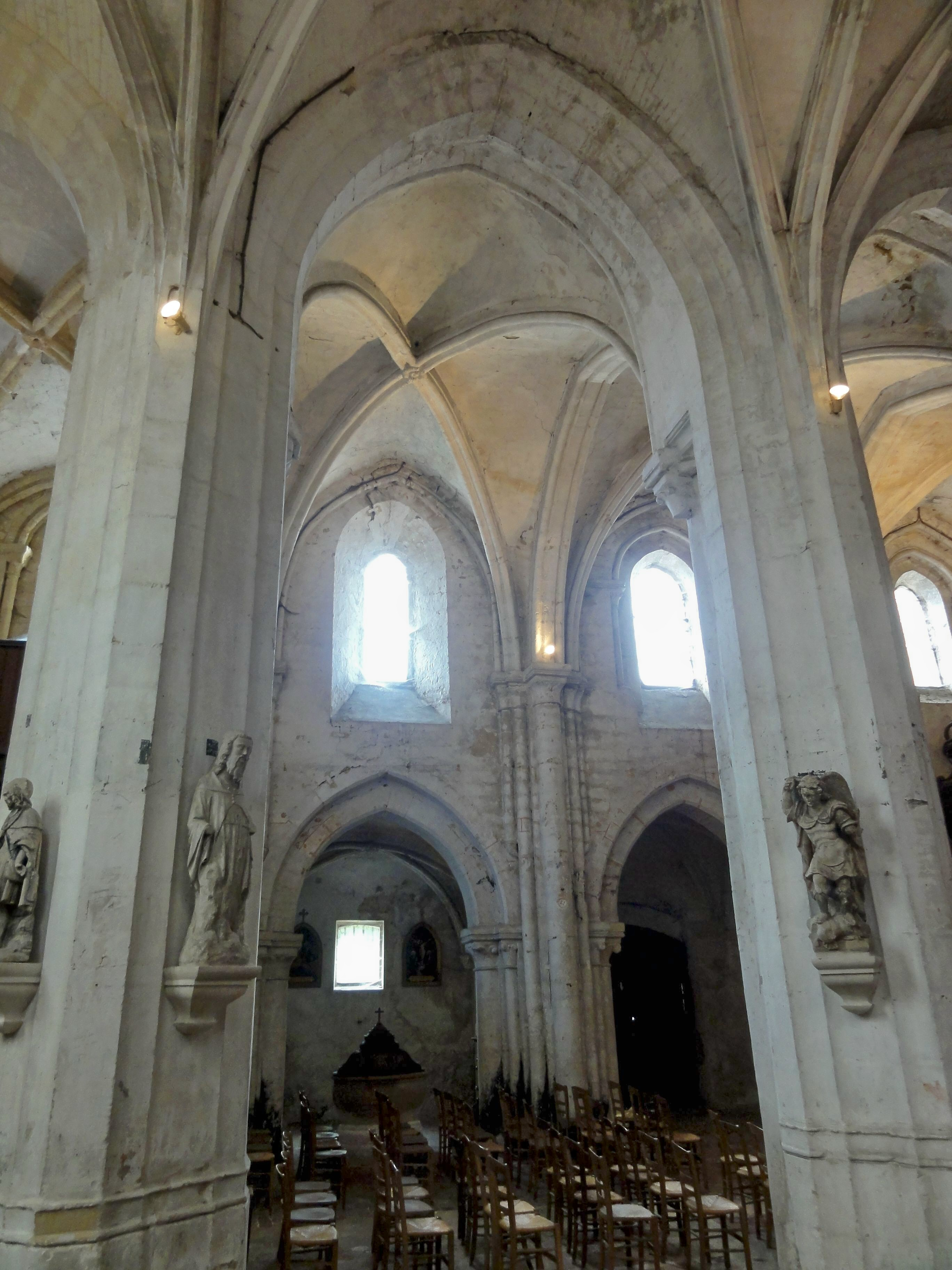
Vue par la 2e grande arcade.
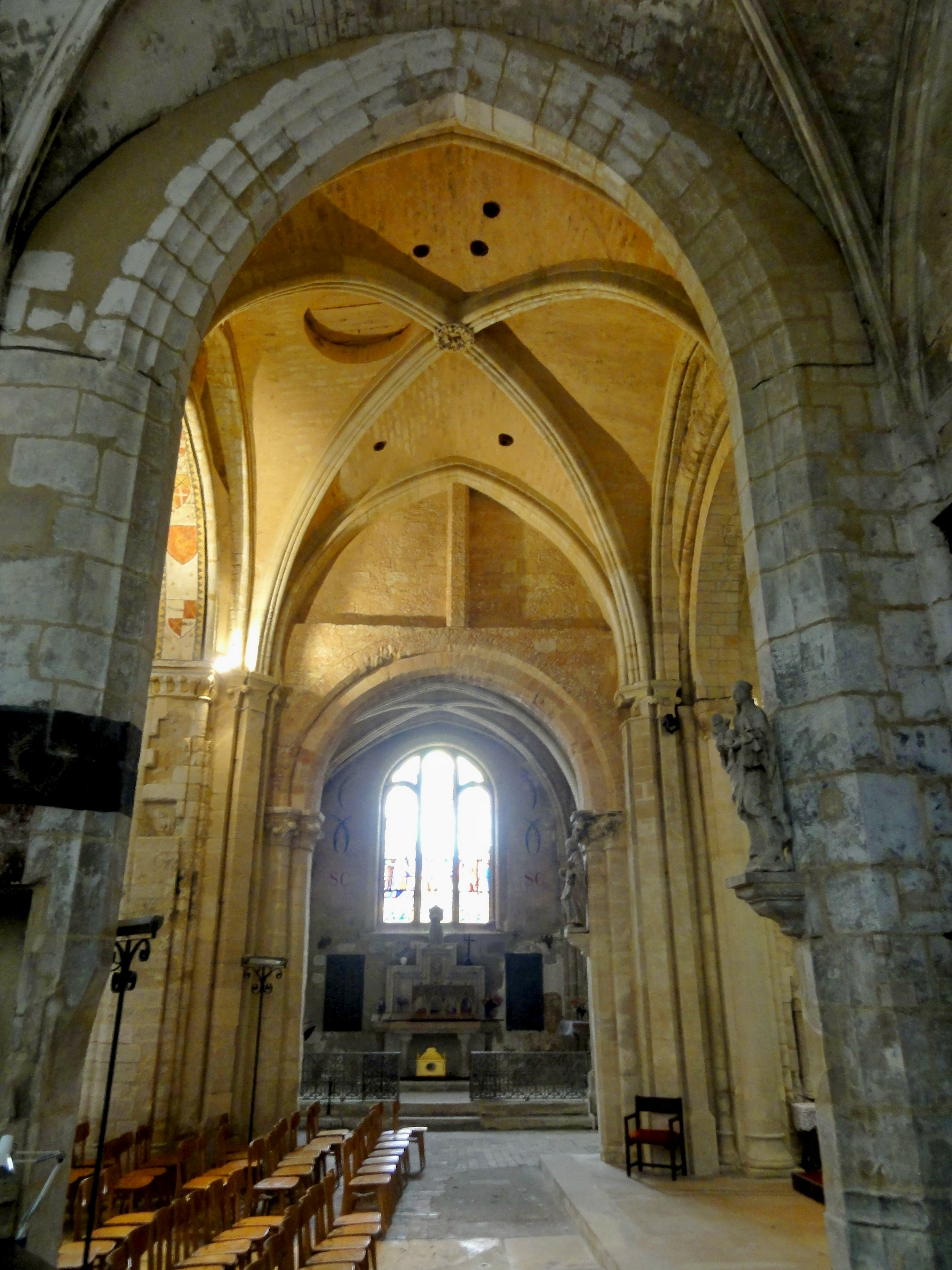
Vue par la 5e grande arcade.
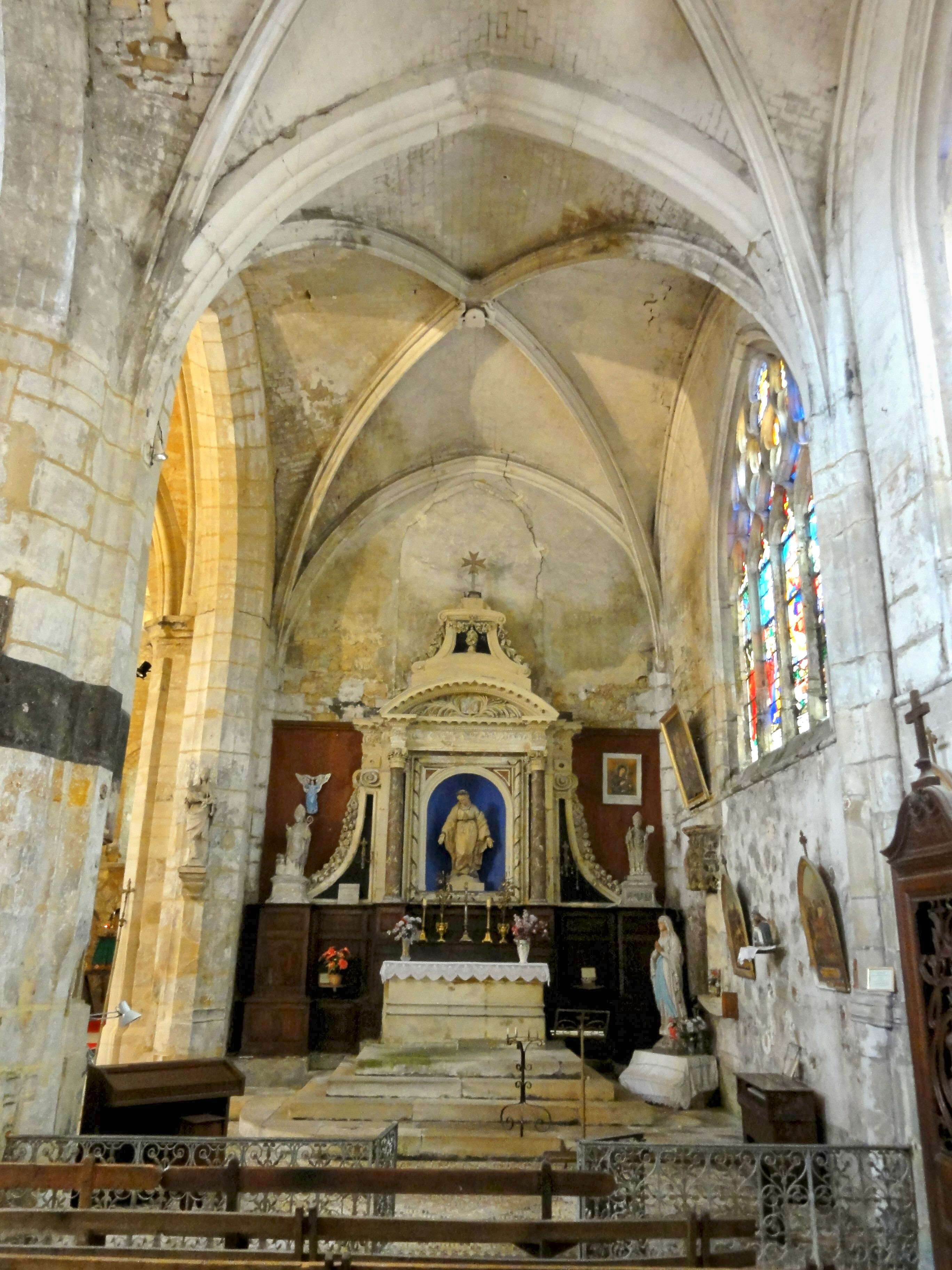
Chevet.
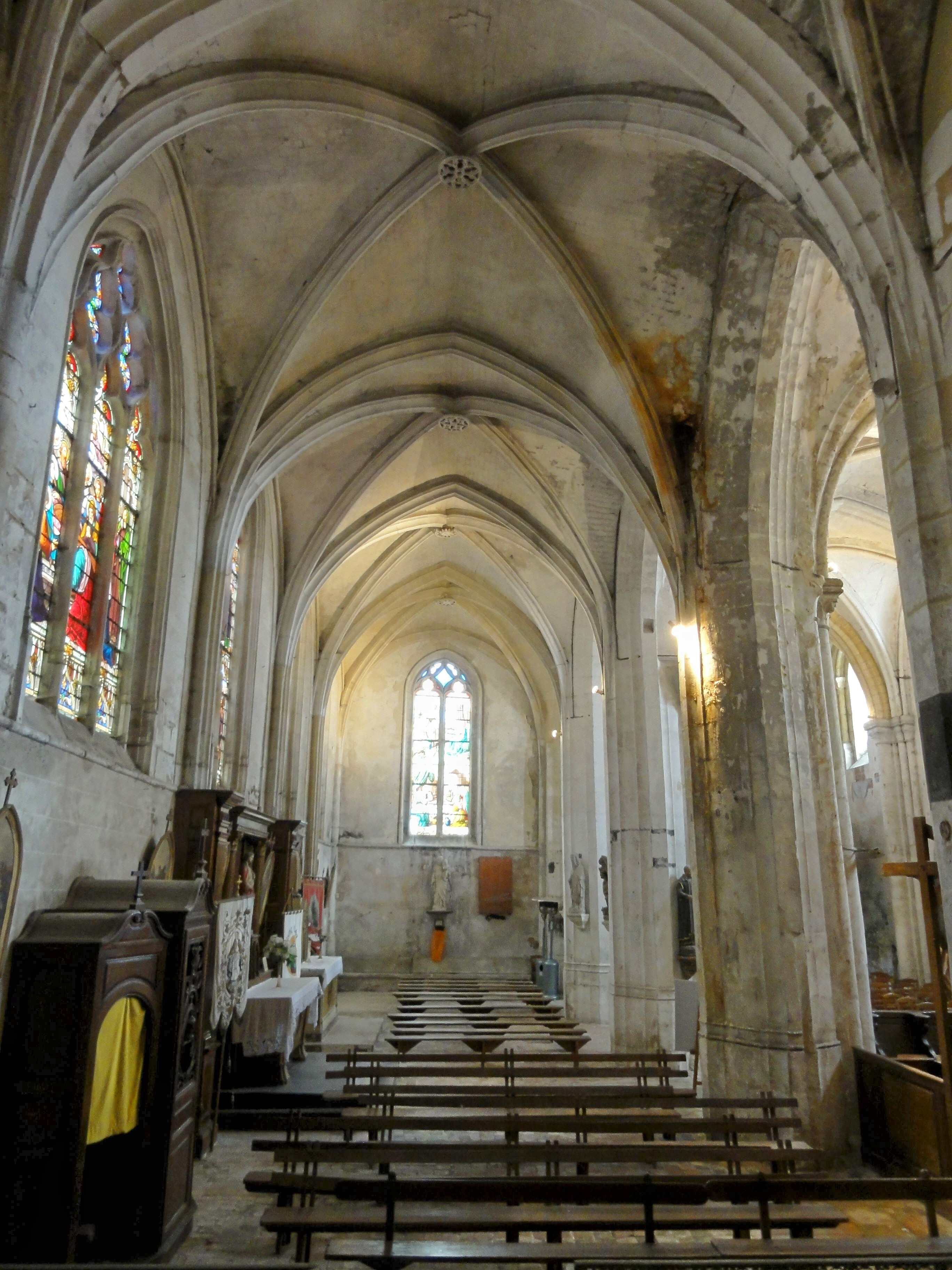
Vue vers l'ouest.
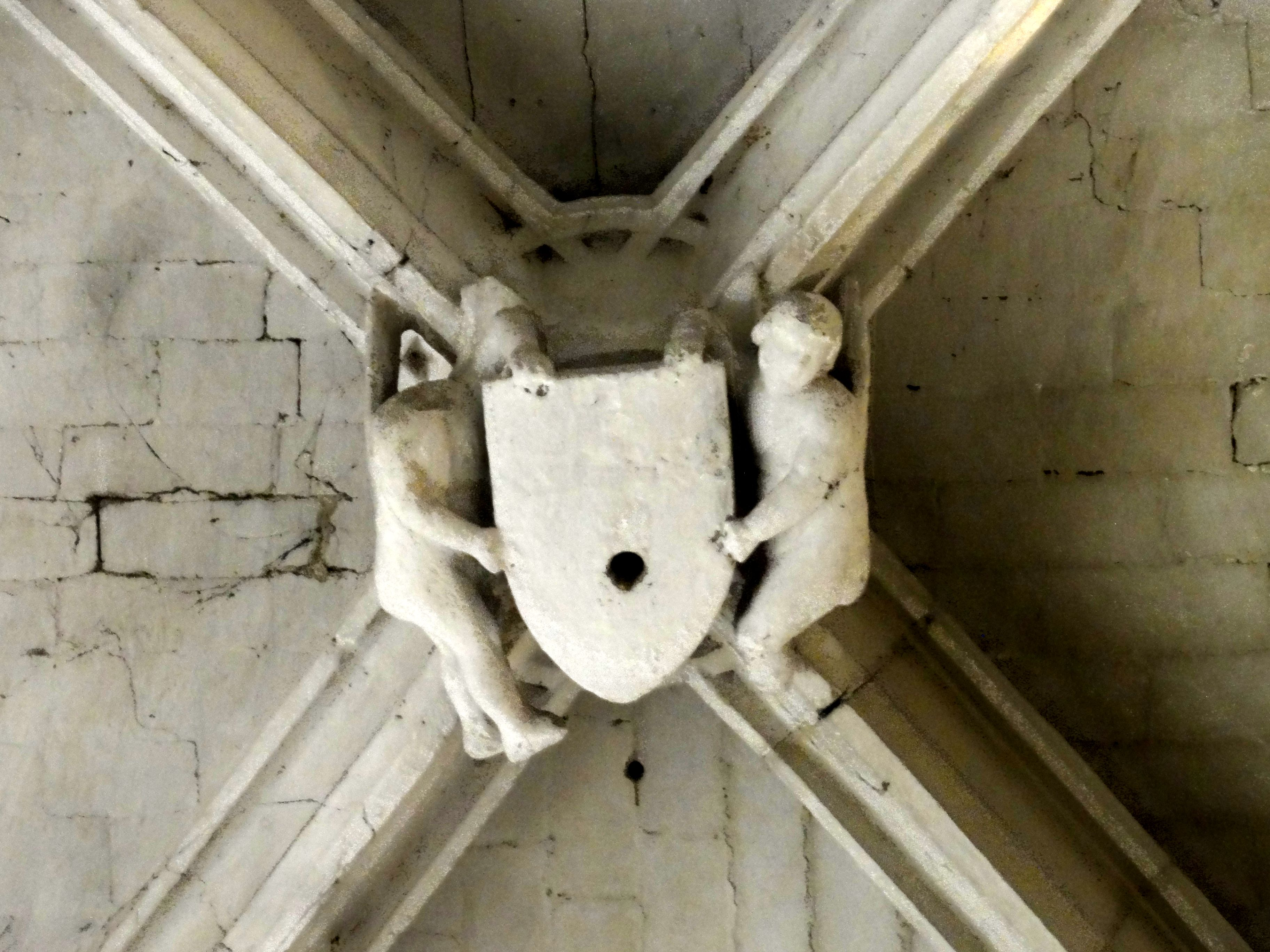
1re travée, clé de voûte.

## Mobilier

### Objets classés
L'église Notre-Dame renferme cinq éléments de mobilier classés monuments historiques au titre des objets :
- Des stalles en groupes de quatre du XVIIe siècle, en style classique et conservées dans un bon état, abstraction fait de certains manques. Les miséricordes sont agrémentées d'ornements décoratifs et les jouée sont décorées de feuillages[46],[47] (sans illustration) ;
- Un groupe sculpté en pierre, ayant comme sujet la mise au tombeau, mesurant environ 300 cm de long et datant du XVIe siècle. Les sept personnages sont habituellement représentés sur ce sujet : Joseph d'Arimathie et Nicodème mettent Jésus directement dans le sarcophage, le suaire étant oublié. Les nez des deux hommes et la main de Nicodème manquent. Près de chacun se tient une sainte femme anonyme. Au centre à droite, la Vierge en pleurs est soutenue par le jeune apôtre Jean, qui tourne toutefois sa tête vers Marie de Magdala à gauche. Marie-Madeleine est reconnaissable à ses cheveux longs et le vase d'encens qu'elle tient en ses mains. Les trois personnages centraux paraissent tellement petits qu'il faut les imaginer agenouillés devant Jésus. La sculpture n'est pas très détaillée et certaines parties brisées ont été réparées au ciment[48],[49] ;
- Une statue mutilée en pierre badigeonnée représentant la Vierge de l'Annonciation, mesurant 162 cm de haut et datant du premier quart du XVIIe siècle ou de la fin du XVIe siècle. Les draperies collant gauchement aux jambes tout en laissant deviner leurs formes seraient caractéristiques des Vierges de la région de cette époque[50],[47] ;
- Une statue en pierre représentant saint Clair priant, placée au sommet du retable et datée du XVIIe siècle. Elle est badigeonnée. À la ceinture du saint pendent un chapelet terminé par une croix et un livre, dont on aperçoit le dos à nerfs à travers le sac qui l'enferme. La tête coupée aux yeux fermés est posée sur une petite dalle rectangulaire que l'on a enserré dans la partie centrale du retable. La tonsure identifie saint Clair comme moine[51],[52] ;
- Une statue en pierre représentant saint Clair céphalophore, mesurant 96 cm de haut et datant du dernier quart du XVIe siècle. La statue est recouverte d'un badigeon grisâtre. Saint Clair reste debout mais ferme les yeux et serre ses lèvres, signes qu'il doit contenir sa douleur. À sa ceinture, pend un chapelet et une bourse contenant un livre. Le manteau à capuchon le fait reconnaître comme moine[53],[52].

La statue en pierre de la Vierge à l'Enfant qui surmonte le portail latéral nord vers la place Rollon est également classée monument historique au titre objet. Elle date de la fin du XIIIe siècle, sauf la tête qui provient d'une autre statue datant du XVIe siècle. La main droite de la Vierge est brisée au niveau du poignet, et les intempéries ont fait souffrir la statue. L'enfant Jésus est seulement habillé d'un linge ne couvrant que les jambes, et son torse reste nu. Il tient fermement par la main gauche le manteau de sa mère, et tient une balle dans son autre main. Les traces de la polychromie ancienne ont été dégagées du badigeon en 2005,.

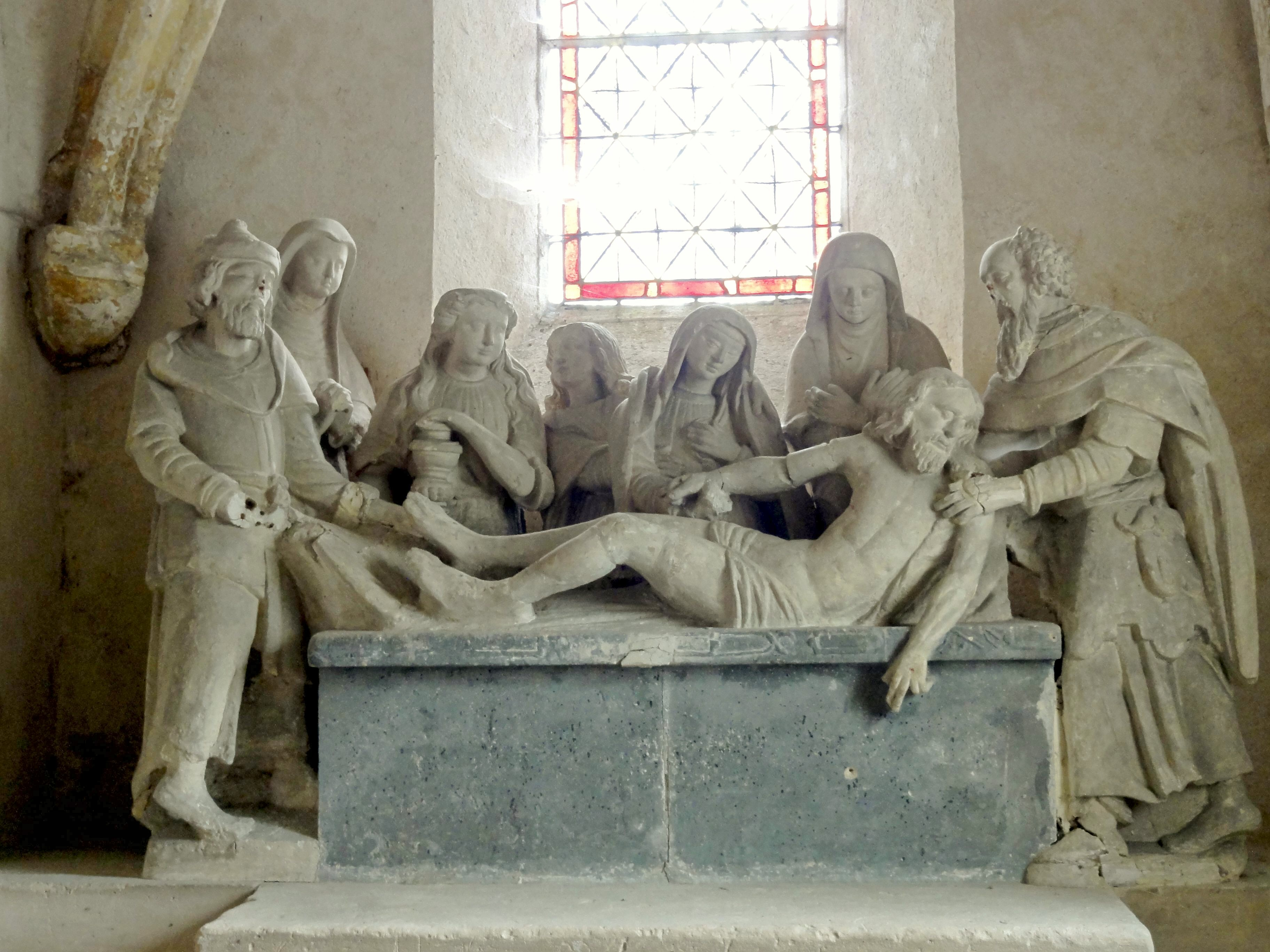
Mise au tombeau.
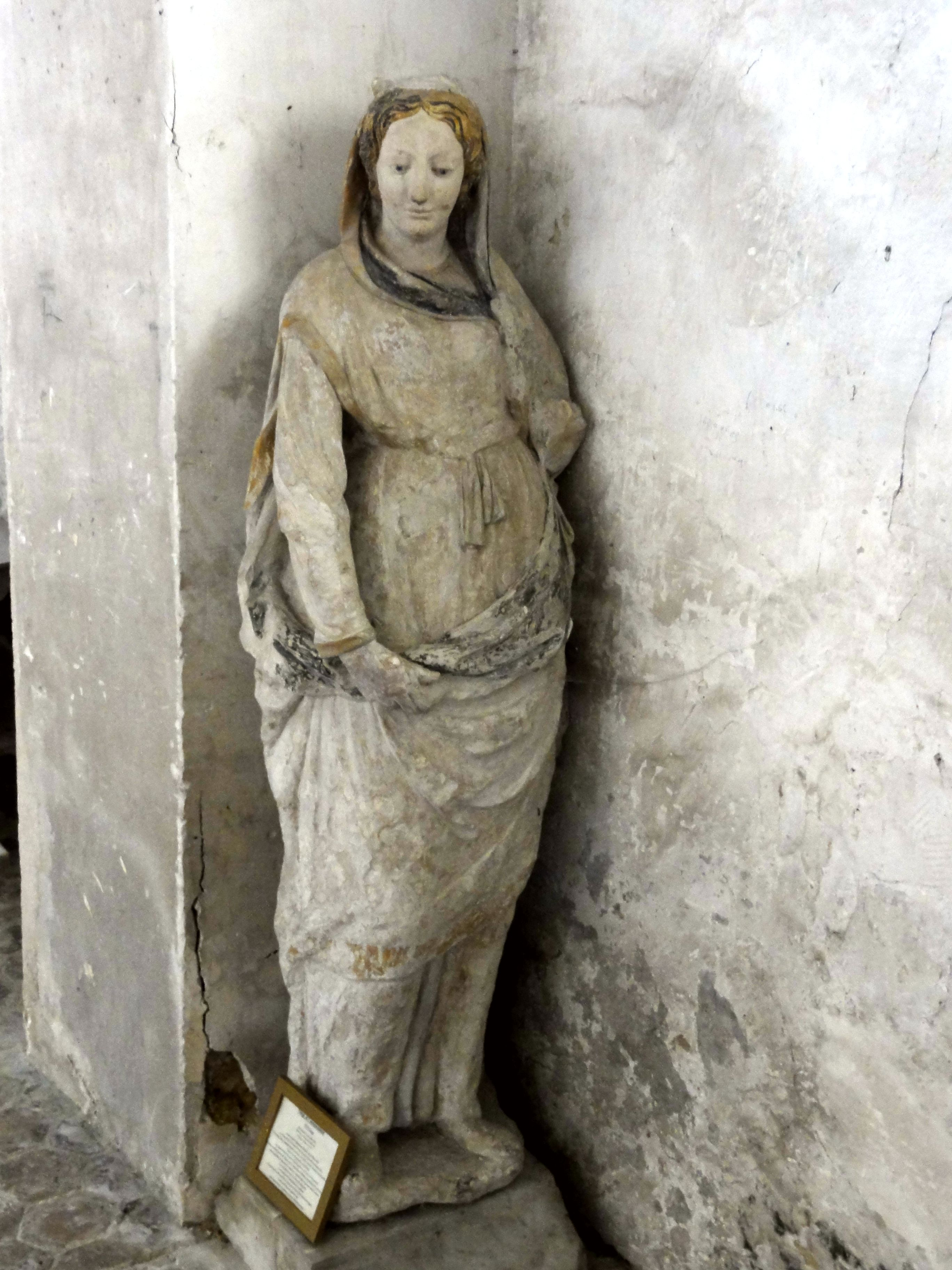
Vierge de l'Annonciation.
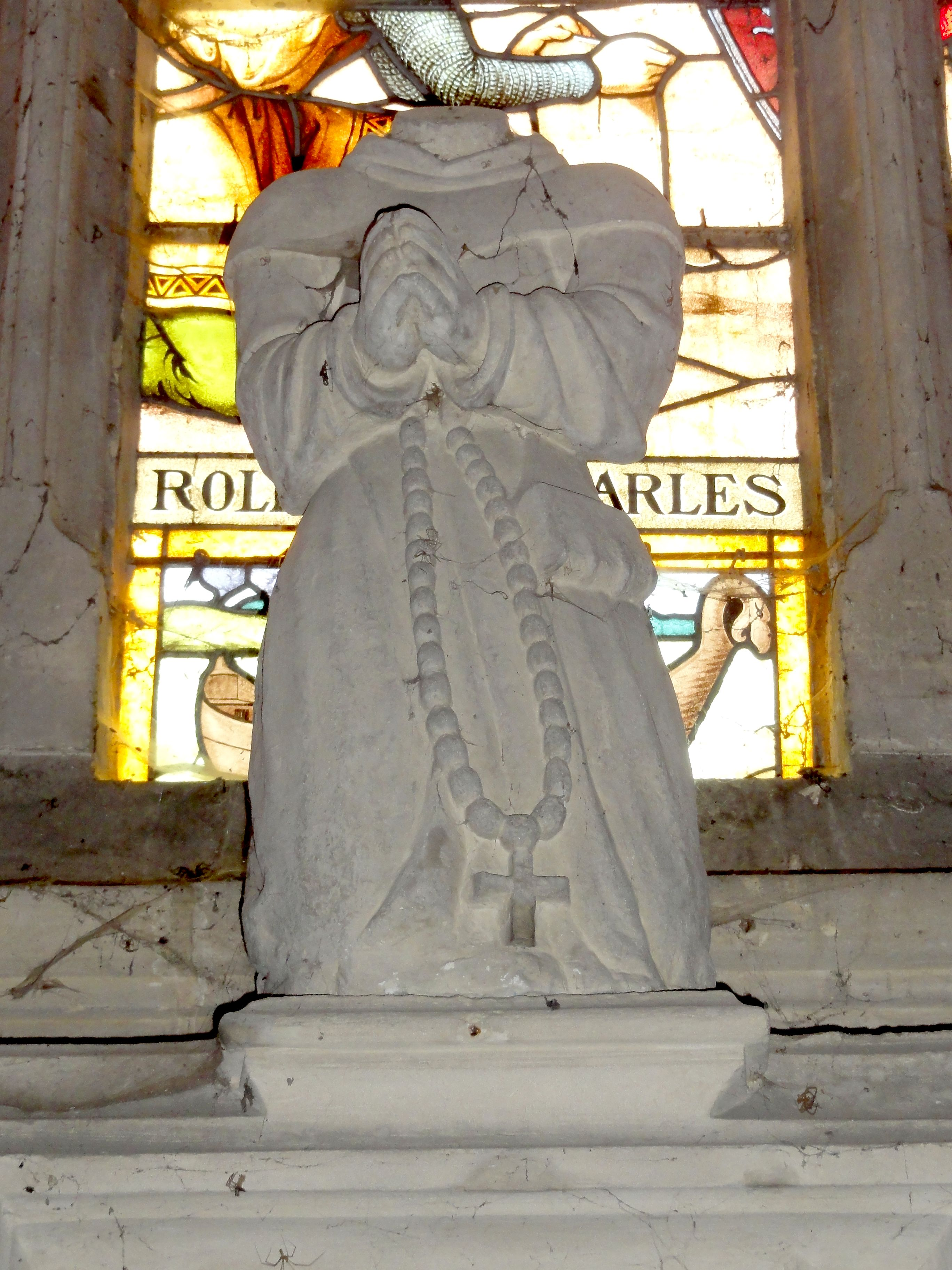
Saint Clair priant.
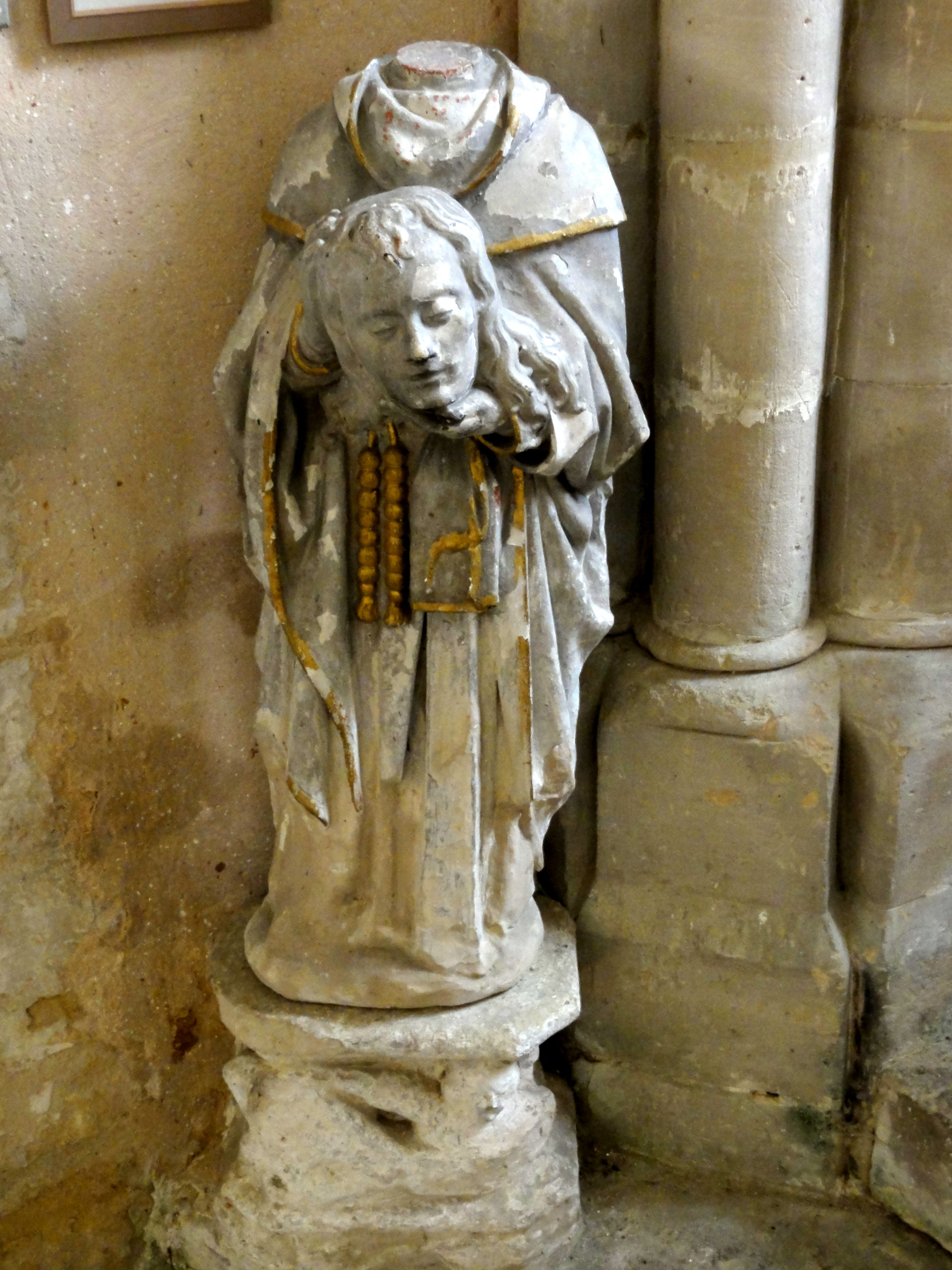
Saint Clair céphalophore.
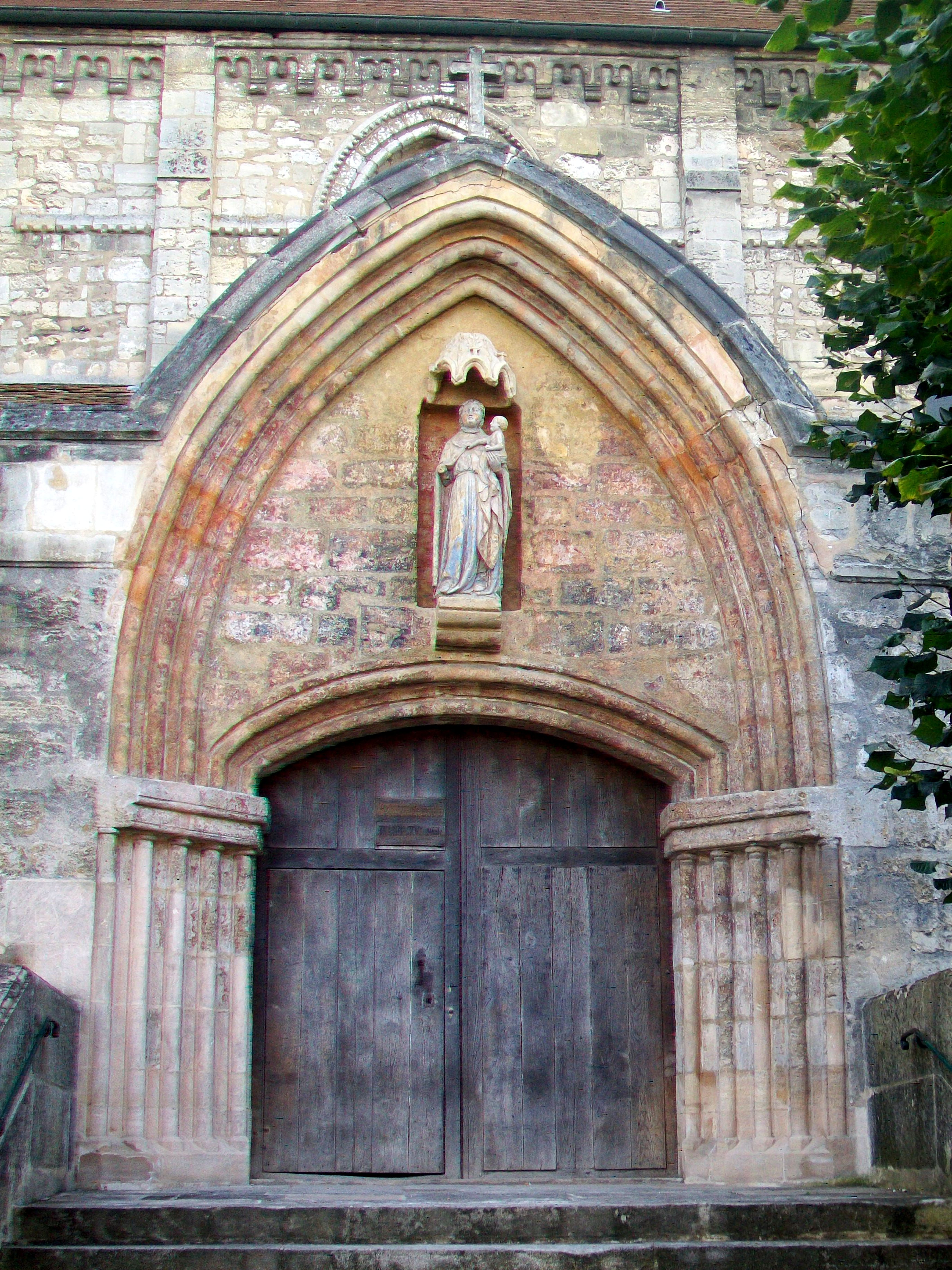
Portail nord et Vierge.

### Autres éléments du mobilier
L'église Notre-Dame possède encore un riche mobilier datant essentiellement des XVIe au XIXe siècles, et témoignent de son passé d'église de pèlerinage. Bien que non classés au titre des monuments historiques, de nombreux objets sont d'une valeur artistique certaine ou reflètent les courants de création d'art religieux de leur époque. Seulement une sélection peut être brièvement évoquée :
- Un Christ en croix en bois du XVIe siècle, sauf la peinture qui est moderne placé au sud de la nef ;
- une statue en pierre de saint Nicolas en habit épiscopal, haute de 130 cm et non datée (sans illustration) ;
- une statue en pierre de saint Éloi, haute de 90 cm et datant de la fin du XVe siècle, en bon état de conservation générale ;
- une statue en pierre de saint Pierre, haute de 130 cm et datant de la fin du XVIe siècle ;
- les fonts baptismaux en pierre du XVIe siècle, formés par une cuve ovoïde avec ressauts sur les côtés longs, à la base et aux rebors moulurés, avec un couvercle en bois du XVIe siècle ;
- la chaire à prêcher en bois de chêne du XVIIe siècle, composée d'une cuve octogonale à la base en pyramide inversée godronnée, d'un dorsal orné d'ailerons en feuilles d'acanthe dessinant une console, d'un abat-voix décoré d'un soleil rayonnant, et d'un pot à feu sur un dais en couronne reposant sur des volutes ;
- le confessionnal à trois loges de la fin du XVIIIe siècle ou du début du XIXe siècle, dont la porte centrale présente un panneau supérieur au décor ajouré de volutes, avec une croix, une étoile à cinq branches, une urne et un cœur. Les loges latérales sont en plein cintre et légèrement placés en biais. Les trois loges sont surmontées de frontons dits en doucines affrontées ;
- le retable et autel de la Vierge, en pierre et en bois, datant du XVIIIe siècle et provenant de la chapelle de l'ancienne école normale de Versailles. Richement décoré, le retable possède un fronton curviligne soutenu par deux colonnes corinthiennes, et est relié aux boiseries du soubassement par des ailerons décorés de guirlandes de fleurs. L'autel proprement dit est sobrement décoré de moulures ;
- le retable et autel du Sacré-Cœur de la fin du XVIIIe siècle ou du début du XIXe siècle. L'autel-tombeau de forme trapézoïdale repose sur deux pieds. L'entablement qui surmonte la partie centrale du retable repose sur deux petites colonnettes corinthiennes, et l'ensemble est flanqué par deux grands pilastres également corinthiens ;
- un chapiteau déposé servant de socle à une statue de saint Clair du XVIe siècle, dans le croisillon nord. Il est très érodé, mais l'on reconnaît encore un personnage à demi allongé, en appui sur son bras gauche et le bras droit tendu.

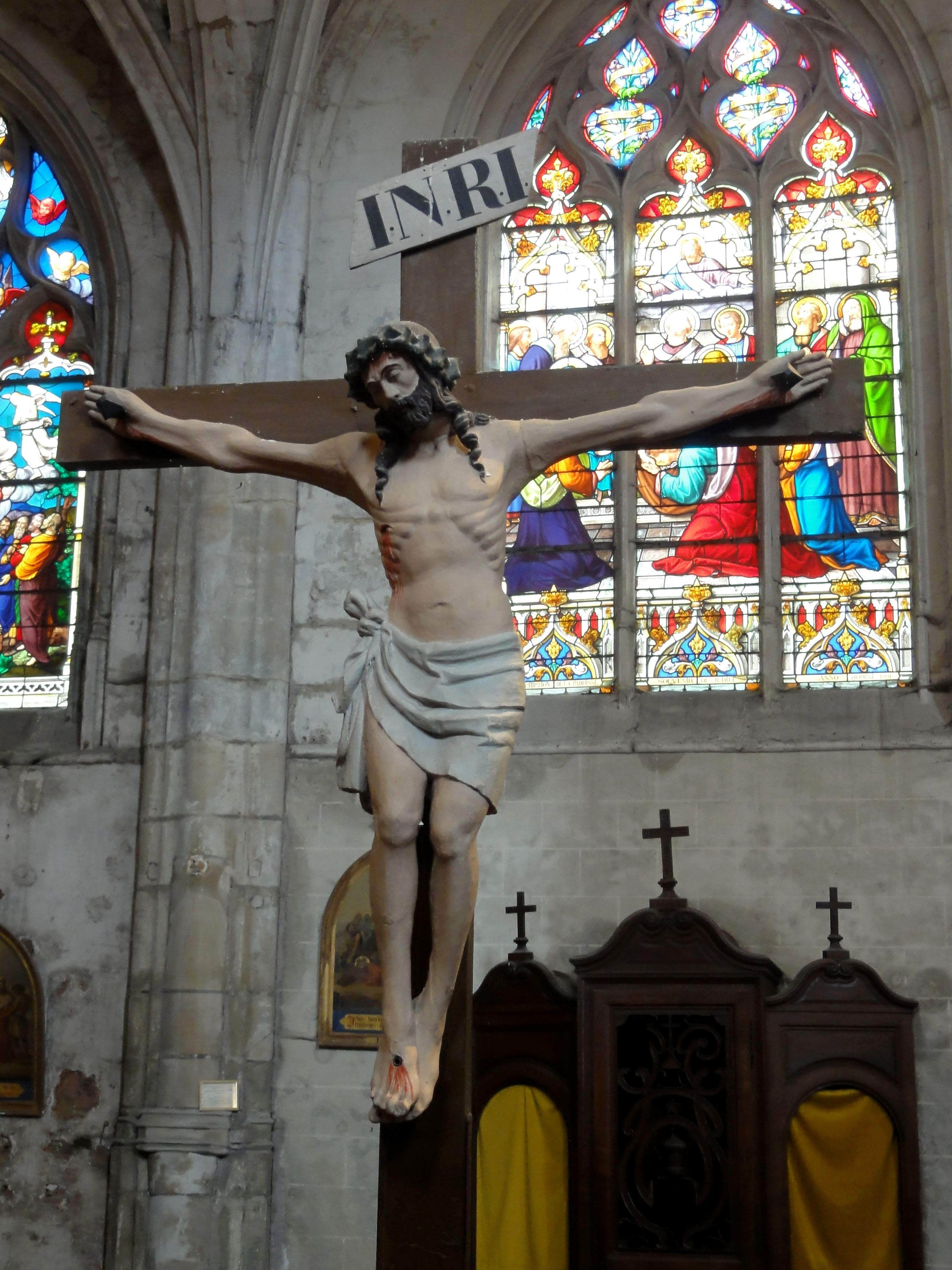
Christ en croix.
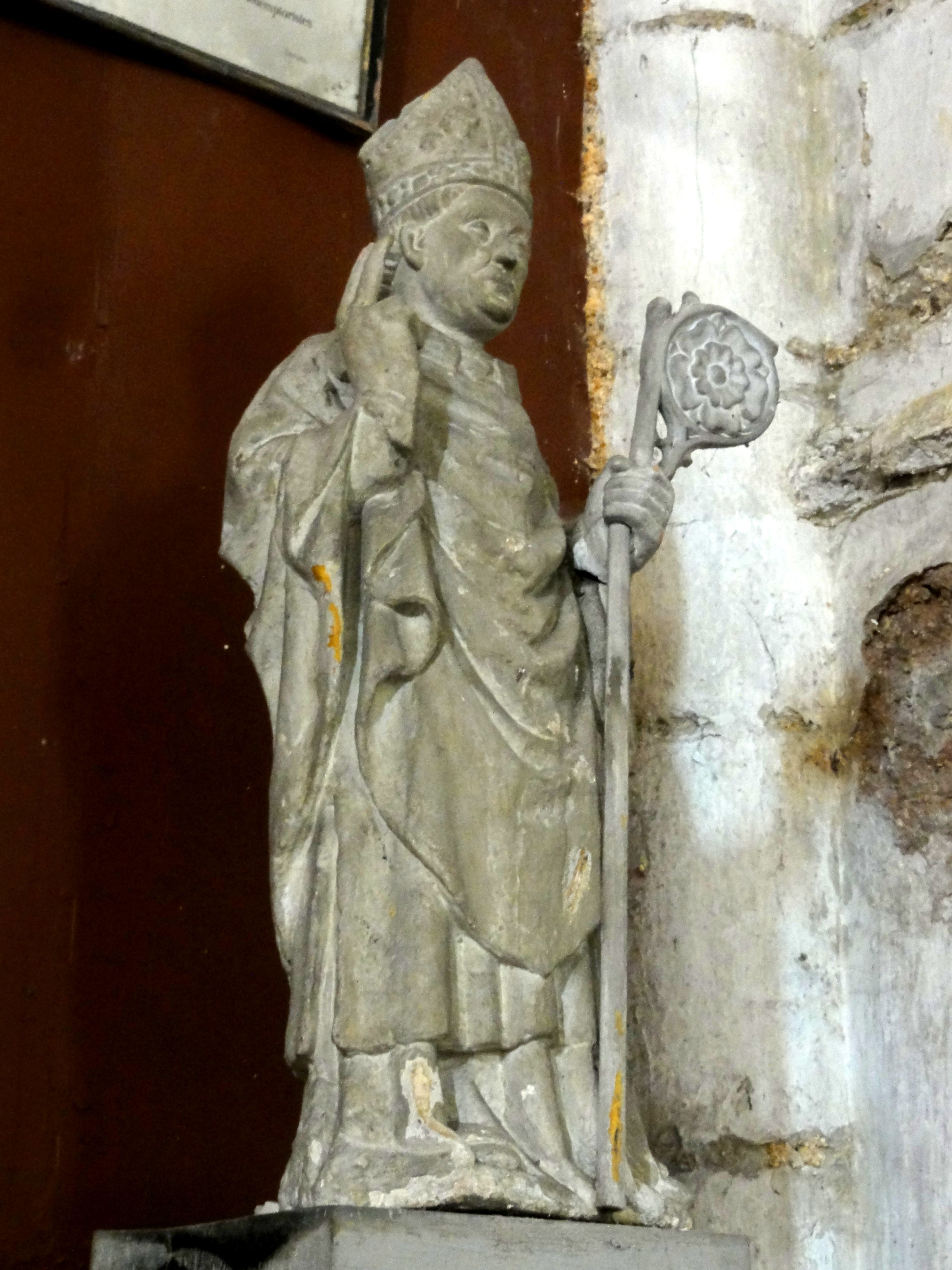
Saint Éloi.
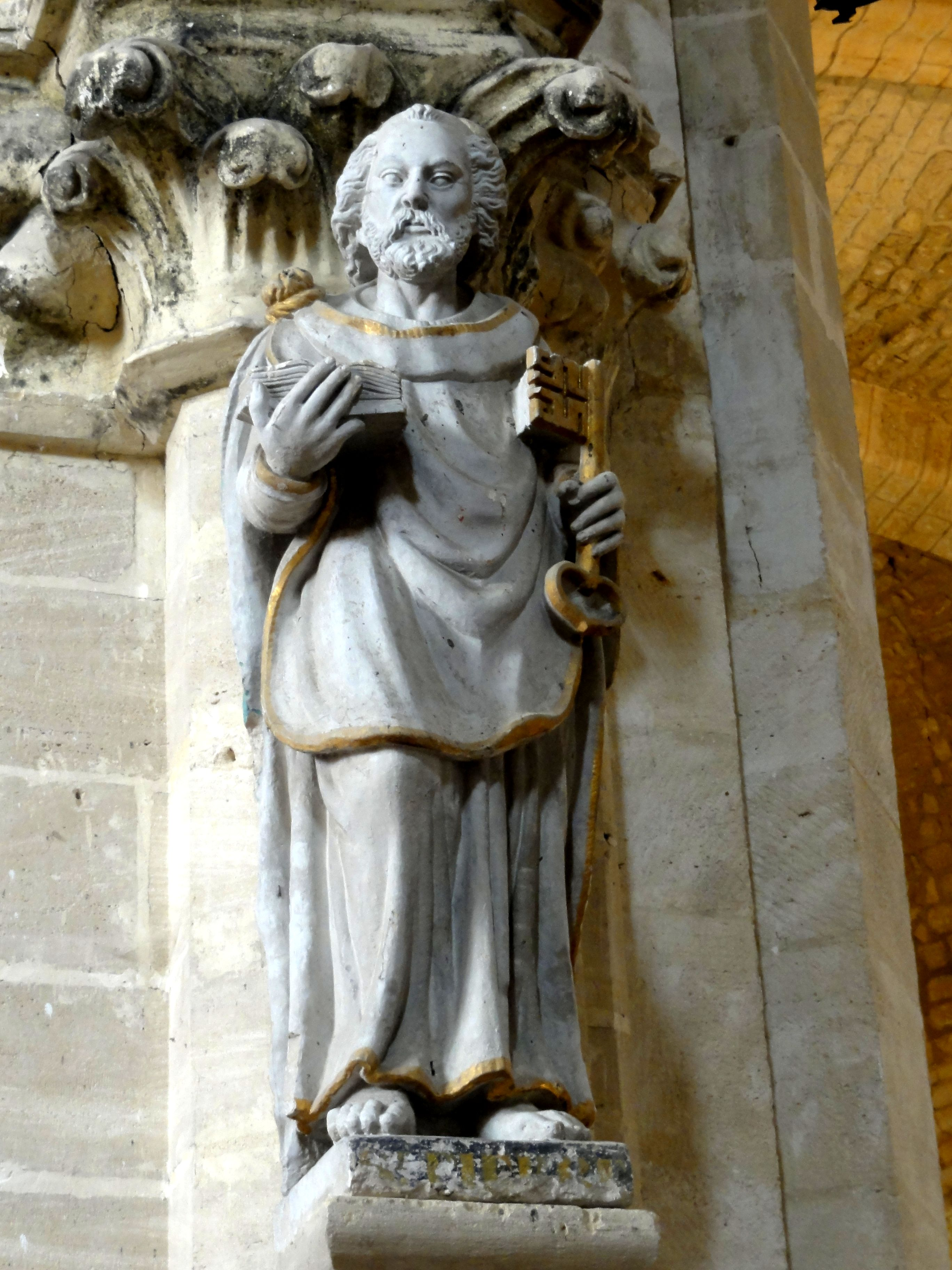
Saint Pierre.
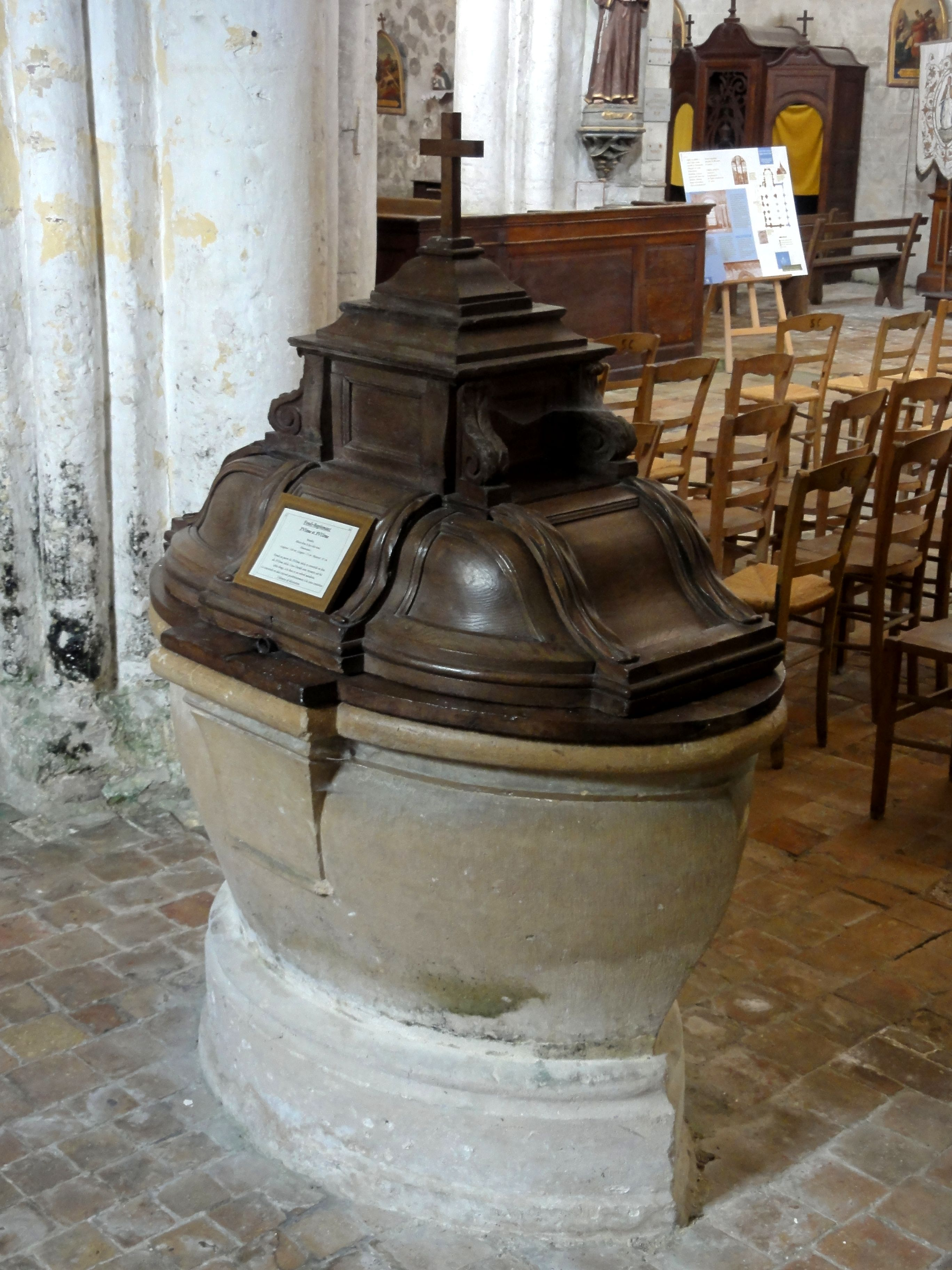
Fonts baptismaux.
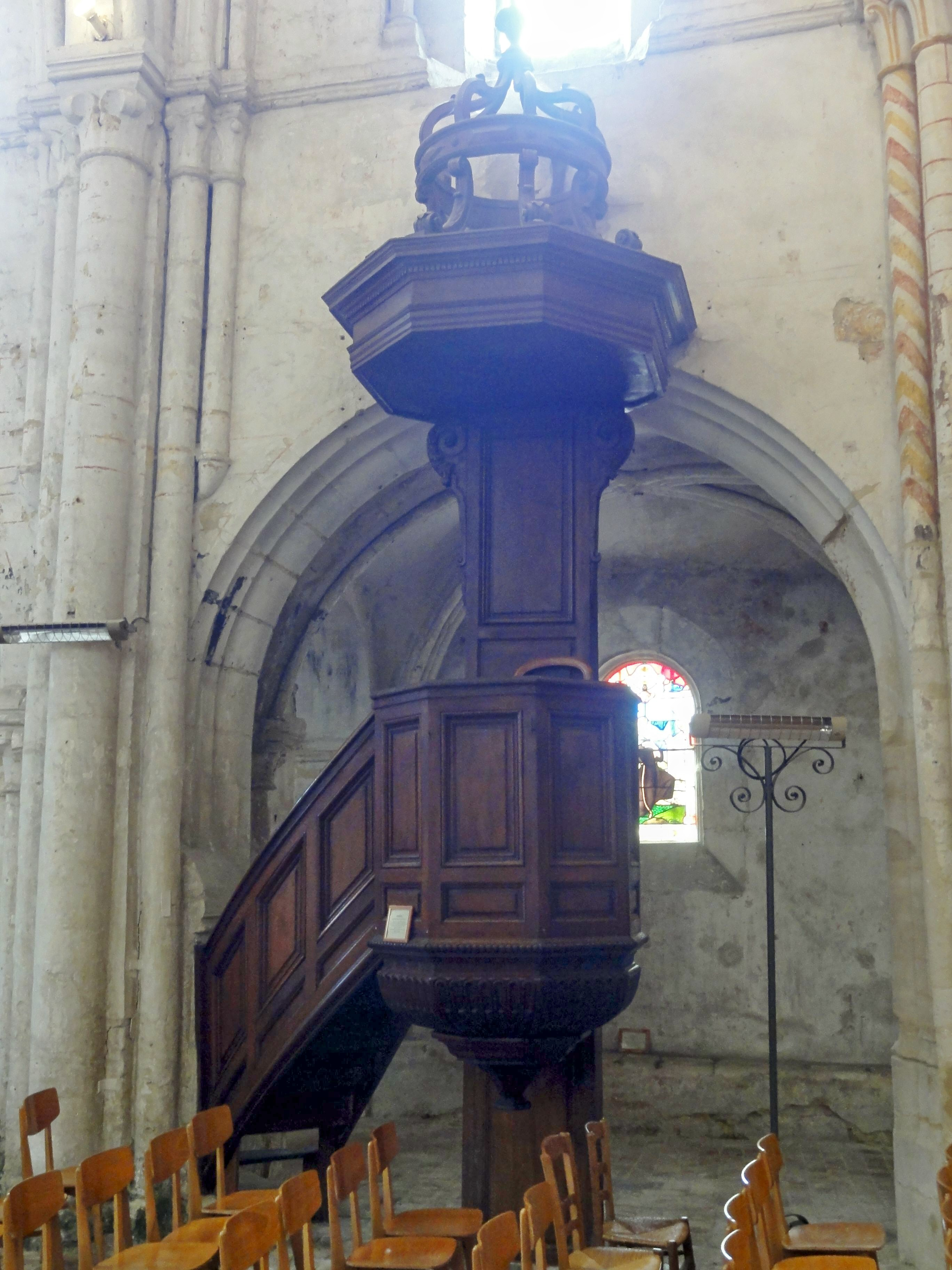
Chaire à prêcher.
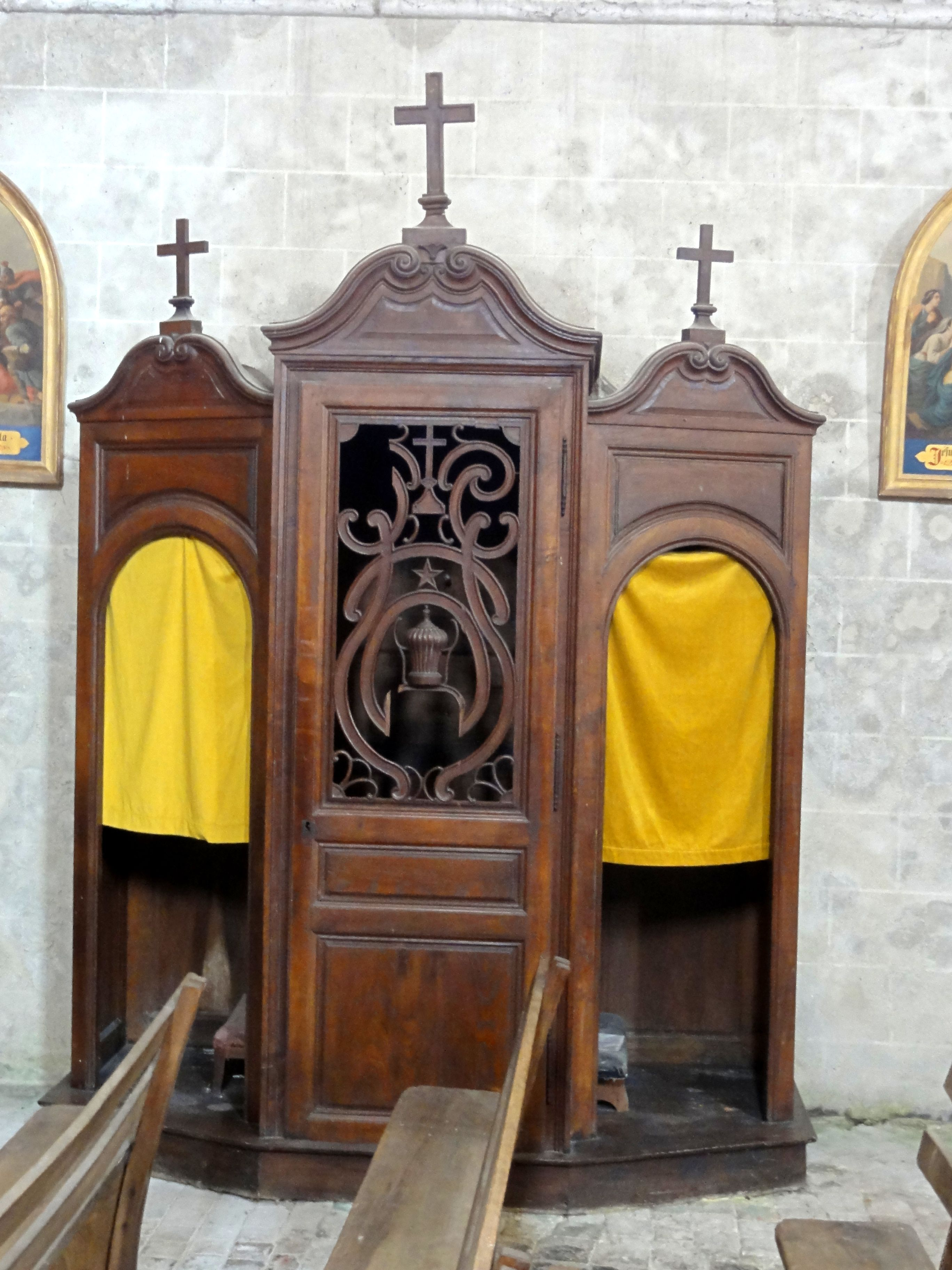
Confessionnal.
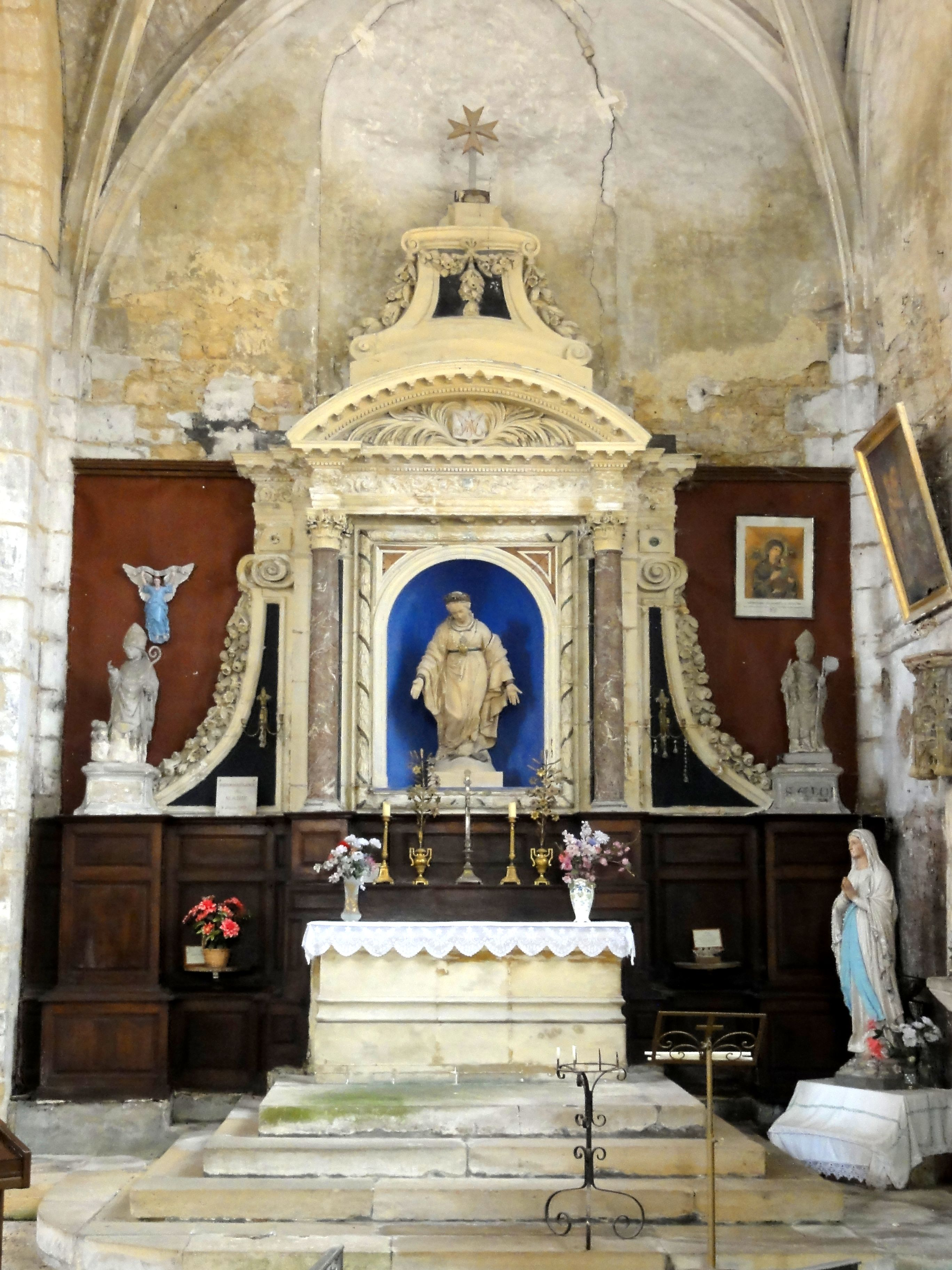
Retable de la Vierge.
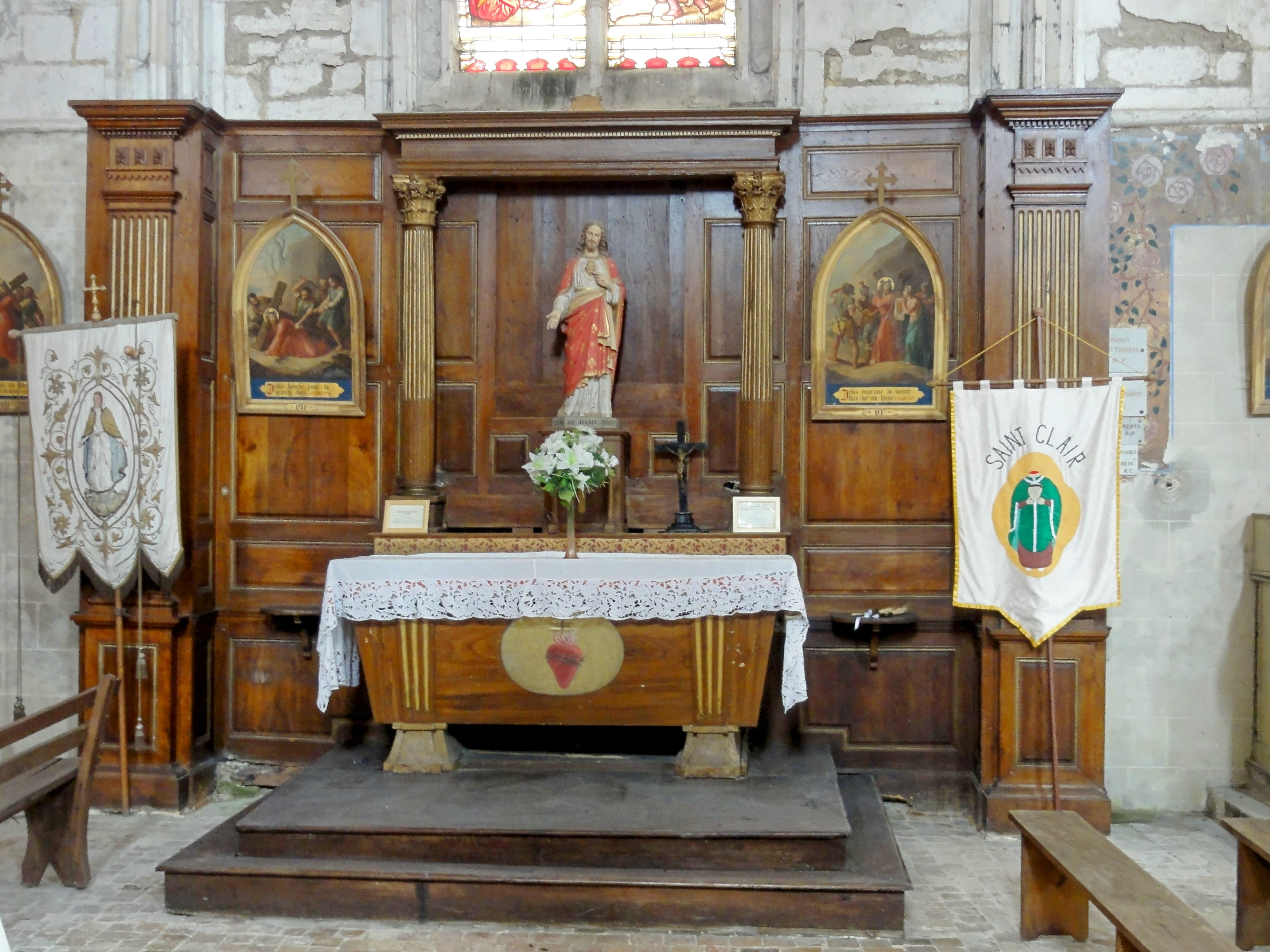
Autel du Sacré-Cœur.
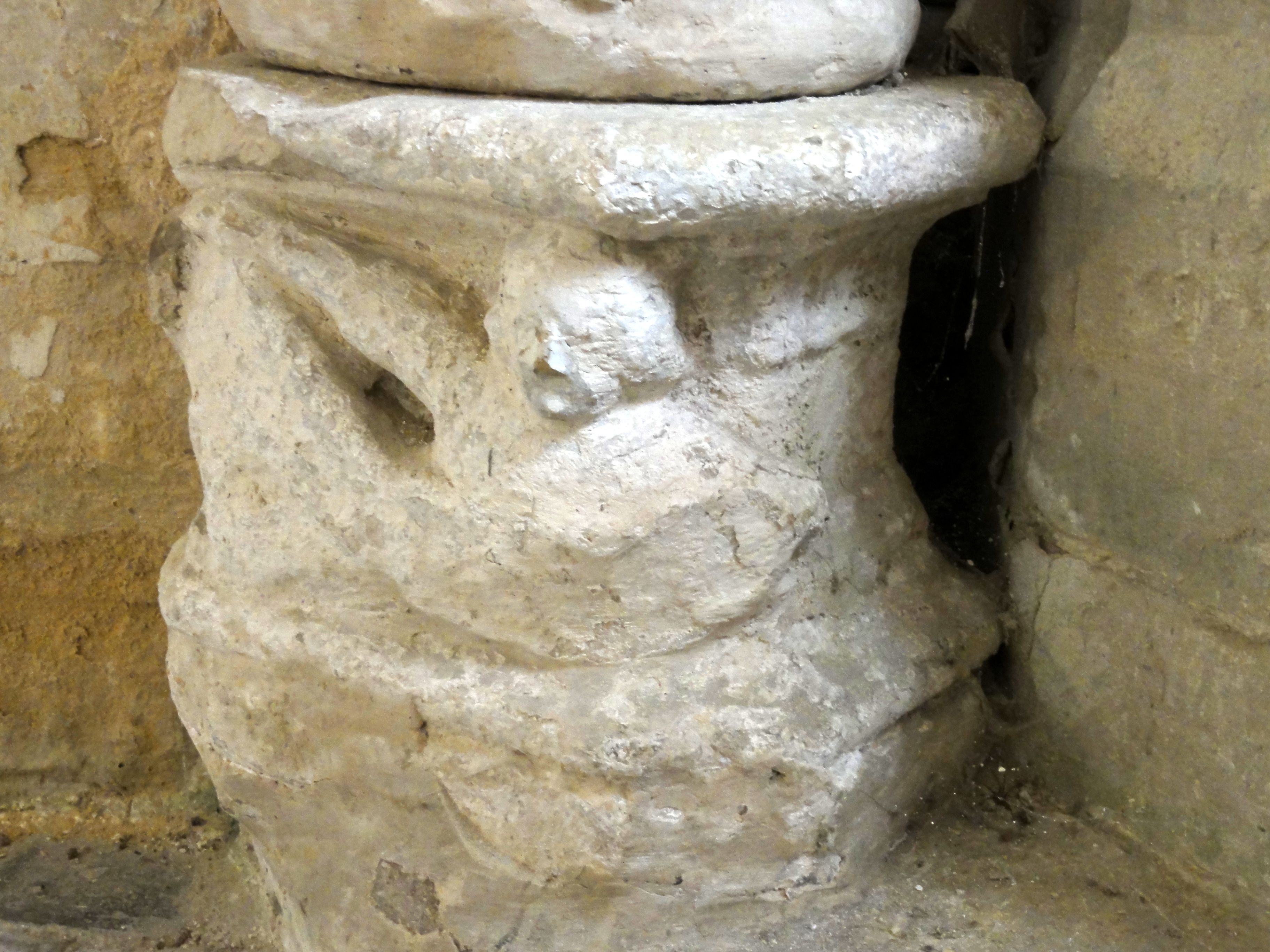
Chapiteau déposé.

## Le culte de saint Clair dans la paroisse de Saint-Clair-sur-Epte

### La fête de Saint-Clair

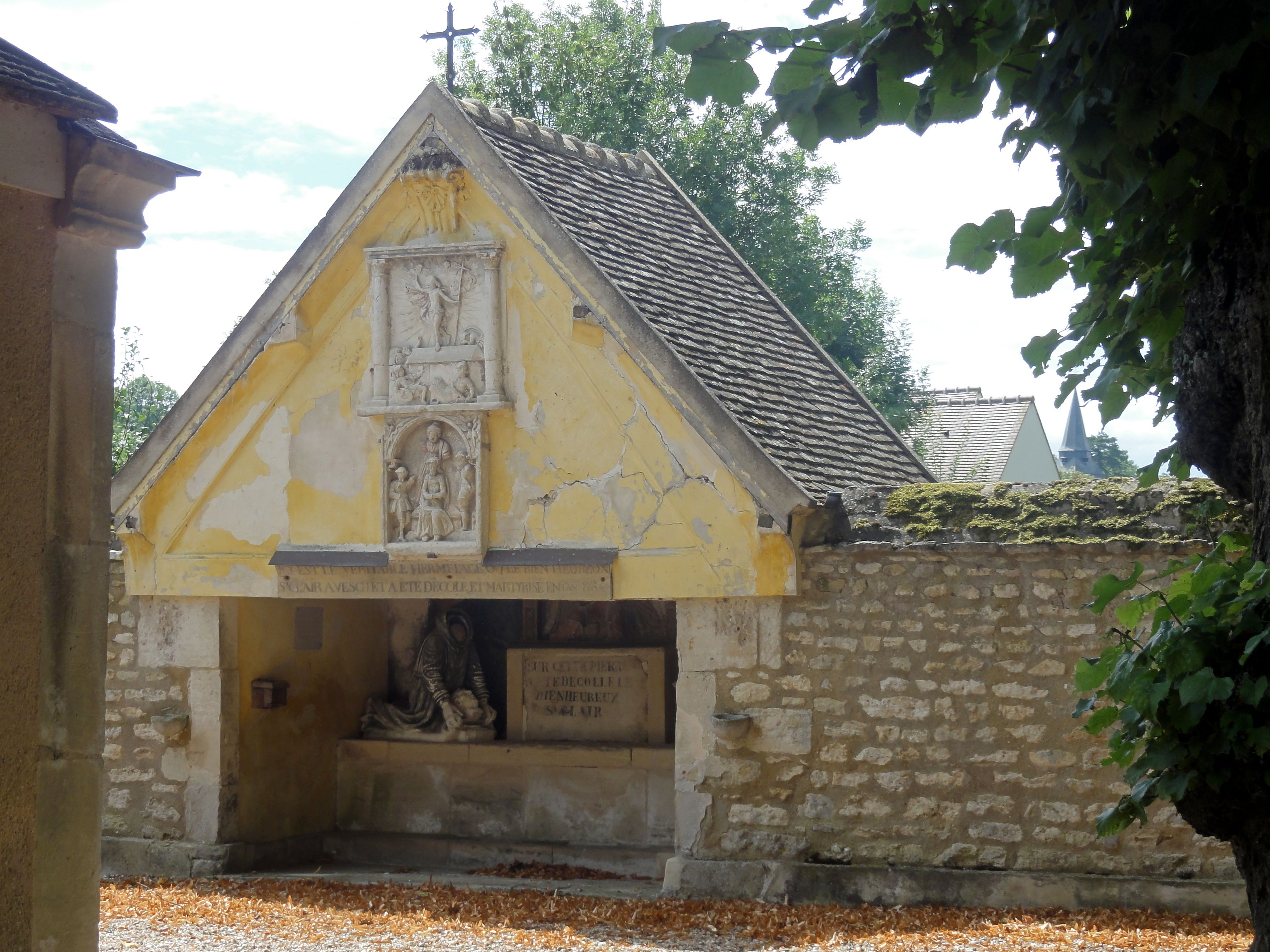
Ermitage de saint Clair.

Quand il a été installé comme curé à Saint-Clair-sur-Epte, G. van Laethem a été initié par son prédécesseur dans les rites associés au culte de saint Clair, et de la même façon les rites se sont transmis oralement pendant de long siècles, en subissant sans doute de légères variations. L'on suppose que la fête de Saint-Clair n'est qu'une forme christianisée de la fête du Feu, célébrée sous l'Antiquité par les habitants de Vulcassum en l'honneur de Vulcain, divinité du feu. Elle a lieu le soir du 16 juillet, quel que soit le jour de la semaine. À 21 h 00, une messe est célébrée en l'église Notre-Dame. Après la messe, des volontaires portent les châsses des reliques de saint Clair et de saint Cyrin vers l'ermitage, dans le cadre d'une procession aux flambeaux accompagnée de chants. Sur le pré du Paradis à côté de l'ermitage, un tronc d'arbre est préalablement enfoncé dans le sol, et une couronne de fleurs de trois pieds de diamètre attachée à une hauteur de quinze pieds, soit environ 4,55 m. Ensuite des fagots sont assemblés autour du tronc pour former un bûcher. À l'arrivée de la procession, le prêtre fait trois tours du bûcher suivi des reliques puis allume le feu conjointement avec un officier civil. Pendant que les fagots se consument, l'officiant dit les invocations à saint Clair, répétées par l'assistance. L'on espère que la couronne prenne feu : si c'est le cas, c'est un signe de l'acceptation par Dieu ; sinon, c'est un mauvais présage pour l'année à venir. G. van Laethem établit une parallèle avec les sacrifices d'Abel et de Caïn : si la fumée retombait vers la terre, l'offrande n'était pas agréable à Dieu ; si elle montait vers le ciel, le sacrifice était considéré comme bénéfique. L'auteur déplore que parfois, une vague d'incrédulité fausse la cérémonie.

### Le pèlerinage de Saint-Clair

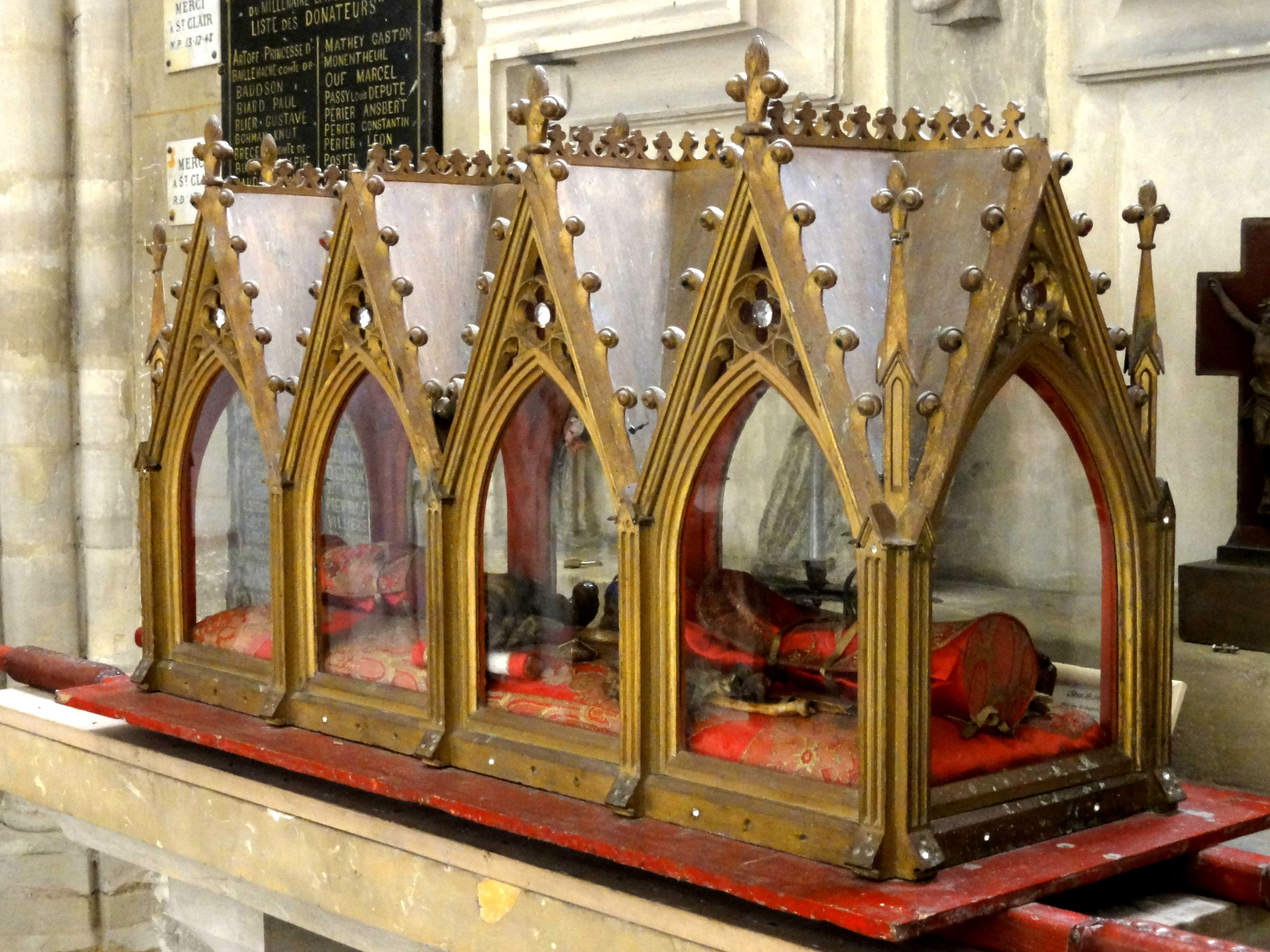
Châsse de saint Clair.

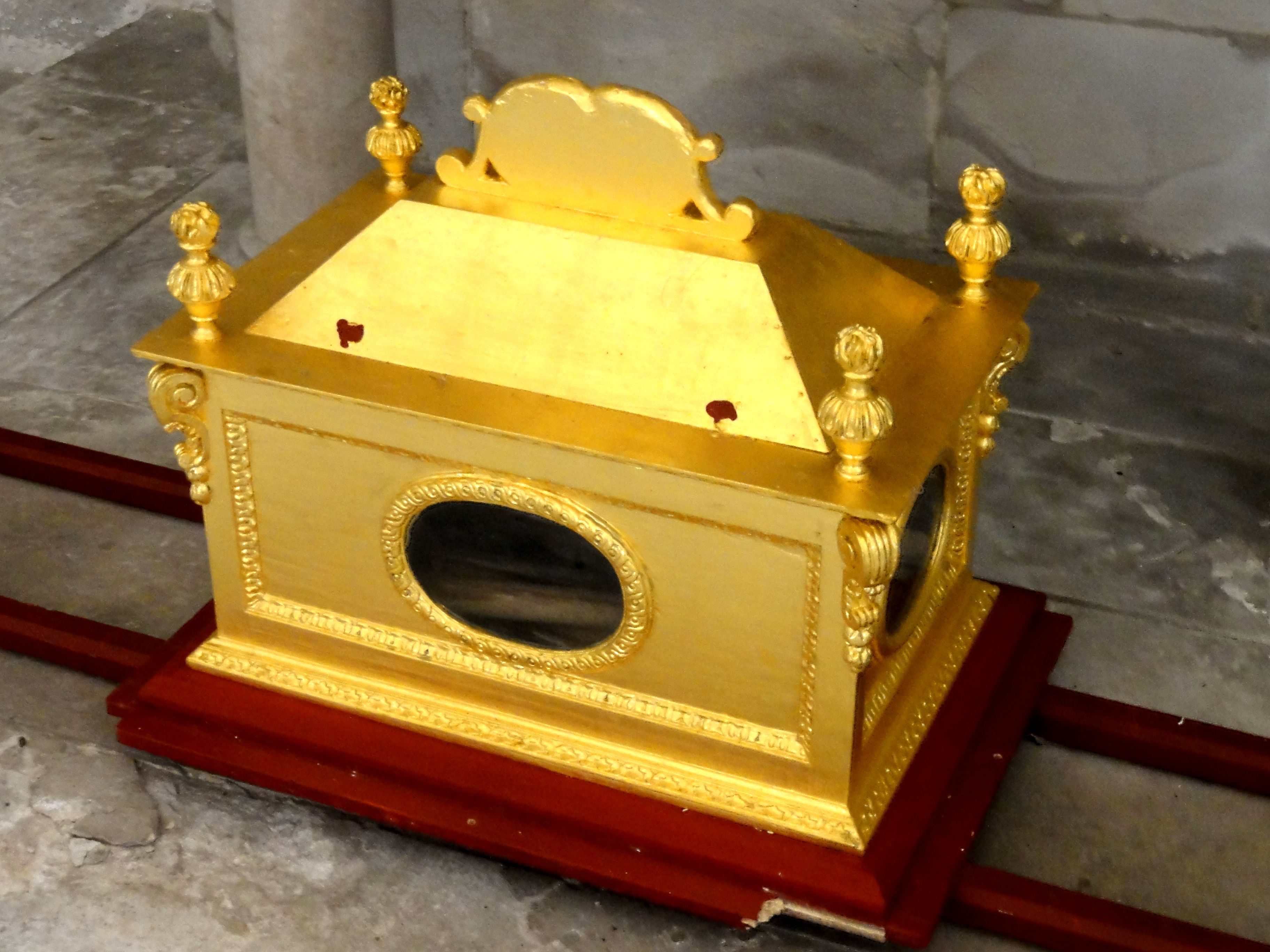
Châsse de saint Cyrin.

Les reliques de saint Clair, qui se composent de la quasi-totalité de son squelette, ont été reconnues comme authentiques à plusieurs reprises par les autorités ecclésiastiques. Elles n'ont en effet jamais quitté l'église de Saint-Clair-sur-Epte, sauf pour le soir de la fête Saint-Clair et à l'occasion d'un petit nombre de célébrations religieuses exceptionnelles. Aucune autre église n'a par ailleurs jamais prétendu posséder la dépouille de saint Clair, alors qu'au sujet de nombreux saints, deux églises clament l'authenticité d'un même membre. Les habitants de Saint-Clair ont, de tous temps, toujours jalousement défendu ces reliques ce qui explique que très peu d'éléments ont été donnés à d'autres églises. L'église Saint-Clair d'Hérouville possède un petit médaillon et la basilique Notre-Dame-de-Bonne-Garde de Longpont-sur-Orge également, et que quelques églises normandes détiennent d'infimes portions, mais aucune ne peut se prévaloir de reliques conséquentes. Les miracles que saint Clair a produit dès son vivant, puis les miracles qui se sont passés près de la fontaine miraculeuse sur le pré du Paradis (aujourd'hui tarie) ont attiré des pèlerins dès les premières années suivant la décapitation du moine anglais, né en 845 à Rochester sous le nom de William. Du fait de l'afflux des pèlerins, le corps de saint Clair est exhumé dès 888 et mis dans une châsse, la nuit du 16 au 17 juillet qui est devenue celle de la fête Saint-Clair.
Au Moyen Âge, la fête de Saint-Clair dure tout un mois, jusqu'au 16 août. Plus tard, ce sera l'« octave ». La plupart des pèlerins viennent de Normandie, où le martyr a passé près de la moitié de sa vie, sans jamais rester plus longtemps que quelques semaines ou mois dans une même localité. Pendant la journée, les prières autour des reliques de saint Clair et de saint Cyrin, son compagnon ayant subi le même sort, sont intenses. Pendant la nuit, les hôtelleries du bourg sont pleines. Les pèlerins les plus pauvres sont nombreux à coucher dans l'église. Ils espèrent surtout la guérison des maladies des yeux, le premier miracle de saint Clair ayant été la guérison d'un aveugle de naissance. Dès l'aurore, la prière reprend, et des messes sont célébrées simultanément à plusieurs autels pendant toute la journée. Des ex-voto à profusion tapissent les murs jusqu'à la Révolution ; ce sont notamment de petits tableaux. Les miracles sont consignés dans un gros livre. Malheureusement il disparaît quand il est prêté à un chanoine de Rouen. Le culte de saint Clair reste toujours aussi vivant jusqu'à la fermeture de l'église au culte, le 7 janvier 1794. L'église elle-même est transformée en temple de la Raison puis en atelier de salpêtre, mais reste plus ou moins indemne. Les objets de culte sont malheureusement vendus aux enchères sur place. La plus grande perte est cependant la châsse d'or et d'argent de saint Clair : les Révolutionnaires dispersent son contenu sur les marches de l'autel et emportent le précieux objet. Malgré ces vicissitudes, le pèlerinage de saint Clair connaît encore de beaux jours pendant le XIXe siècle. En 1977 encore, le père G. van Laethem reçoit des lettres « d'un peu partout » demandant des messes et des prières. Il affirme que l'« on entend encore parler de miracles, de guérisons, de faveurs exceptionnelles accordées par le saint. Les gens continuent de mettre leur confiance en saint Clair ».

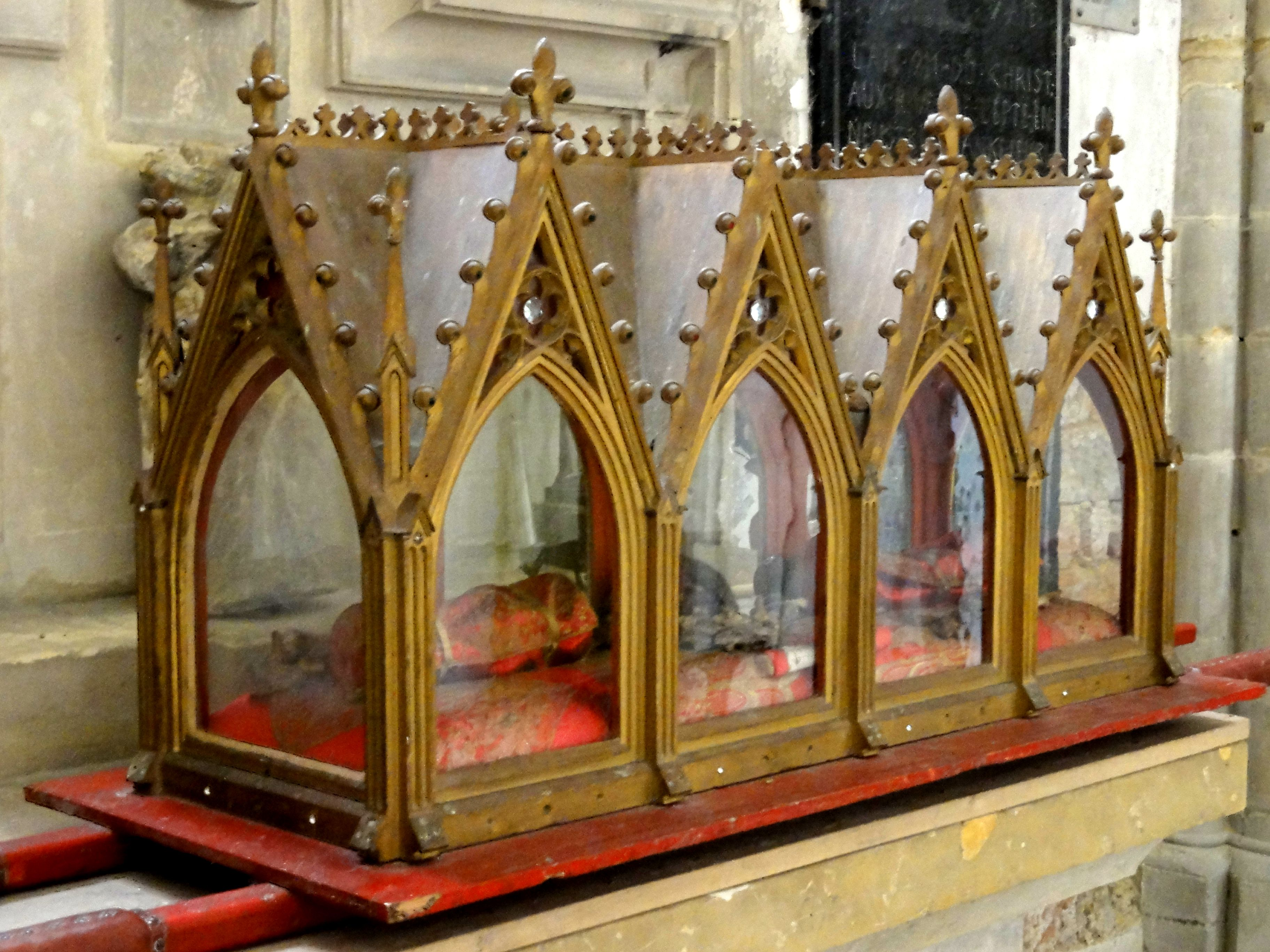
Châsse de saint Clair.
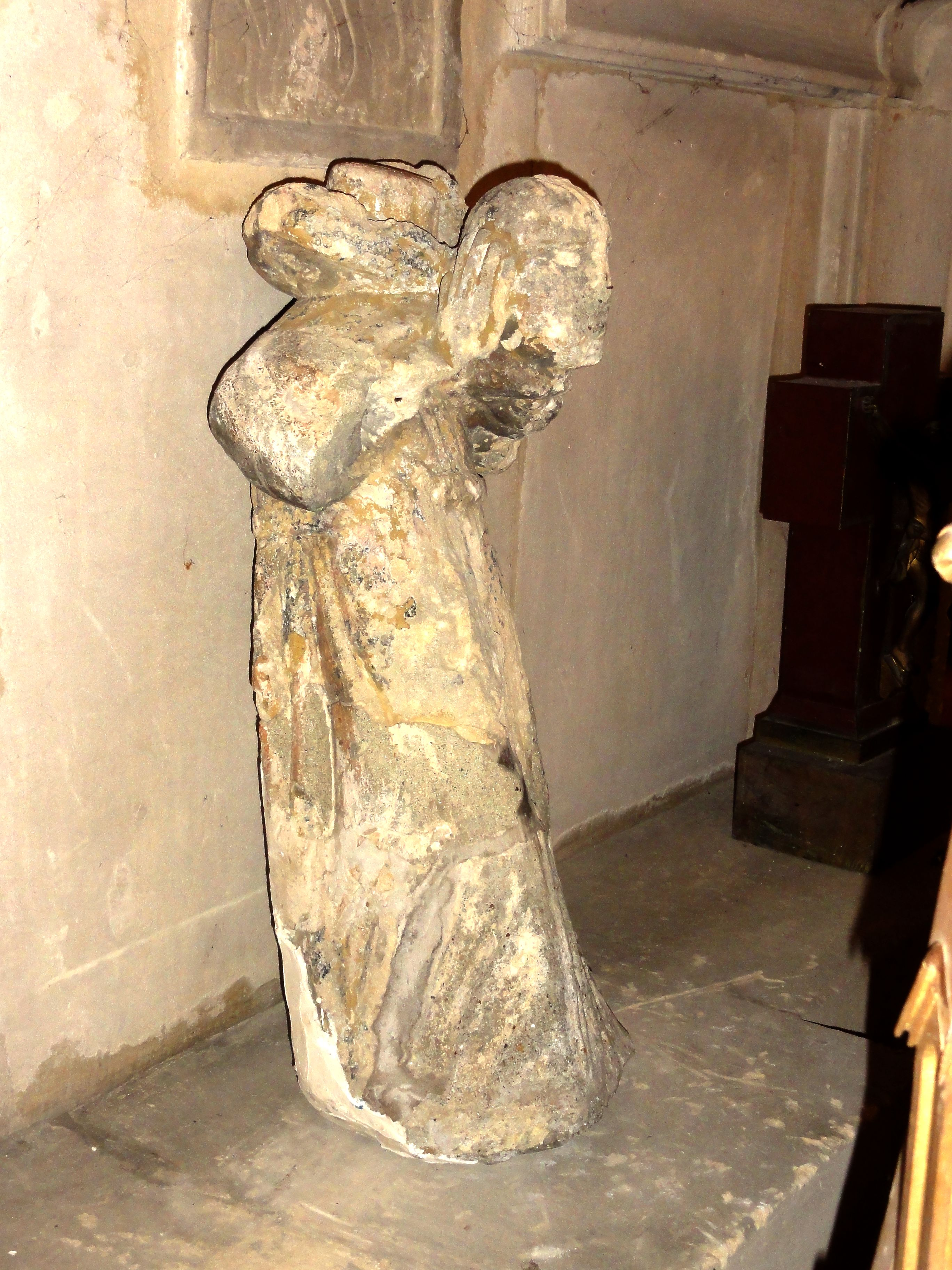
Statue de saint Clair.
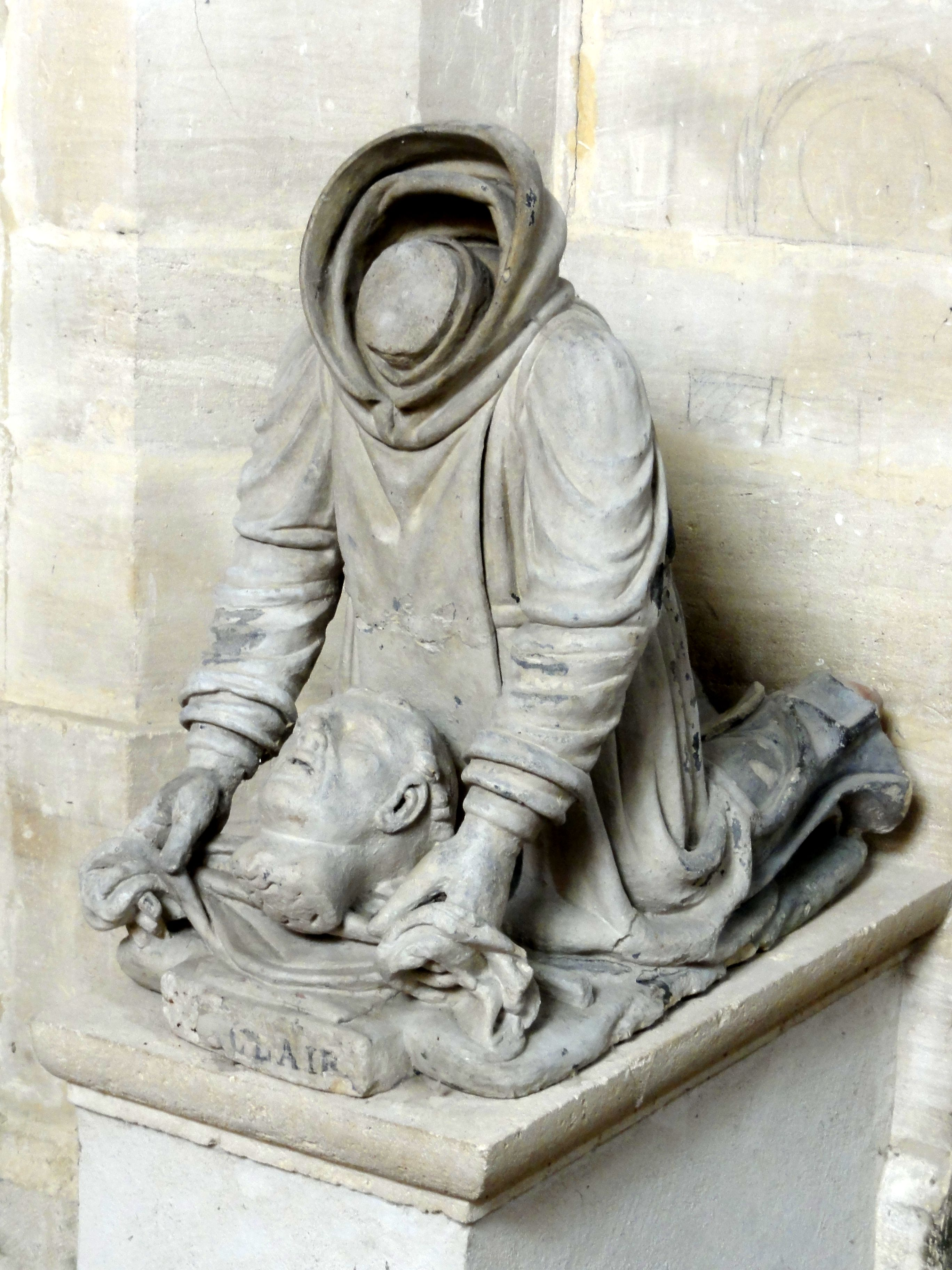
Statue de saint Clair.
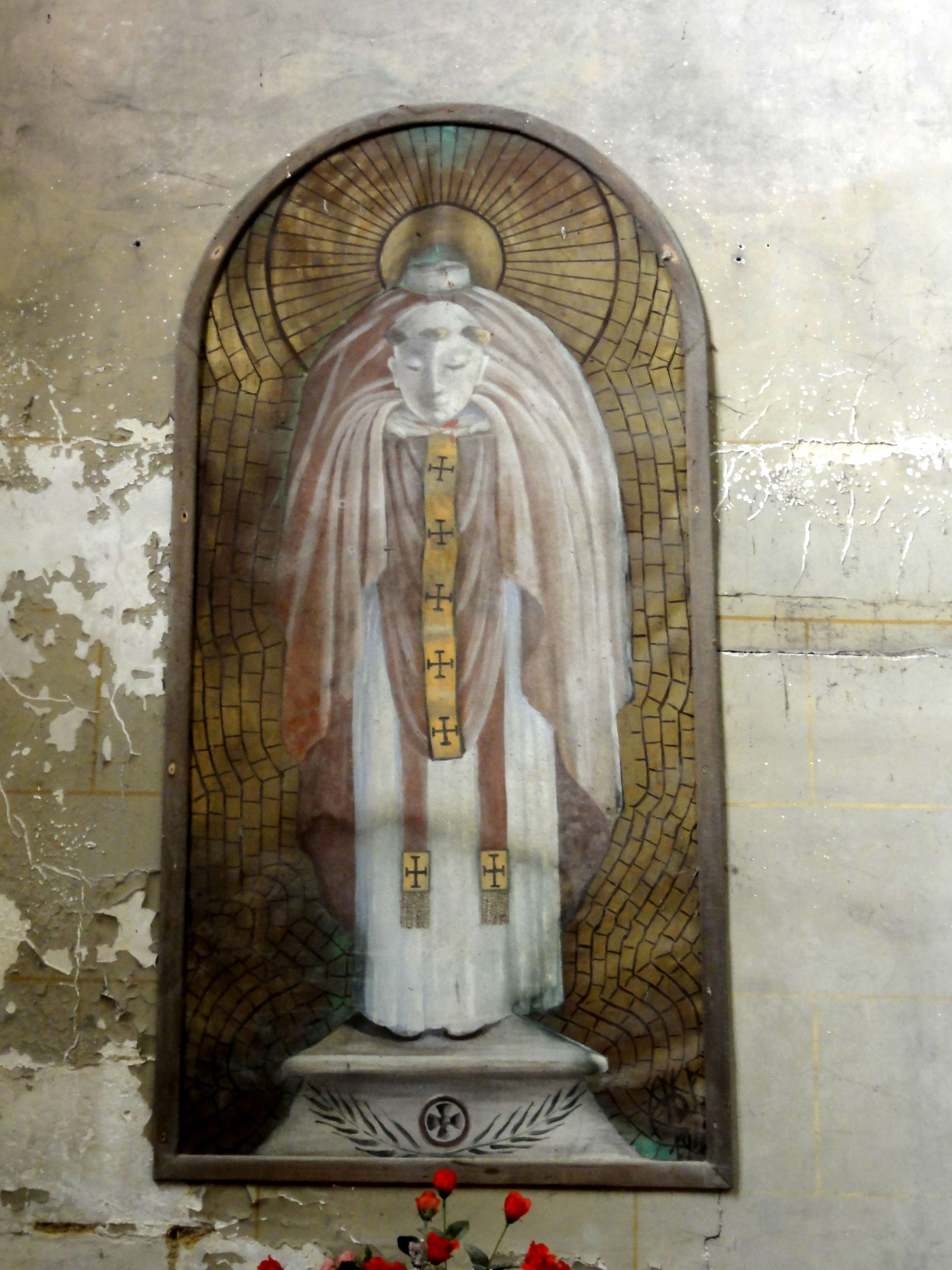
Peinture de saint Clair.
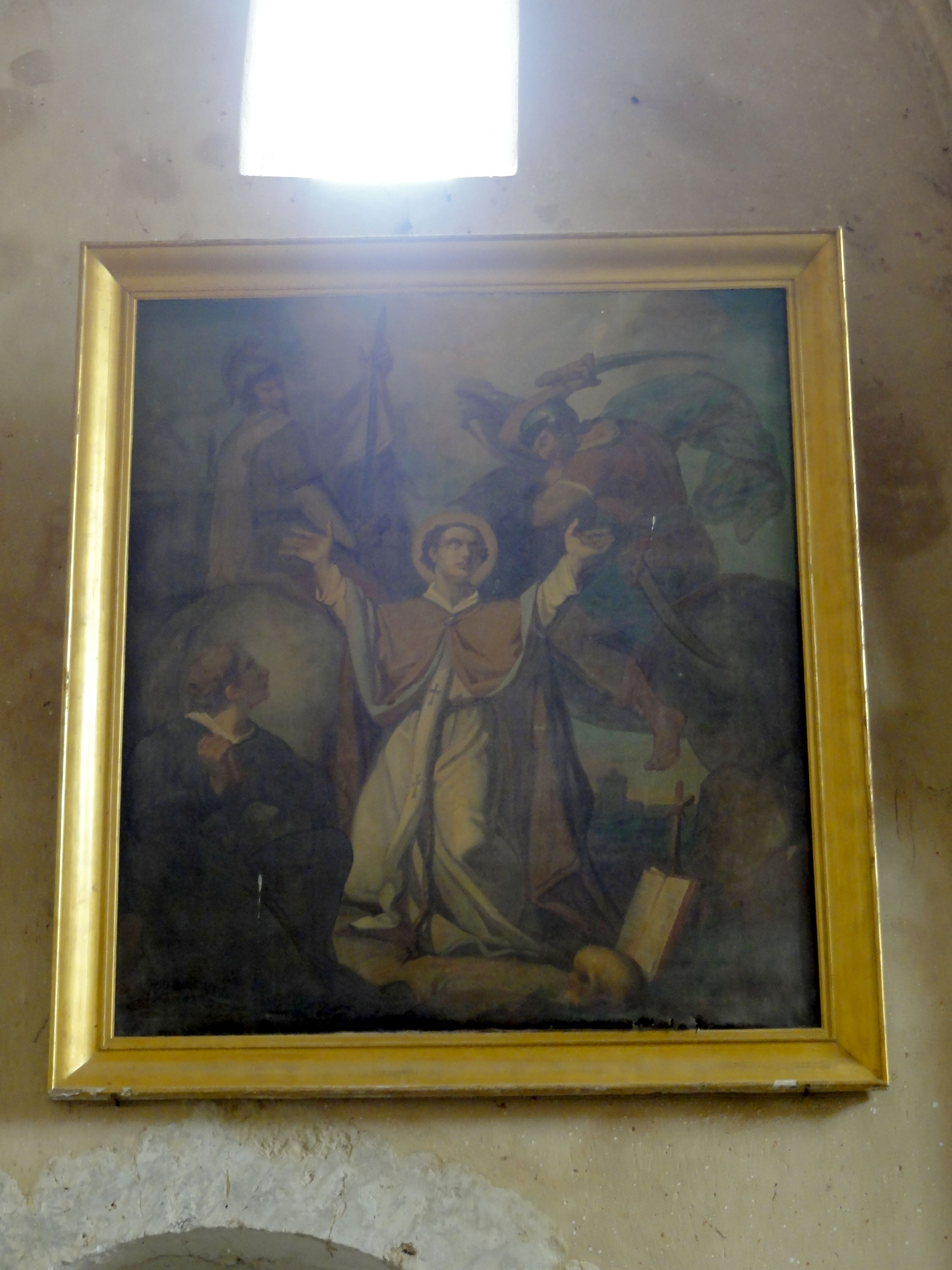
Décollation de saint Clair.
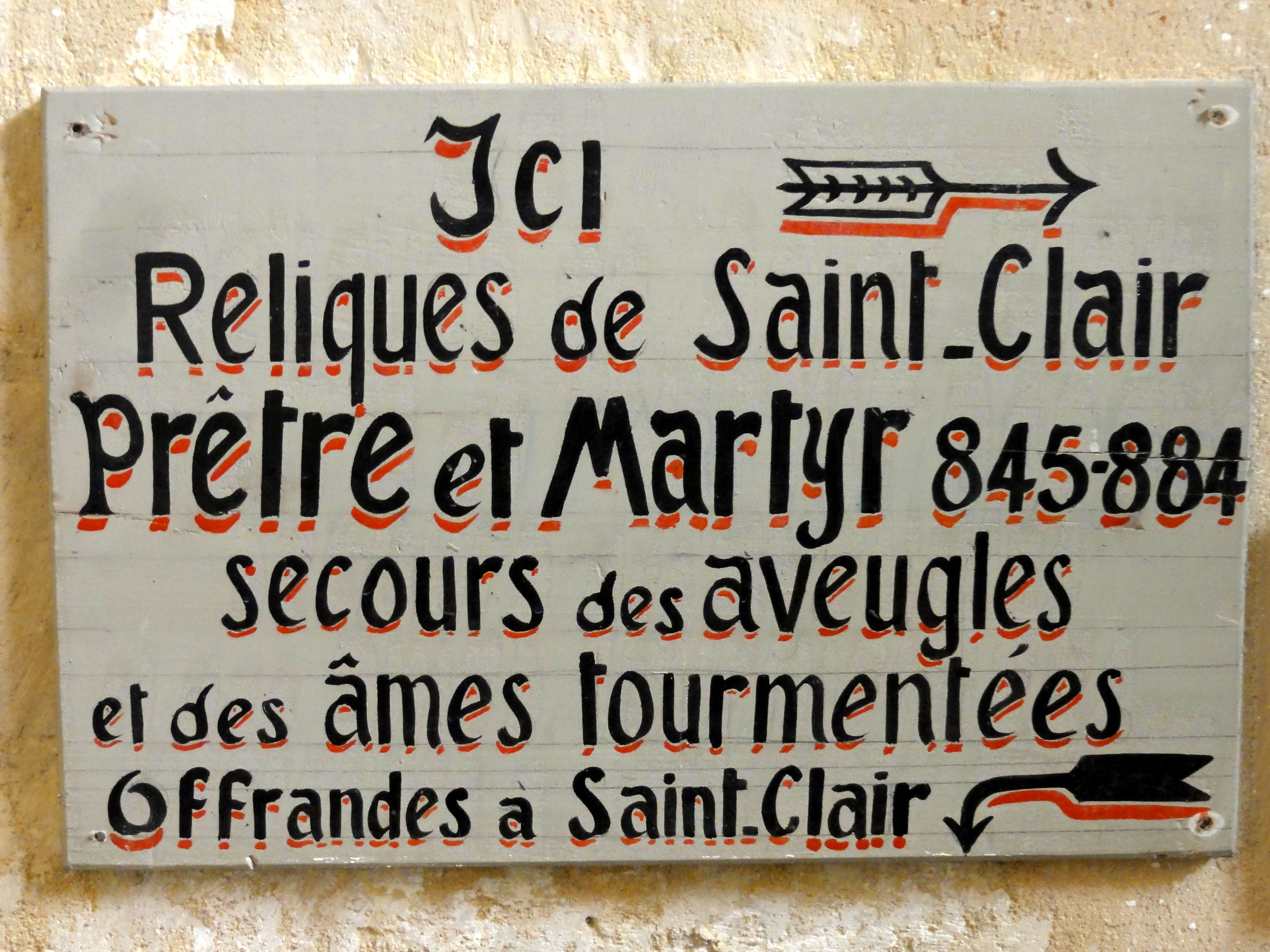
Pancarte.